# Warunki naturalne w Bydgoszczy

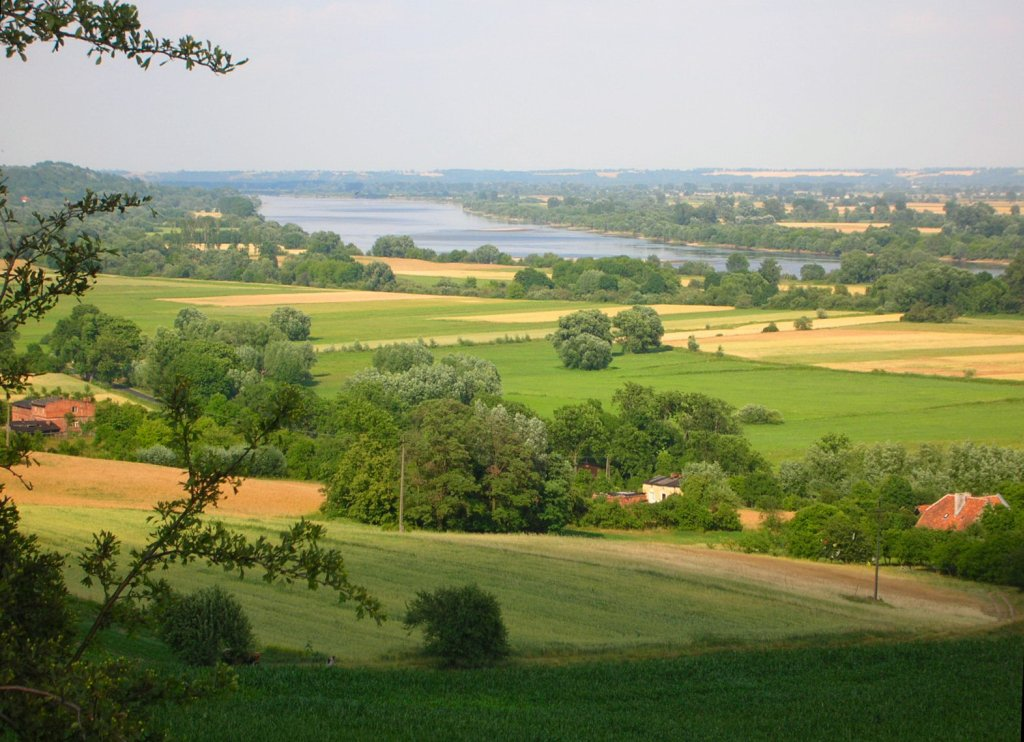
Dolina Fordońska wytworzona po przełomie Wisły ku Bałtykowi 14–12 tys. lat temu

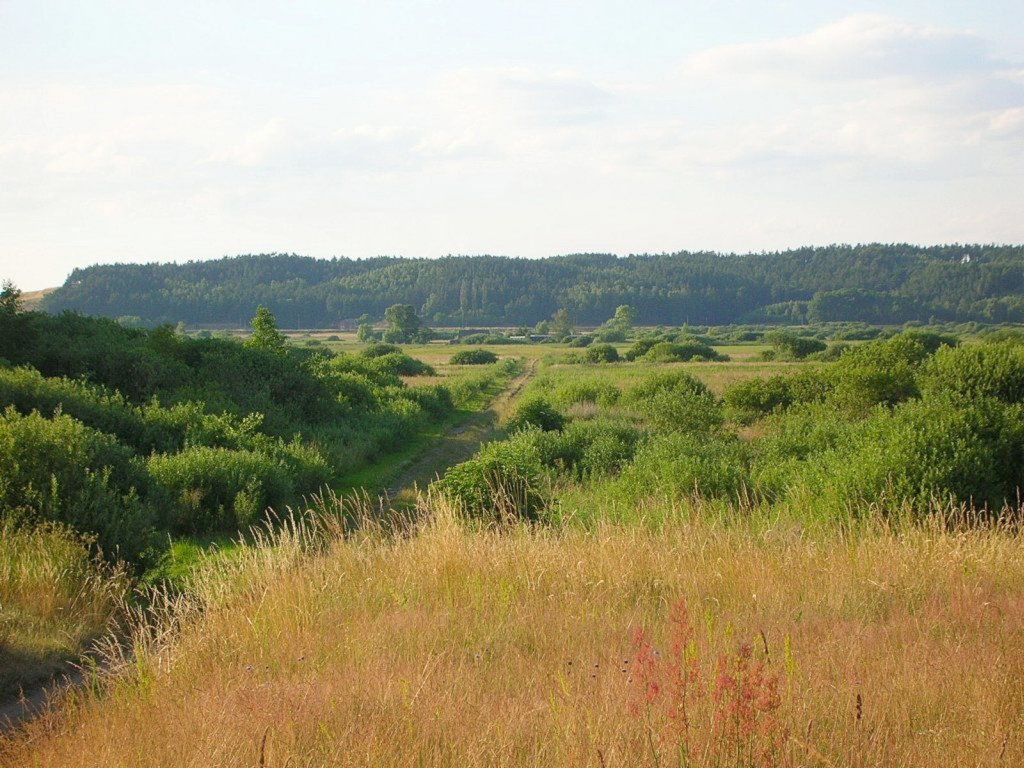
Dolina Środkowej Noteci i Kanału Bydgoskiego położona na zachód od miasta, która uległa zatorfieniu po przełomie Wisły pod Fordonem

Warunki naturalne w Bydgoszczy – środowisko przyrodnicze, w którym osadzona jest aglomeracja Bydgoszczy. Obejmuje ono geologię, geomorfologię, rzeźbę terenu, położenie fizycznogeograficzne, sieć hydrograficzną, gleby, zasoby naturalne, jak i system przyrodniczy miasta i okolic.

## Wstęp
Bydgoszcz jest miastem położonym w północnej Polsce, największym w obrębie województwa kujawsko-pomorskiego. Historyczne centrum miasta (Stary Rynek) znajduje się dokładnie na 18. południku długości geograficznej wschodniej. Miasto w 2011 r. zajmowało powierzchnię 17 598 ha i liczyło około 363 tys. mieszkańców. Pod względem liczby mieszkańców zajmuje 8 miejsce, zaś pod względem powierzchni 9 miejsce na liście polskich miast.

## Budowa geologiczna
Bydgoszcz położona jest na platformie paleozoicznej w strefie Gutercha, która charakteryzuje się skorupą ziemską o miąższości 50–60 km zbudowaną ze skał osadowych, poczynając od skał kambryjskich. Na tej strukturze zalegają osady mezozoiczne, zaliczane do antyklinorium środkowopolskiego. Struktury te obejmują utwory mezozoiczne i permskie. Występują stosunkowo płytko (80 m) i ulegają powolnemu wnoszeniu tektonicznemu (6 mm w latach 1870–1930).
Akcentem budowy geologicznej rejonu Bydgoszczy są dwie doliny kopalne. Północna, płytsza, wcięta w utwory mioceńskie, ma przebieg Jachcice – Bielawy – Siernieczek. Wypełniona jest osadami fluwioglacjalnymi. Jej głębokość sięga 66 m i odpowiada rzędnej dna około -11 m n.p.m. Druga dolina wcina się w utwory mezozoiczne (dno – 105 m n.p.m.) i przebiega z Kapuścisk na północny wschód.
Osady górnej jury wykształcone są w formie wapienia muszlowego, mułowców piaszczystych, piaskowców z wkładkami anhydrytów i soli kamiennej. Dolna kreda reprezentowana jest m.in. przez piaskowce wapniste. Osady starszego trzeciorzędu (oligocenu) występują w postaci iłów i piasków ilastych o grubości ok. 30 m, nad którymi zalega seria mioceńska (10–30 m n.p.m.) w postaci brunatnych piasków drobnoziarnistych z domieszką węgla brunatnego w postaci pokładów o grubości do 10 m. W nadkładzie warstwy mioceńskiej zalegają iły pstre z młodszego trzeciorzędu (pliocenu 5,3–2,5 mln lat temu), których pierwotna miąższość ok. 100 m została w rejonie dolin Wisły i Brdy poważnie ograniczona do kilku metrów. Strop iłów występuje na rzędnej 40–50 m n.p.m. i w środkowej części miasta zalega płytko pod powierzchnią terenu. Na niektórych obszarach działalność wód roztopowych spowodowała usunięcie iłów plioceńskich (poznańskich), a niekiedy nawet osadów mioceńskich.
Czwartorzęd (od 2,5 mln lat temu do dziś) w rejonie Bydgoszczy występuje w postaci osadów wodno-lodowcowych: glin zwałowych i piasków ze żwirami, pochodzących ze starszych faz zlodowacenia bałtyckiego: faz leszczyńskiej i poznańskiej. Miąższość tych osadów waha się od ok. 100 m (w rejonie dolin kopalnych) do kilku metrów w osadach teras Brdy. Gliny zwałowe tworzą ciągłe, wydłużone struktury, rozcinające osady czwartorzędowe. W obrębie górnego tarasu Bydgoszczy występują dwie warstwy glin zwałowych, a ich wychodne na Skarpie Południowej podkreślone są wpływami wód podziemnych. Podobną budowę geologiczną mają wysoczyzny na północy miasta z tą różnicą, że ilość warstw glin lokalnie wzrasta do trzech. Mniejszą miąższość posiadają najmłodsze osady holoceńskie (od 11,5 tys. lat do dziś), będące efektem działalności rzecznej, eolicznej i procesów zarastania zbiorników wodnych. Są to piaski rzeczne, mady, torfy, wydmy oraz utwory denudacyjne. Posiadają on miąższość od 2 m (torfy) do 40 m (wydmy).
W wielu rejonach miasta, zwłaszcza w północnej jego części występuje płytkie występowanie ekspansywnych iłów trzeciorzędowych, pokrytych cienką warstwą piasków pochodzenia lodowcowego (Czyżkówko, Okole, Śródmieście, Bartodzieje, Brdyujście), co jest skutkiem erozji dawnych rzek, wcinających się głęboko w podłoże. Iły te należą do tzw. serii poznańskiej i są barwy szarozielonej i niebieskawej. Lokalnie występują na powierzchni (terasy Brdy, strefy krawędziowe teras pradolinnych). Grunty te z uwagi na ekspansywność (zmiana objętości pod wpływem wilgoci) są trudnym podłożem budowlanym.
W niektórych rejonach miasta występują grunty słabonośne powiązane z płytkim poziomem wód gruntowych. Obszary te spotykane są w dolinach rzecznych (Brdy, Wisły, Kanału Bydgoskiego), w lokalnych zagłębieniach i dolinkach prowadzących wody niewielkich cieków powierzchniowych oraz w pradolinie Noteci-Warty. Tereny te są wykorzystywane z reguły jako użytki rolne.

### Czwartorzędowa historia geologiczna
W czwartorzędzie rejon Bydgoszczy pokrywał kilkakrotnie lądolód, który topniejąc pozostawił warstwy glin zwałowych i piasków w postaci moren dennych. Równocześnie nastąpiło żłobienie rynien przez wody roztopowe. W starszej epoce czwartorzędu, od ok. 1,8 mln do 11 tys. lat temu powstała Pradolina Toruńsko-Eberswaldzka, która w pomorskiej fazie ostatniego zlodowacenia stanowiła drogę odpływu mas wód glacjalnych na zachód. W kierunku Morza Północnego płynęła tędy pra-Wisła, łącząc się na obszarze Brandenburgii i Dolnej Saksonii z wodami pra-Łaby. Do tych złączonych wód roztopowych wpadały rzeki z południa Polski. Pradolina Toruńsko-Eberswaldzka wcięła się głęboko w utwory morenowe a częściowo nawet w trzeciorzęd. Odpływ wód w rejonie Bydgoszczy przebiegał początkowo na szerokości ok. 25 km na poziomie powyżej terasy X (72 m n.p.m.) – od Zbocza Fordońskiego (Kruszyn – Myślęcinek – Fordon) na północy po linię Rojewo – Tarkowo – Łabiszyn na południu.
W czasie postoju lądolodu na linii moren pomorskich ok. 15 tys. lat temu, utworzył się szlak odpływu wód roztopowych z północy na południe do Pradoliny Toruńsko-Eberswaldzkiej, tzw. Sandr Brdy, szczególnie rozległy w rejonie Borów Tucholskich, zaś w pobliżu Bydgoszczy przebiegający wzdłuż obecnej południkowej Doliny Brdy. Wody wypływające z lądolodu niosły osady, akumulowane na jego przedpolu, tworząc równinną pokrywę piaszczystą. W ten sposób powstała Dolina Sandrowa Brdy w północno-zachodniej części miasta. W jej obrębie znalazły się również ostańce erozyjne w postaci rozmytych kęp morenowych, np. w podbydgoskim Janowie. Kolejna tego typu forma sandrowa miała miejsce prawdopodobnie na linii Fordon – Chełmno; została później wykorzystana przez wody pra-Wisły po dokonaniu przełomu pod Fordonem.
W miarę wycofywania się lodowca, gdy ilość wód roztopowych malała, w pradolinie Noteci-Warty w rejonie Bydgoszczy utworzył się wtórny, węższy szlak odpływu wód na zachód ograniczony z północy Zboczem Fordońskim, a z południa Zboczem Bydgoskim (Skarpą Południową). Jego dno znajdowało się początkowo na poziomie ok. 60 m n.p.m., a docelowo w poziomie terasy VI – 52–55 m n.p.m.; szerokość doliny wynosiła ok. 8 km. Gdy ok. 14–12 tys. lat temu lądolód wycofywał się z terenu północnej Polski, w sandrową dolinę Wdy i Mątawy na linii Fordon – Chełmno wdarła się Wisła, znajdując krótszy odpływ w kierunku Bałtyckiego Jeziora Lodowego. Inicjalny przepływ wód rzecznych na północ nastąpił się w poziomie terasy wznoszącej się 30–32 m ponad obecny poziom Wisły (58–60 m n.p.m.). Przez około 2 tys. lat odpływ następował w obu kierunkach (faza bifurkacji). Wskutek niskiego poziomu wód kształtującego się Bałtyku, następowało szybkie erozyjne pogłębianie Doliny Dolnej Wisły i zaniknięcie odpływu na zachód na rzecz krótszego odpływu bezpośrednio ku Bałtykowi.
Po całkowitym zatamowaniu odpływu zachodniego, między Bydgoszczą a Nakłem wytworzył się dział wodny między systemami Odry i Wisły, a słabo odwadniane dno pradoliny uległo zabagnieniu i zatorfieniu. Torfowisko, rozwijające się na piaskach dolinnych w poziomie środkowej terasy (55 m.), urosło do 60 m nad poziomem morza. Podobna sytuacja zaszła w południowej części Kotliny Toruńskiej w rejonie Bydgoskich Łąk Nadnoteckich (Rojewo – Tarkowo Dolne – Antoniewo – Dębinek – Rynarzewo – Nakło).
Po zaniknięciu spływu wód pra-Wisły na zachód, rzeka Brda spływała odtąd ku Wiśle, wykorzystując na odcinku ok. 10 km od Jachcic po Brdyujście dno pradoliny. Poziom jej wód był skorelowany z obniżającym się poziomem rzeki Wisły. W ten sposób w ciągu kilku tysięcy lat na odcinku bydgoskim utworzyła się holoceńska dolina Brdy, wcięta ok. 10–20 m w podłoże terasy VI. Podobna sytuacja nastąpiła w obrębie Doliny Sandrowej Brdy w północno-zachodniej części miasta, gdzie zbocza wtórnej doliny osiągnęły wysokość 35 m. Od około 8 tys. lat temu, po podwyższeniu poziomu wód w Bałtyku (Morze Litorynowe), przeważała akumulacja rzeczna, w następstwie której narosła pokrywa aluwialna wyścielająca dna holoceńskich dolin Wisły i Brdy. Rzeki zmniejszyły swe spadki oraz zaczęły meandrować, przyczyniając się do powstania nowych załomów teras I-IV, widocznych dzisiaj w zakolach tych rzek.
Podczas wycofywania się lądolodu w okresie 14–10 tys. lat temu miały miejsce intensywne procesy eoliczne na obszarach akumulacji piasków, przede wszystkim terasach pradolinnych i obszarach akumulacji fluwioglacjalnej. Największe nasilenie tworzenia wydm miało miejsce podczas chłodnych stadiałów późnego glacjału (12–11,8 tys. lat temu). W rezultacie tych procesów na południe od Bydgoszczy, na terasie X Kotliny Toruńskiej powstało jedno z większych kompleksów wydm śródlądowych w Polsce, usypywanych przez wiatry, utrwalonych następnie przez Puszczę Bydgoską. Na pozostałych osuszonych już terasach, powstały pola przewianych piasków, miejscami zwydmionych. Do innych form powstałych w tym okresie należały m.in. zbiorniki wodne w obniżeniach wytopiskowych, np. Jezioro Jezuickie, czy Jezioro Borówno. Natomiast w holocenie oprócz młodych dolin Brdy i Wisły powstały m.in. rynny subglacjalne, wcięcia, parowy i dolinki erozyjne w obrębie załomów wysoczyzn i teras, spływy i zsuwiska na stokach, stożki napływowe i inne zjawiska niszczenia pierwotnych form. W słabo odwodnionych miejscach utworzyły się torfowiska. Procesy rzeźbotwórcze zostały zahamowane wskutek sukcesji roślinności i wykształceniu się dużych kompleksów leśnych.

## Położenie geograficzne
Bydgoszcz położona jest w strefie krzyżowania się wielkich dolin rzecznych, otoczonych wysoczyznami o rzeźbie młodoglacjalnej, na styku jednostek fizycznogeograficznych. Znajdują się tu doliny, równiny, pola wydm śródlądowych, wzgórza, strome zbocza krawędzi wysoczyzn, parowy, wielkie i małe rzeki, strumienie, stawy i jeziora.

### Regionalizacja fizycznogeograficzna
Zgodnie z regionalizacją fizycznogeograficzną Polski (Jerzy Kondracki, 2002) miasto Bydgoszcz leży w prowincji Niż Środkowoeuropejski (31), podprowincji Pojezierza Południowobałtyckie (314-315) oraz na styku czterech makroregionów:
1. Pradoliny Toruńsko-Eberswaldzkiej (315.3);
2. Pojezierzy Południowopomorskich (314.6);
3. Doliny Dolnej Wisły (314.3);
4. Pojezierza Chełmińsko-Dobrzyńskiego (315.1).

W niedalekiej odległości po południowej stronie pradoliny Noteci-Warty znajduje się kolejny makroregion Pojezierze Wielkopolskie (315.5). Położenie w zasięgu tak wielu jednostek wysokiego szczebla stanowi osobliwość położenia geograficznego miasta i determinuje zróżnicowanie krajobrazowe i geobotaniczne jego okolic.

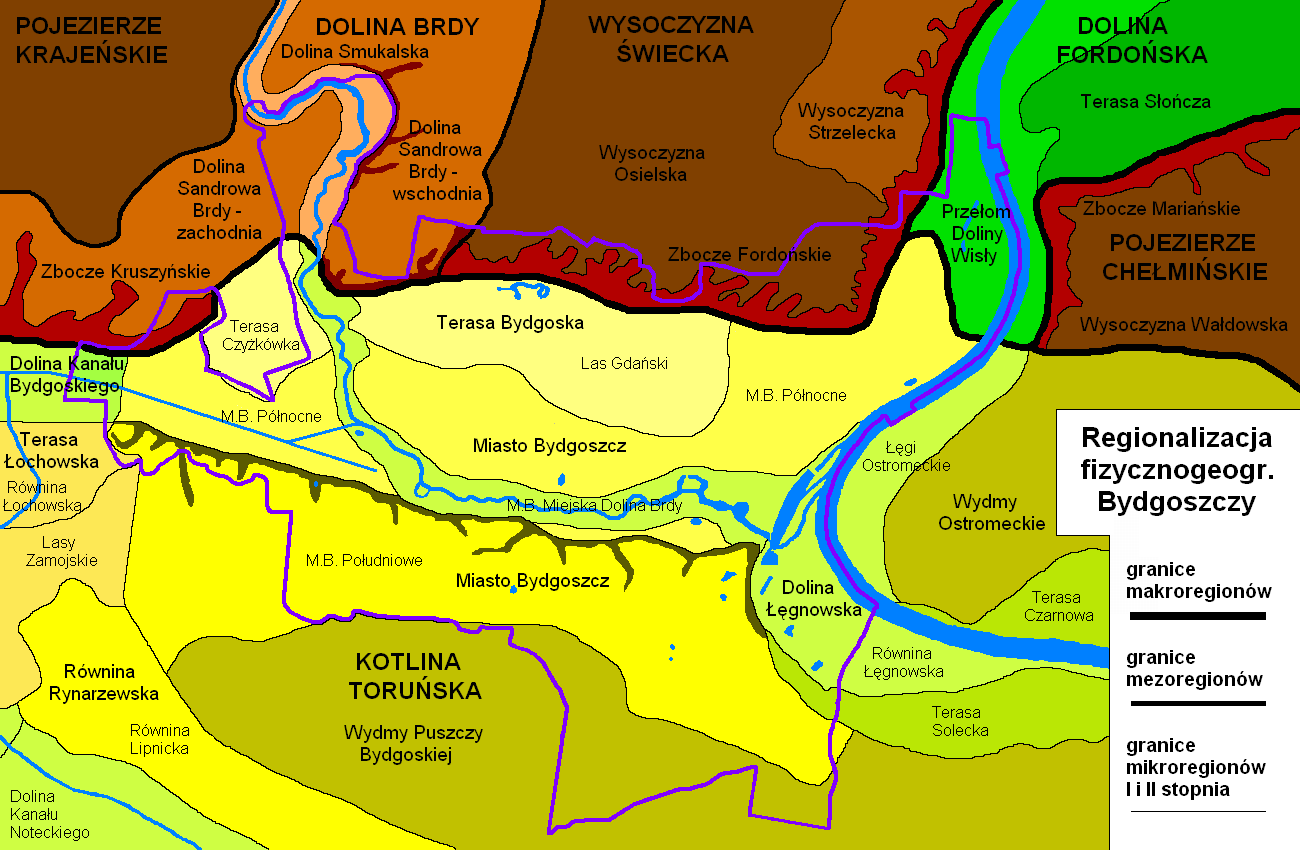
Położenie Bydgoszczy na tle makro-, mezo- i mikroregionów fizycznogeograficznych I i II stopnia

Zasadniczy wpływ na krajobraz Bydgoszczy ma Pradolina Toruńsko-Eberswaldzka, będąca rozległą, wklęsłą formą morfologiczną rozciągającą się z zachodu na wschód, oddzielającą Pojezierza Wielkopolskie od Pomorskiego i Chełmińskiego. W jej obrębie znajduje się około 80% powierzchni miasta. Zabudowa miasta rozciąga się wzdłuż Brdy, która tworzy głęboko wciętą dolinę w starszych utworach: dolinie sandrowej Brdy i pradolinie Noteci-Warty. Na wschodzie oparta jest o zakole Wisły.
Obszar administracyjny Bydgoszczy znajduje się w obrębie sześciu mezoregionów. Są to:
1. Kotlina Toruńska (315.35) – zajmuje większość obszaru miasta; centrum, zachodnie i wschodnie dzielnice położone są na dolnych terasach, zaś południowe dzielnice to tereny położone na wysokim tarasie pradolinnym, który w rejonie Puszczy Bydgoskiej uległ zwydmieniu;
2. Pojezierze Krajeńskie (314.69) – wysoczyzna morenowa docierająca do północno-zachodnich granic aglomeracji;
3. Dolina Brdy (314.72) – dolina sandrowa z wciętą holoceńską doliną rzeczną, położona w północno-zachodniej części aglomeracji w obrębie Smukały, Opławca, Piasków;
4. Wysoczyzna Świecka (314.73) – wysoczyzna morenowa, na którą wspinają się północne krańce Bydgoszczy od Rynkowa przez Myślęcinek, Las Gdański po Fordon;
5. Dolina Fordońska (314.83) – młoda dolina rzeczna utworzona po przełamaniu przez Wisłę moren Pojezierza Pomorskiego; zajmuje północno-wschodnią część miasta w dzielnicy Fordon; składa się na nią: przełom doliny Wisły oraz Basen Unisławski;
6. Pojezierze Chełmińskie (315.11) – wysoczyzna morenowa docierająca do wschodnich granic aglomeracji.

#### Mikroregiony fizycznogeograficzne
Kotlina Toruńska stanowi część PradolinyToruńsko-Eberswaldzkiej od Ciechocinka po Nakło nad Notecią. Swój kształt zawdzięcza działalności wód roztopowych płynących z północy oraz wód rzecznych z południa. Spowodowało to utworzenie się w pradolinie systemu rozległych poziomów terasowych oraz rozszerzeń (kotlin). Duży wpływ na ukształtowanie krajobrazu miały także procesy eoliczne. Po przełomie Wisły ku Bałtykowi, w słabo odwodnionej części pradoliny – na zachód od linii Osowa Góra – Prądy rozpoczęły się procesy akumulacji torfów i namułów.
Mikroregiony Kotliny Toruńskiej w Bydgoszczy i okolicy:
| Kod     | Nazwa                     | Opis | Zdjęcie |
| 315.351 | Dolina Kanału Bydgoskiego | Mikroregion obejmujący dno Pradoliny Toruńsko-Eberswaldzkiej, położone na wysokości 55–60 m n.p.m., w którym znajduje się koryto Kanału Bydgoskiego. W osadach piaszczystych oraz na powierzchni występują osady organiczne (torfy niskie) o miąższości do kilkunastu metrów. Występuje tu dział wód między dorzeczem Odry i Wisły |         |
| 315.352 | Terasa Bydgoska           | Piaszczysta równina, będącą najniższym poziomem pradolinnego odpływu wód. Zajmuje terasę VI w północnej części miasta. Z powodu rozdzielenia doliną Brdy, wydziela się Terasę Czyżkówka (315.352.01) oraz Las Gdański (315.352.02). W mikroregionie występują przekształcenia eoliczne, w wyniku których powstały niewielkie wydmy piaszczyste (wys. 2–3 m). Dużą powierzchnię zajmują bory sosnowe o charakterze boru świeżego.                                                                        |         |
| 315.353 | Miasto Bydgoszcz          | Pradolinne i holoceńskie terasy objęte zabudową miejską Bydgoszczy. Z powodu rozdzielenia doliną Brdy oraz krawędzią wysokiej terasy pradolinnej (Zbocze Bydgoskie), wydziela się Miasto Bydgoszcz Północne (315.353.01, dolny taras), Miasto Bydgoszcz Południowe (315.353.02, górny taras) oraz Dolinę Miejską Brdy (315.353.03, strefa przybrzeżna). Główną cechą obszaru jest jego przekształcenie antropogeniczne.                                                                                 |         |
| 315.354 | Wydmy Puszczy Bydgoskiej  | Obszar wydm śródlądowych występujących na piaszczystych terasach IX-X w południowej części miasta oraz w obrębie Puszczy Bydgoskiej. Występują tu wydmy paraboliczne, wały wydmowe, nieregularne pagórki i utwory przenikające się ze sobą. Maksymalna wysokość względna wydm wynosi ok. 40 m, zaś średnia 10–25 m. Mikroregion prawie w całości zalesiony jest borami sosnowymi na siedlisku boru świeżego.                                                                                            |         |
| 315.355 | Terasa Łochowska          | Teren równinny, z niewielkimi pagórkami wydmowymi, położony na południowy zachód od Bydgoszczy w obrębie terasy IX Kotliny Toruńskiej. Z powodu różnic w użytkowaniu terenu, wydziela się Lasy Zamojskie (315.355.01) i Równinę Łochowską (315.355.02). Występuje tu wysoki poziom wód gruntowych, miejscami tereny są zabagnione. Mikroregion użytkowany jest rolniczo oraz zalesiony borami sosnowymi na siedliskach boru świeżego i mieszanego.                                                      |         |
| 315.356 | Dolina Łęgnowska          | Dolina Wisły od Solca Kujawskiego po Fordon (bydgoskie zakole Wisły). Z powodu rozdzielenia Wisłą oraz krawędziami teras, wydziela się: Równinę Łęgnowską (315.356.01), Łęgi Ostromeckie (315.356.02), Terasę Czarnowa (315.356.03) i Terasę Solecką (315.356.04). Mikroregion obejmuje terasy zalewowe i nadzalewowe, z żyznymi glebami użytkowanymi rolniczo oraz porośniętymi zaroślami wierzbowymi i łęgami wierzbowo-topolowymi. Miejscami występują pagórki eoliczne porośnięte borami sosnowymi. |         |
| 315.357 | Wydmy Ostromeckie         | Teren położony na wschód od zakola Wisły na trzech terasach Kotliny Toruńskiej. Występują tu wydmy śródlądowe podobne do rejestrowanych w Puszczy Bydgoskiej. Teren jest zalesiony borami sosnowymi, a na żyźniejszych siedliskach grądami i olsami. |         |
| 315.358 | Równina Rynarzewska       | Fragment Kotliny Toruńskiej, położony na jej południowo-zachodnim obrzeżu, odwadniany przez Noteć i Kanał Górnonotecki. Z powodów morfologicznych i krajobrazowych wydziela się: Równinę Lipnicką (315.358.01), Dolinę Kanału Noteckiego (315.358.02) i Dolinę Noteci (315.358.03). Dominuje krajobraz rolniczo-leśny oraz rozległe, zmeliorowane łąki na podłożu torfowym, zwane Bydgoskimi Łąkami Nadnoteckimi.                                                                                       |         |

Pojezierze Krajeńskie stanowi morenę denną falistą (90–95 m n.p.m.) z kilkoma niewysokimi ciągami moren czołowych (102 m n.p.m.) z lokalnym szlakiem odpływu wód polodowcowych (Osowa Góra – Górny Taras, Pawłówek).
Dolina Brdy to szeroka dolina sandrowa powstała w wyniku odpływu do Kotliny Toruńskiej (na południu) wód roztopowych lodowca. Jest ona rozcięta niewielkiej szerokości doliną rzeki Brdy. W ten sposób powstały charakterystyczne dla tego obszaru poziomy sandrowe (XI – 80 m n.p.m.; X – 75–77 m n.p.m.), jak i rozwinięty system teras rzecznych (VIII – 66 m n.p.m., VI – 53–60 m n.p.m., V – 58 m n.p.m., IV – 53–54 m n.p.m.)
Mikroregiony Doliny Brdy w Bydgoszczy i okolicy:
| Kod     | Nazwa                | Opis | Zdjęcie |
| 314.721 | Dolina Sandrowa Brdy | Erozyjne piaszczyste terasy powstałe podczas spływu sandrowego wód roztopowych lodowca z Borów Tucholskich ku pradolinie Noteci-Wisły. Występują tu obszary o niewielkich deniwelacjach (2–4 m), które powstały w wyniku eolicznego przekształcenia piasków sandrowych. |         |
| 314.722 | Dolina Smukalska     | Utworzona w holocenie, niewielkiej szerokości dolina Brdy rozcinająca formę sandrową. Wysokość względna jej zboczy dochodzi do 35 m. |         |
| 314.723 | Zbocze Kruszyńskie   | Strefa zboczowa sandru Brdy i pradoliny Noteci-Warty w rejonie Osowej Góry w Bydgoszczy i na zachód od miasta (rejon Pawłówka). Wysokości względne osiągają 50 m, a przeciętnie wynoszą 20–30 m.                                                                        |         |

Wysoczyzna Świecka położona na północ od miasta to morena denna falista i płaska (90–105 m n.p.m.) z rozległymi płytkimi obniżeniami wytopiskowymi i wysokim poziomem wód gruntowych. Urozmaicona jest niewielkimi morenowymi wzgórzami i dolinami. Wzbogacają ją mozaikowo występujące pośród pól i łąk lasy, a także obecność kilkudziesięciu jezior. Na wysoczyźnie dobrze rozwinięta jest gospodarka rolna, a bielicoziemy zajmują lasy.
Mikroregiony Wysoczyzny Świeckiej w Bydgoszczy i okolicy:
| Kod     | Nazwa                 | Opis | Zdjęcie |
| 314.731 | Zbocze Fordońskie     | Fragment północnej strefy krawędziowej Pradoliny Toruńsko-Eberswaldzkiej oraz zachodniego zbocza Doliny Dolnej Wisły. Jeden z najbardziej zróżnicowanych ekologicznie utworów natury na terenie Bydgoszczy i regionu. Wysokości względne osiągają w części pradolinnej 35–40 m, a w rejonie holoceńskiej doliny Wisły, przeciętnie 55–60 m. Występują tu liczne źródła, wycieki i strumienie oraz sieć dolinek i parowów. Zbocze porasta mozaika siedlisk: od borów sosnowych, poprzez grądy, łęgi po zbiorowiska zaroślowe i murawy kserotermiczne. |         |
| 314.732 | Wysoczyzna Osielska   | Płaska i falista morena denna stanowiąca południowy fragment Wysoczyzny Świeckiej, położona na poziomie 93–95 m n.p.m., przy czym najwyższe wysokości osiągają 103–105 m n.p.m. Charakterystyczne jest występowanie dużej liczby obniżeń: oczek wytopiskowych i mis deflacyjnych o niewielkiej głębokości (2–3 m). Na obszarach piaszczystych występują niewielkie wydmy śródlądowe pochodzenia eolicznego. |         |
| 314.733 | Wysoczyzna Strzelecka | Płaska i falista morena denna w południowo-wschodniej części Wysoczyzny Świeckiej. Zbudowana jest z glin morenowych o dużej miąższości (20 – 30 m). Występują tu rynny subglacjalne, z których największą jest rynna jezior Kusowo i Dobrcz oraz mniejsze w okolicy Niewieścina, Topolna i Luszkowa. Niewielkie jeziora w nich położone urozmaicają krajobraz i są powiązane hydrograficznie z doliną Wisły. Dominującą formą użytkowania terenu jest rolnictwo (grunty orne).                                                                       |         |

Dolina Fordońska to mezoregion stanowiący południową część Doliny Dolnej Wisły. Powstała w związku ze zmianą kierunku spływu Pra-Wisły z zachodniego na północno-wschodni, około 12 tys. lat temu. Inicjalną formą doliny i przełomu fordońskiego Wisły była dolina sandrowa Wdy i Mątawy, przekształcona następnie w dolinę proglacjalną i wykorzystana ostatecznie jako szlak odpływu dla wód w kierunku Bałtyku. Dolina ma zmienną szerokość: 3 km w przewężeniu fordońskim do 9 km w Basenie Unisławskim. Na jej obszarze zachowały się czytelne fragmenty systemu tarasowego, który umożliwia ich powiązanie terasami w Kotlinie Toruńskiej. Najniższe tj. zalewowa 28–30 m n.p.m. i nadzalewowa ok. 34 m n.p.m. są zbudowane z piasków akumulacji rzecznej, a wszystkie wyższe terasy 37–50 m n.p.m. mają charakter erozyjny.
Mikroregiony Doliny Fordońskiej w Bydgoszczy i okolicy:
| Kod     | Nazwa                | Opis | Zdjęcie |
| 314.831 | Przełom Doliny Wisły | Brama odcinka przełomowego dolnej Wisły, w którym rzeka po długim przebiegu w Pradolinie Toruńsko-Eberswaldzkiej, gwałtownie zmienia kierunek i wcina się w wysoczyznę Pojezierzy Południowobałtyckich. Obejmuje dno doliny Wisły na długości ok. 12 km od Fordonu po Basen Unisławski (linia Kozielec-Czarże), wraz z zachowanym poziomami terasowymi. Lewobrzeże doliny stanowi Równinę Strzelecką (314.831.01, nazwa od wsi Strzelce Dolne), a prawobrzeże Równinę Rafy (314.831.02, nazwa od wsi Rafa). |         |
| 314.832 | Terasa Słończa       | Południowo-wschodnia część Doliny Fordońskiej. Obejmuje trzy erozyjne i erozyjno-akumulacyjne poziomy terasowe (II, IV i V), w większości zalesione. Występuje tu kilka wałów wydmowych o wysokości względnej 4 – 6 m, rozdzielonych obniżeniami deflacyjnymi. W obrębie mikroregionu występuje wytopiskowe jezioro Skrzynka (12 ha). |         |

Pojezierze Chełmińskie to obszar wysoczyzny morenowej falistej i płaskiej położonej na wschód od Wisły, z licznymi pagórkami morenowymi (5–10 m wysokości względnej). Od zachodu poprzez Zbocze Mariańskie opada do Doliny Wisły. Jest regionem słabo zalesionym z przeważającą obecnością pól uprawnych. Na Pojezierzu występuje ok. 100 jezior.
Mikroregiony Pojezierza Chełmińskiego w Bydgoszczy i okolicy:
| Kod     | Nazwa                | Opis | Zdjęcie |
| 315.111 | Zbocze Mariańskie    | Wschodnia strefa zboczowa Doliny Fordońskiej i Pojezierza Chełmińskiego. Granice morfologiczne tworzą: krawędź i podnóże wysoczyzny oraz górne odcinki dolinek erozyjnych i wąwozów. Wysokości względne osiągają 55–60 m. W zboczu na północ od Ostromecka od 1894 r. eksploatowane są ujęcia wody mineralnej „Ostromecka”. Występuje tu duża różnorodność biotopów (od suchych do podmokłych). |         |
| 315.112 | Wysoczyzna Wałdowska | Falista wysoczyzna morenowa z pagórkami do 10 m wysokości względnej. Przeważają uprawy rolne, a na słabszych glebach kompleksy leśne na siedliskach grądu oraz boru mieszanego. |         |

### Regionalizacja geobotaniczno-krajobrazowa

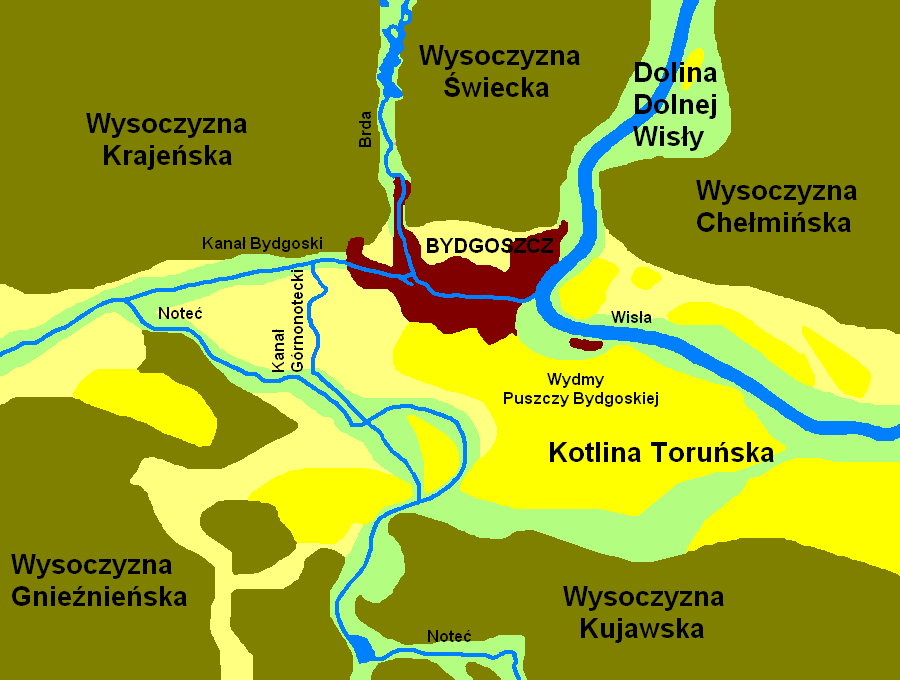
Położenie Bydgoszczy na tle krain krajobrazowych

Według podziału przyjętego w 1956 r. przez Stafana Jarosza, Bydgoszcz leży w zasięgu siedmiu krain geobotaniczno-krajobrazowych, podczas gdy większość dużych miast w Polsce pozostaje w zasięgu 1 ÷ 4 krain. Te warunki świadczą o dużym zróżnicowaniu środowiska Bydgoszczy, sprzyjającym turystyce wędrówkowej i rekreacji. Zasadnicza część aglomeracji leży w Kotlinie Toruńskiej stanowiącej duże rozszerzenie pradolinne, z dwoma tarasami: wydmowym i zalewowym. Od północy przylega do niej Sandr Brdy oraz Wysoczyzna Świecka, zaś na północnym wschodzie Dolina Dolnej Wisły. Stanowi ona głęboko wciętą dolinę, w formie przełomu. Większość terenów stanowi doskonałą bazę dla szlaków wędrówkowych wśród wzgórz, wąwozów, łąk i lasów. Na prawym brzegu Wisły leży Wysoczyzna Chełmińska. Reprezentuje ona krajobraz moreny pagórkowatej i czołowej z głębokimi rynnami polodowcowymi, częściowo porośniętej lasem mieszanym (sosna, grab, lipa, klon, dąb). Od południowego wschodu do Kotliny przylega Wysoczyzna Kujawska, reprezentująca równinę moreny dennej. Z kolei na południowym zachodzie leży Wysoczyzna Gnieźnieńska, będąca moreną denną pagórkowatą, ze strefami moren czołowych. Występują tu pola uprawne i zagajniki leśne z udziałem sosny, dębu, grabu i lipy drobnolistnej. Z północnego zachodu do Kotliny Toruńskiej przylega Wysoczyzna Krajeńska, stanowiąca równinę moreny dennej i czołowej z pagórkami i rynnami jeziornymi. W obrębie Kotliny Toruńskiej występują tarasy oddzielone wyraźnymi zboczami, na których występuje zróżnicowana szata roślinna: od borów sosnowych na wydmach po lasy łęgowe z olchą, topolą, wiązem, dębem, jesionem, wierzbą. Między Bydgoszczą a Nakłem występuje szeroka, zatorfiona pradolina; podobne krajobrazy występują na południowym jej obrzeżu, gdzie swe koryto ma Noteć i Kanał Górnonotecki.

## Geomorfologia

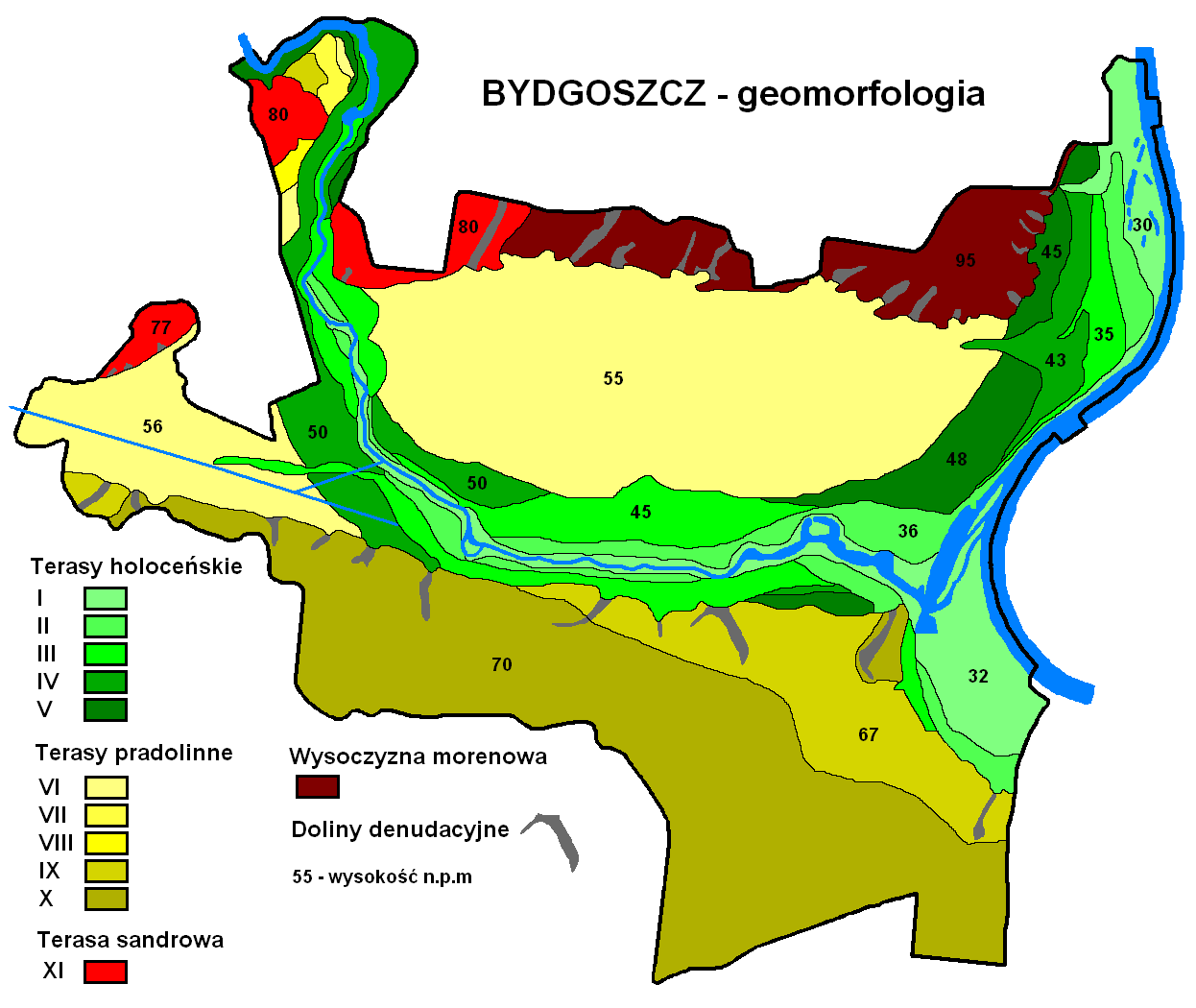
Geomorfologia Bydgoszczy, system teras pradoliny Noteci-Warty, doliny Brdy i doliny Wisły

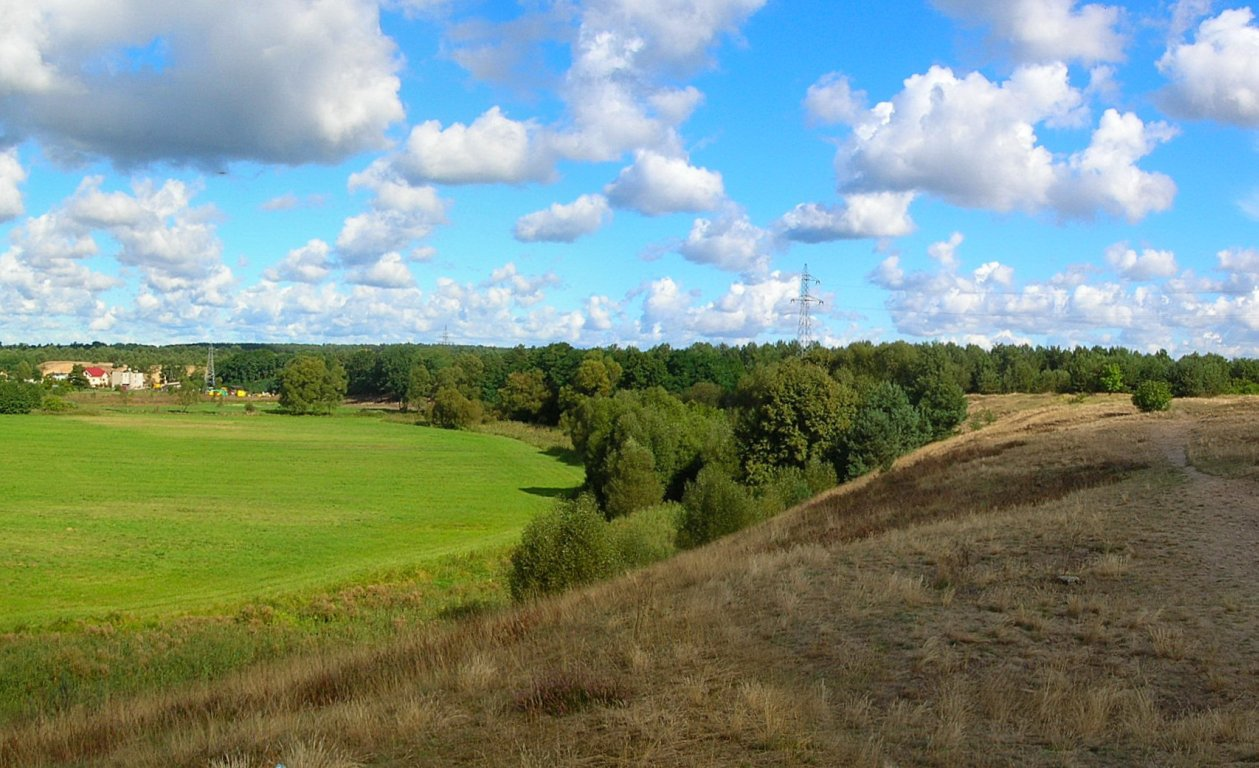
Załom teras: holoceńskiej III (niskiej) i pradolinnej VI (wyższej) w dolinie Brdy na Jachcicach w Bydgoszczy. W obu występują odmienne gleby i roślinność

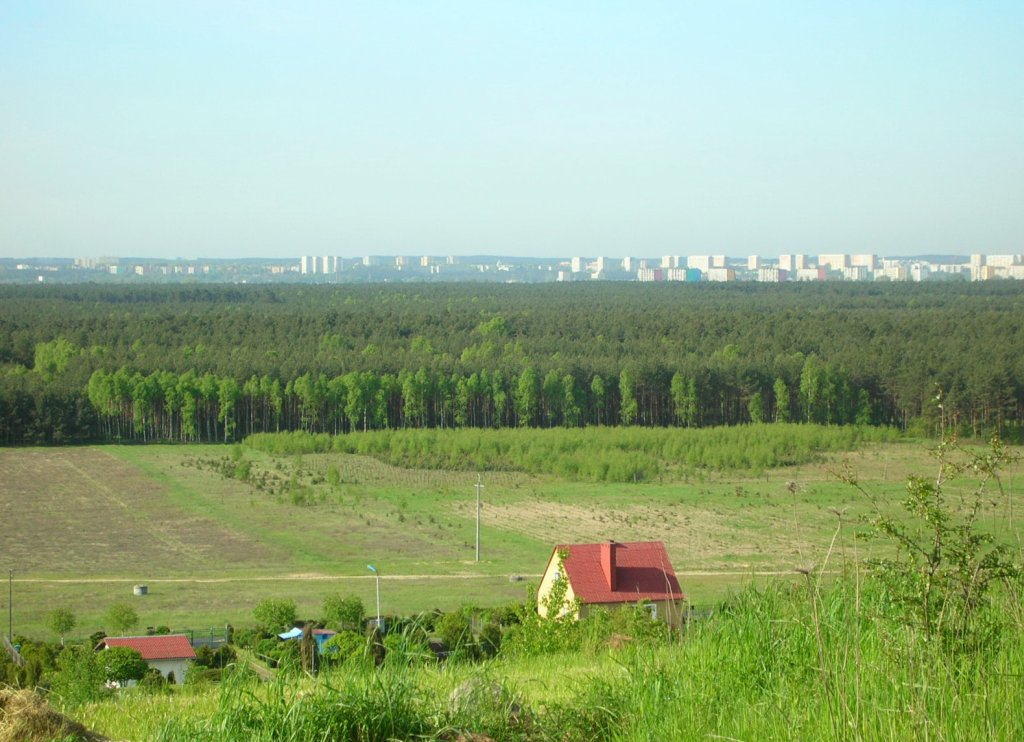
Zalesiona terasa pradolinna (Las Gdański). W oddali zabudowa osiedli mieszkaniowych Bydgoszczy

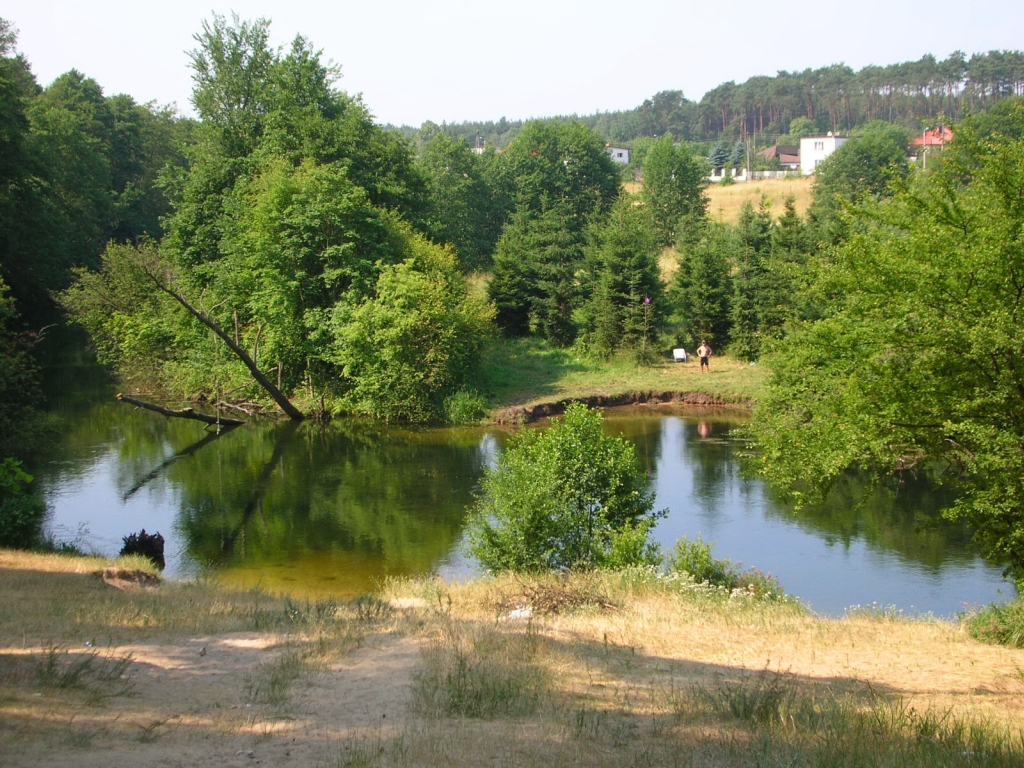
Wcięta na ok. 25–30 m Dolina Smukalska w Sandr Brdy

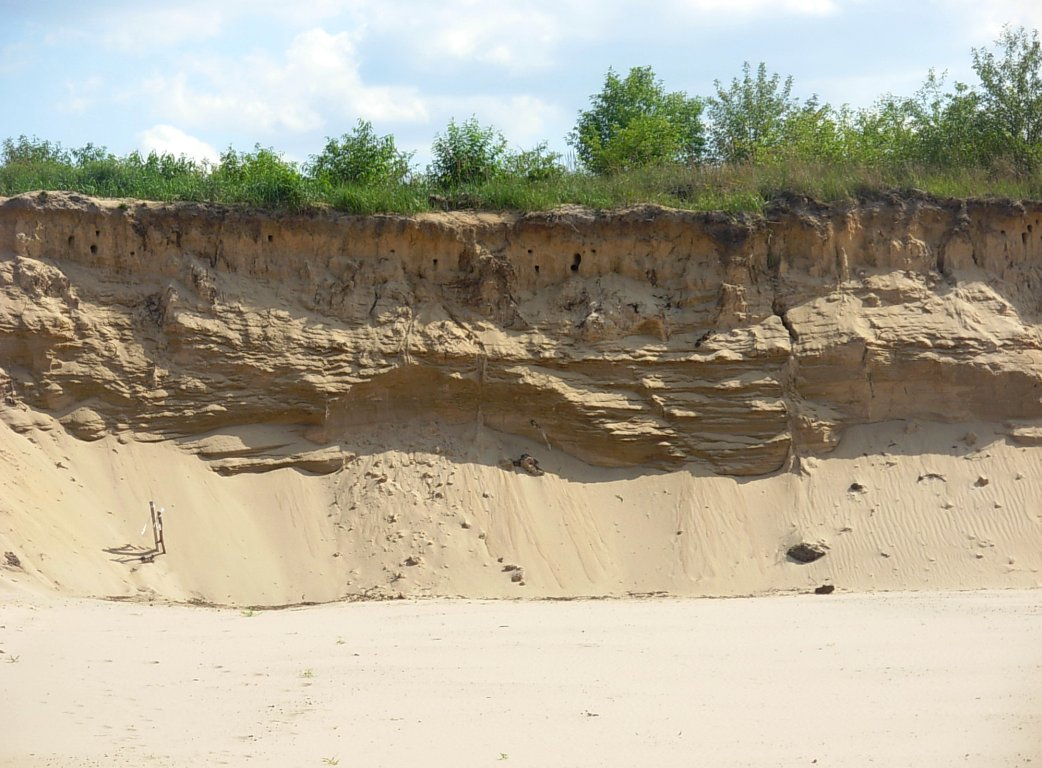
Piaszczysty profil podłoża na obszarze Wydm Puszczy Bydgoskiej (prace ziemne w Bydgoskim Parku Przemysłowo-Technologicznym)

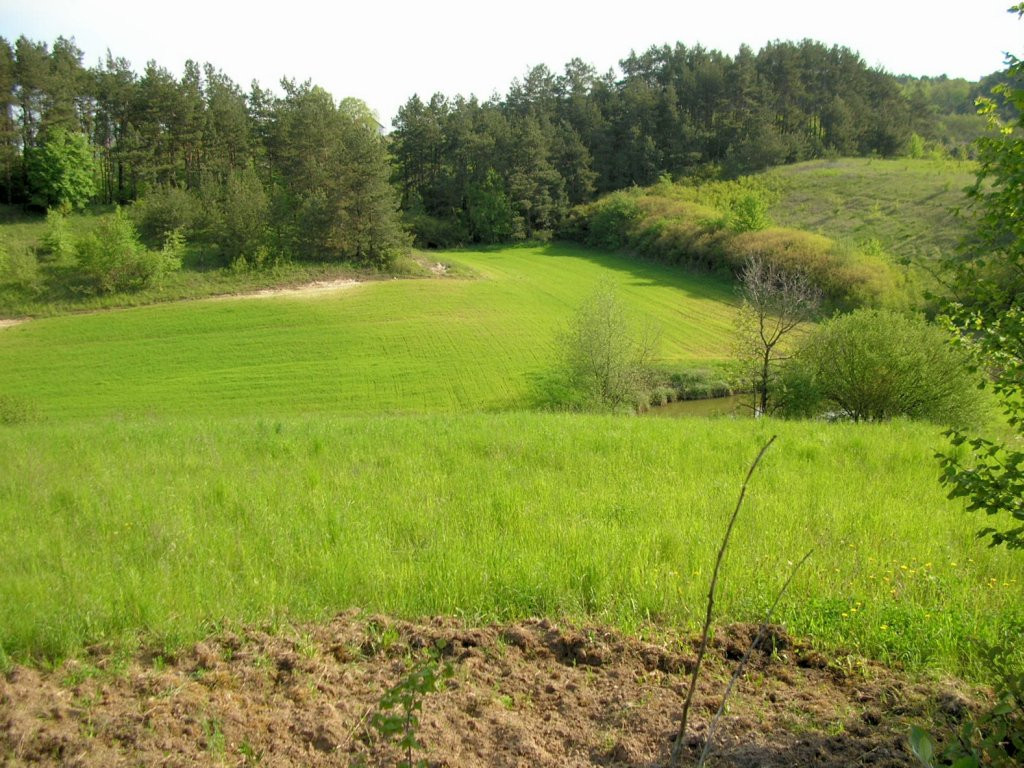
Wysoczyzna morenowa na północnych rubieżach miasta

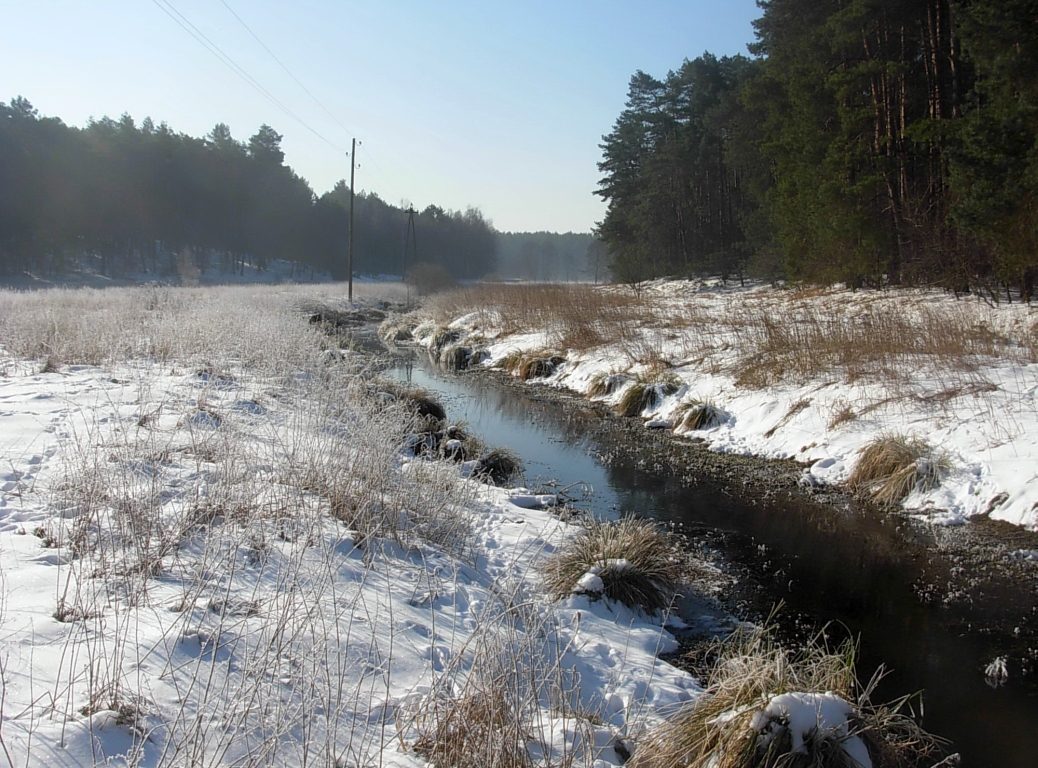
Wytworzona w holocenie dolina Podprądy między Bydgoszczą, a Białymi Błotami

Bydgoszcz położona jest na styku kilku jednostek morfologicznych wykształconych podczas zlodowacenia bałtyckiego. Typy rzeźby terenu w rejonie Bydgoszczy to przede wszystkim:
- Wysoczyzny morenowe – obszary akumulacji glacjalnej na wysoczyznach: Krajeńskiej, Świeckiej, Chełmińskiej.
- Wysoczyny sandrowe – rzeźba związana z sandrowym spływem wód roztopowych z Borów Tucholskich do pradoliny Noteci-Warty, w północno-zachodniej części miasta.
- Pradolina z system teras – forma związana z erozyjną i akumulacyjną pracą wód roztopowych lodowca w plejstocenie – Pradolina Toruńsko-Eberswaldzka.
- Młode doliny rzeczne – formy związane z erozyjno-akumulacyjną działalnością wód rzecznych w holocenie: Dolina Brdy oraz Dolina Dolnej Wisły na wschodzie miasta wraz z przełomem fordońskim.
- Wydmy śródlądowe – formy akumulacji eolicznej pochodzące z późnego okresu zlodowacenia – pagórki na niższych poziomach terasowych oraz duże pole wydm śródlądowych w Puszczy Bydgoskiej.
- Młode formy erozyjne z holocenu – m.in. dolinki denudacyjne na Zboczach: Fordońskim, Bydgoskim, Kruszyńskim, Mariańskim, rynny subglacjalne (jeziora, zagłębienia i doliny) i inne.

### Terasy dolinne i pradolinne
Główną jednostką determinującą krajobraz miasta i jego okolic jest Pradolina Toruńsko-Eberswaldzka. Jej powstanie związane jest z odpływem wód roztopowych w kierunku zachodnim w czasie stadium pomorskiego zlodowacenia bałtyckiego. Szerokość pradoliny w rejonie Bydgoszczy wynosi około 20 km. Jej zbocze południowe przebiega około 10 km od granic miasta, na linii Łabiszyn – Rynarzewo – Paterek, natomiast zbocze północne znajduje się w obrębie Bydgoszczy. Zarówno pradolina, jak i wcięta w nią dolina Brdy wykazują system teras erozyjno-akumulacyjnych. Terasy pradolinne cechuje niewielki spadek w kierunku zachodnim zgodnie z pierwotnym odpływem wód, natomiast terasy doliny Brdy nachylone są na wschód ku Wiśle.
Dane dotyczące rozmieszczenia i ilości poziomów terasowych zawierają prace Rajmunda Galona, który dla ujściowego odcinka Brdy podał system 11 teras. Z datowań osadów organicznych wynika, że wszystkie poziomy oraz terasy rzeczne Wisły i Brdy leżące powyżej terasy nadzalewowej powstały w bardzo krótkim geologicznie czasie 15–10 tys. lat temu. Tylko dwie najniższe terasy zbudowane są z piasków akumulacji rzecznej, wyższe mają charakter erozyjny, a na wielu z nich powstały wydmy śródlądowe.

#### Holoceńskie terasy dolinne
Pięć najniższych teras należy do holoceńskiej doliny Brdy, powstałej wskutek wcinania się wód rzeki w dno pradoliny. Zajmują one odpowiednio poziomy: 37, 40, 45, 48 i 50 m n.p.m. i towarzyszą Brdzie w postaci nieciągłych listew. Zbudowane są głównie z piaszczystych utworów fluwioglacjalnych. Załomy teras zostały częściowo spłaszczone wskutek erozji i zabudowy miasta, wyraźniejsze zachowały się m.in. na Jachcicach, w Bydgoszczy Wschodzie, Siernieczku, Brdyujściu, Fordonie. Wysokościowo odpowiada im 6 teras zalewowych i nadzalewowych doliny Wisły. Najszersze są: terasa V – na Siernieczku, w Brdyujściu i Fordonie, IV – na Czyżkówku i w Starym Fordonie oraz III – w centrum miasta osiągająca szerokość do 1,2 km. Terasa nadzalewowa II wznosi się do 5 m ponad poziom rzeki i zbudowana jest z piasku drobnoziarnistego lub ilastego. Najniższa z teras – równina zalewowa obniża się od 32 m n.p.m. w Łęgnowie do 30 m n.p.m. w rejonie Strzelec Dolnych. Pokrywające ją namuły rzeczne wykorzystywane są do upraw rolnych. Część równin zalewowych jest chroniona wałami przeciwpowodziowymi (Łęgnowo, Fordon). W rejonie Wisły występują dawne starorzecza oraz pomennonickie rowy melioracyjne.

#### Terasy pradolinne
Terasy VI-X powstały w czasie odpływu wód roztopowych na zachód Pradoliną Toruńsko-Eberswaldzką. Zajmują one odpowiednio poziomy: 56, 63, 66, 69 i 71 m n.p.m. Największe powierzchnie zajmują terasy: VI (środkowa wyższa) i IX-X (górna). Piaszczysta terasa VI rozciąga się pasem w północnej części miasta i jest w większości zalesiona (Las Czyżkówko, Las Gdański). Zajmuje ją również zabudowa miejska (dolna Osowa Góra, część Czyżkówka, Jachcice, północne Śródmieście, Leśne, Bielawy, część Bartodziejów i Bydgoszczy Wschód). Tam, gdzie płytko zalegają iły plioceńskie, gleby nadają się pod uprawy rolne. Terasa VI koresponduje z dnem pradoliny Noteci-Warty na zachód od Bydgoszczy oraz z fragmentami na południe od Ostromecka. Na tym poziomie Wisła przestała płynąć wyłącznie na zachód i skierowała się pod Fordonem na północ. W Dolinie Kanału Bydgoskiego powierzchnię terasy VI budują torfy, których miąższość dochodzi do 5 m.
Z kolei terasa X występuje w południowej części miasta, stanowiąc tzw. Górny Taras Bydgoszczy i rozciąga się aż do południowych rubieży pradoliny. Stanowi ona pierwszy, najbardziej rozległy poziom, którymi spływały wody roztopowe lodowca na zachód. Miąższość osadów piaszczystych, osadzonych przez wody sięga 10 m. Na poziomie tym w obrębie Puszczy Bydgoskiej występują kompleksy okazałych wydm śródlądowych, które utworzyły się w klimacie peryglacjalnym, po czym formy te zostały utrwalone przez szatę roślinną. Między Lisim Ogonem a Łochowicami, od Wzgórza Wolności po Wypaleniska oraz na wschód od Ostromecka występuje nieco niższa terasa IX o podobnym charakterze. Północną krawędź teras IX-X stanowi pocięte parowami i dolinkami Zbocze Bydgoskie o deniwelacjach 15–40 m przebiegające przez całe miasto, równolegle do Kanału Bydgoskiego, Brdy i Wisły.

### Sandr Brdy
W północno-zachodniej części miasta (Smukała, Opławiec, Janowo, Piaski, Osowa Góra) występuje Dolina Sandrowa Brdy, powstała w czasie odpływu wód roztopowych z północy ku Pradolinie Toruńsko-Eberswaldzkiej podczas postoju lądolodu na linii moren fazy pomorskiej, ok. 15 tys. lat temu. Tworzy ona piaszczystą równinę (terasa XI) obniżającą z północy na południe od 83 do 75 m n.p.m., przeważnie zalesioną, miejscami zabudowaną (górny taras Osowej Góry). Osady wykształcone są głównie w postaci warstw piasków, zalegających na osadach gliniastych, miejscami na iłach trzeciorzędowych. Równinny krajobraz urozmaicają liczne formy rzeźby: obniżenia wytopiskowe, płytkie dolinki wód roztopowych oraz pagórki eoliczne. Na Sandrze Brdy powstały w późniejszym okresie niewielkie fragmenty niższych teras: X-IV, w obrębie Smukały Dolnej, Piasków i Jachcic. Ich wyrazistość jest największa w zakolach rzeki.

### Wysoczyzny morenowe
Wysoczyzny morenowe w północnym otoczeniu Bydgoszczy powstały podczas recesji lądolodu vistuliańskiego pomiędzy 17 a 16 tys.lat temu. Ich wierzchowiny posiadają rzędne od 88 m n.p.m. (Pojezierze Chełmińskie) do 97 m (Wysoczyzna Świecka, Pojezierze Krajeńskie). Cechują się szerokim inwentarzem form glacjalnych i glacjofluwialnych. Tereny są faliste, bądź płaskie, z formami kemowymi, rynnami subglacjalnymi i niewielkimi wzgórzami morenowymi.

### Wydmy śródlądowe
Na terenie Bydgoszczy i okolicach powszechnym elementem krajobrazu są wydmy śródlądowe o różnych kształtach i formach. Występują one na tarasach pradolinnych Kotliny Toruńskiej od V do X, na Sandrze Brdy (XI), a także miejscami na wysoczyznach morenowych. Największy kompleks wydm, objęty Obszarem Chronionego Krajobrazu występuje w Puszczy Bydgoskiej. Procesy eoliczne rozpoczęły się w najstarszym dryasie 14–13 tys. lat temu. Ich największe nasilenie miało miejsce podczas chłodnych stadiałów zlodowacenia bałtyckiego (12–11,8 tys. lat temu). Stabilizacja wydm nastąpiła w allerødzie (11,8–11 tys. lat temu), zaś koniec całego procesu 10 tys. lat temu. Podczas kolejnych okresów wydmotwórczych utwory te były zasiedlane przez roślinność (bølling, allerød), a następnie nadbudowywane przez piaski. W holocenie wskutek ocieplenia klimatu wydmy zostały na stałe utrwalone przez roślinność. W okolicy Bydgoszczy mają przeciętną wysokość 15–20 m, a najwyższe z nich sięgają 30 m wysokości względnej. Towarzyszą im niecki deflacyjne z akumulacją materiału organicznego. Występują klasyczne wydmy paraboliczne z ramionami skierowanymi na zachód, jak również wały wydmowe, uznawane za fazę przekształcenia wydm parabolicznych. Długość tych utworów sięga do 3,5 km. Często spotykane są także nieregularne pagórki i wzgórza wydmowe, które zwykle osiągają mniejsze wymiary i wysokości. W Kotlinie Toruńskiej ukształtowało się sześć kompleksów wydm, z których największe to: bydgoski, łabiszyński i solecko-chrośnieński i toruńsko-aleksandrowski. Kompleks bydgoski występuje na południe od miasta i sięga po Jezioro Jezuickie. W rejonie Bydgoskiego Parku Przemysłowo-Technologicznego znajduje się wydma o wysokości 99 m n.p.m., zaś kulminacja tuż za rubieżami miasta osiąga 104 m n.p.m. (30 m wysokości względnej). Oprócz Puszczy Bydgoskiej, klasyczny kompleks wydm parabolicznych występuje w Lesie Ostromeckim, na wschód od zakola Wisły. Formy eoliczne w mniejszej skali (do 4 m wysokości) występują również na niższych poziomach terasowych, m.in. na Piaskach, w Lesie Gdańskim, Fordonie, między Czyżkówkiem a Osową Górą, a także na Wysoczyźnie Osielskiej. Obszary wydmowe są zalesione przez bory świeże, co zapobiega ich przewiewaniu.

### Młode formy geomorfologiczne
Do najmłodszych form rzeźby terenu, które powstały w okresie ostatnich 10 tys. lat (holocen) należą przede wszystkim: równiny zalewowe i nadzalewowe dolin Brdy i Wisły, meandry rzeczne, starorzecza. Wskutek spływu wód opadowych i roztopowych powstały także rynny subglacjalne na terasach pradolinnych (np. dolina Podprądy), torfowiska w słabo odwadnianych zagłębieniach (Białe Błota) i dnach pradolin (Dolina Kanału Bydgoskiego, Równina Rynarzewska) oraz parowy i dolinki erozyjne w obrębie załomów wysoczyzn i teras. Do największych z nich należą formy w obrębie Zbocza Fordońskiego (Dolinki Myślęcińskie, Parów Zamczysko, Dolina Śmierci, Dolinki Fordońskie, Parów Jarużyński itd.) i Zbocza Bydgoskiego (Dolina Pięciu Stawów, Jar alei Jana Pawła II, Jar na Kapuściskach itd.)

## Hydrologia

### Sieć hydrograficzna

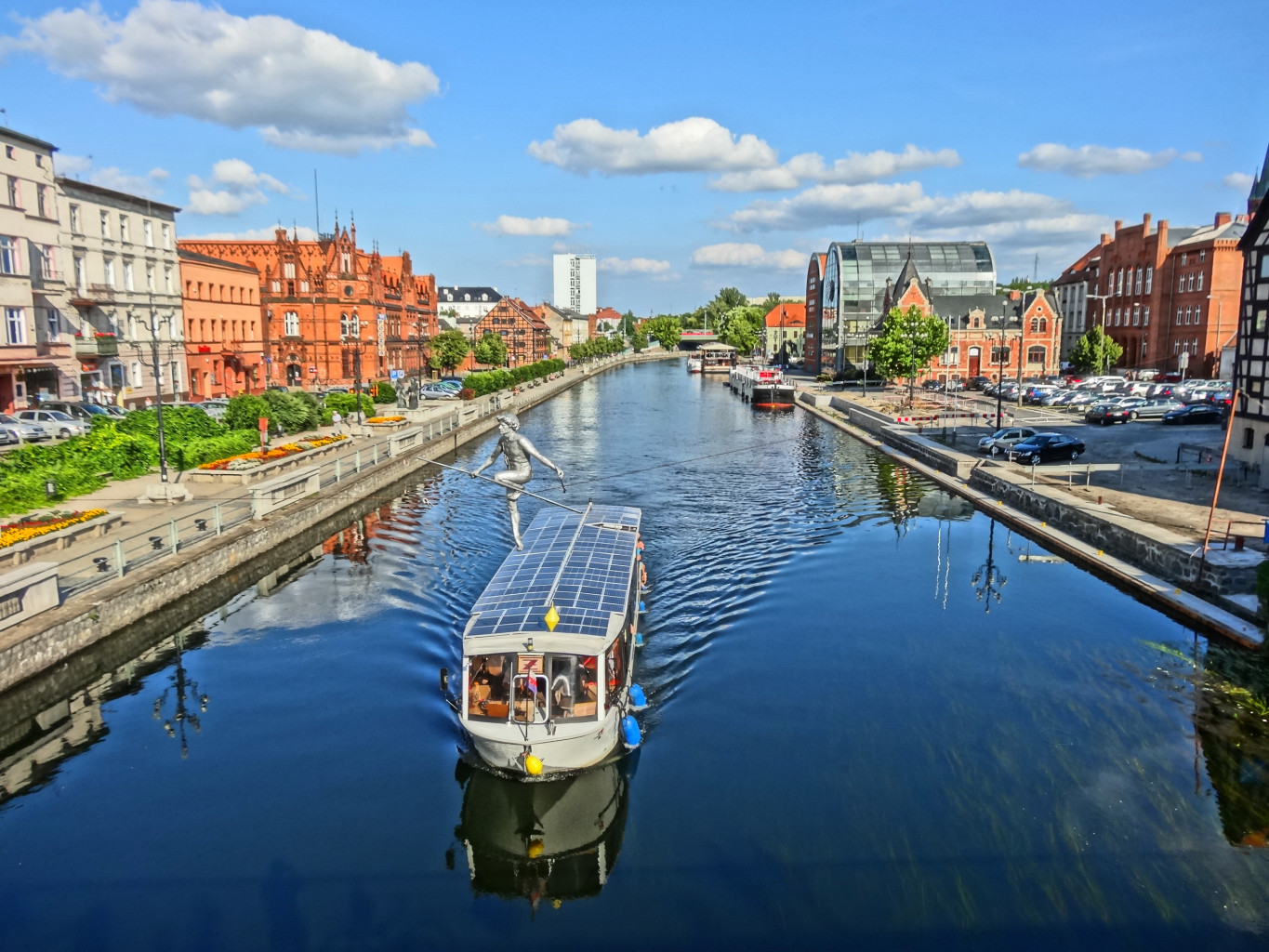
Brda w centrum miasta

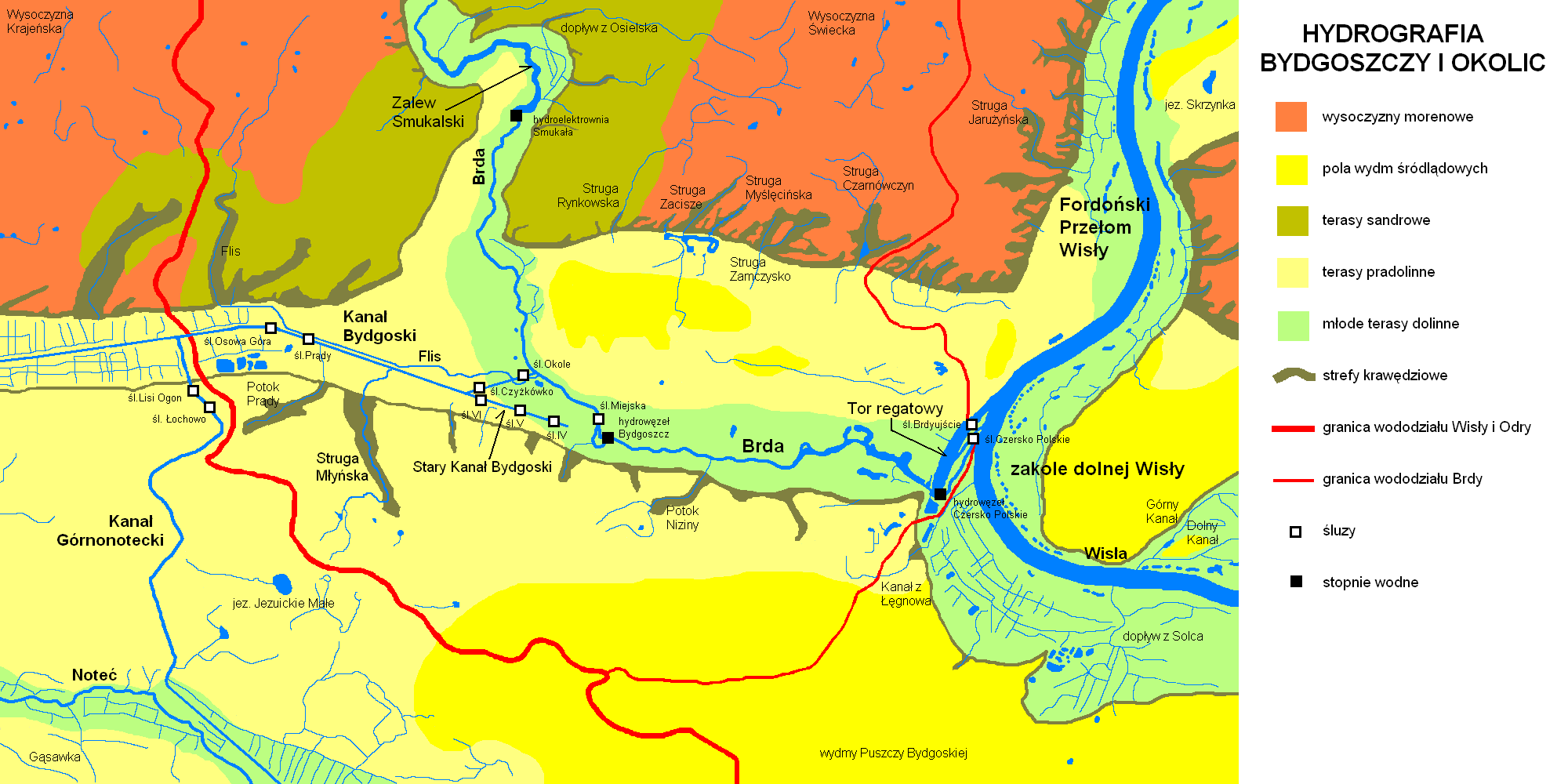
Schemat sieci hydrograficznej w Bydgoszczy i okolicy

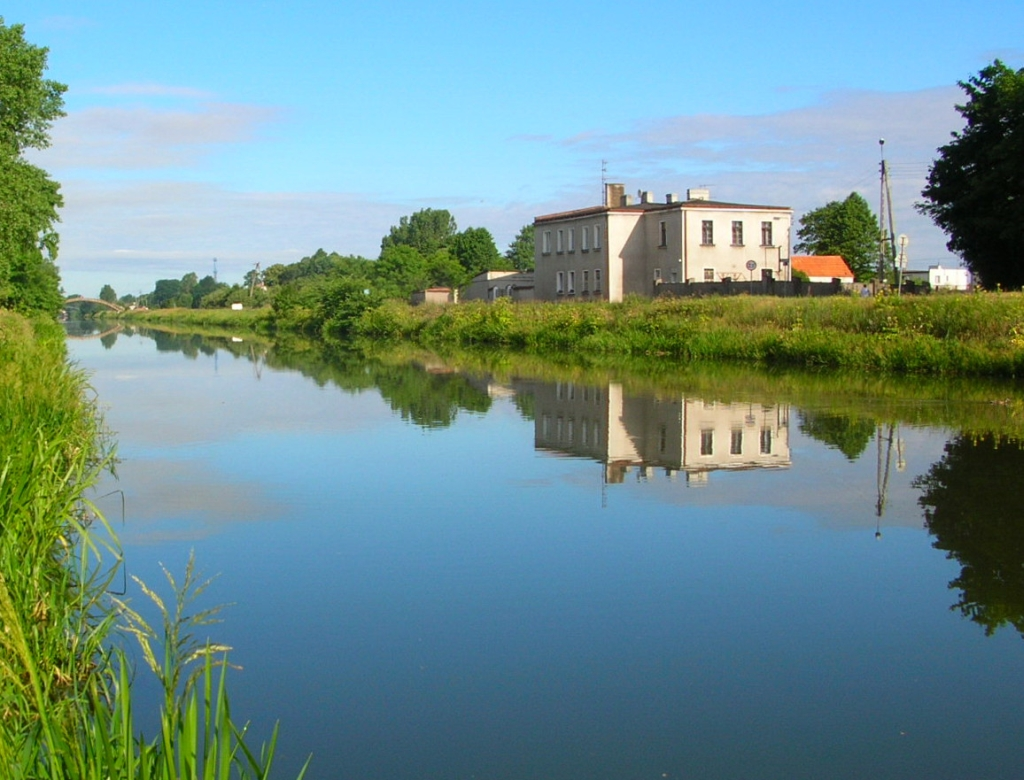
Kanał Bydgoski

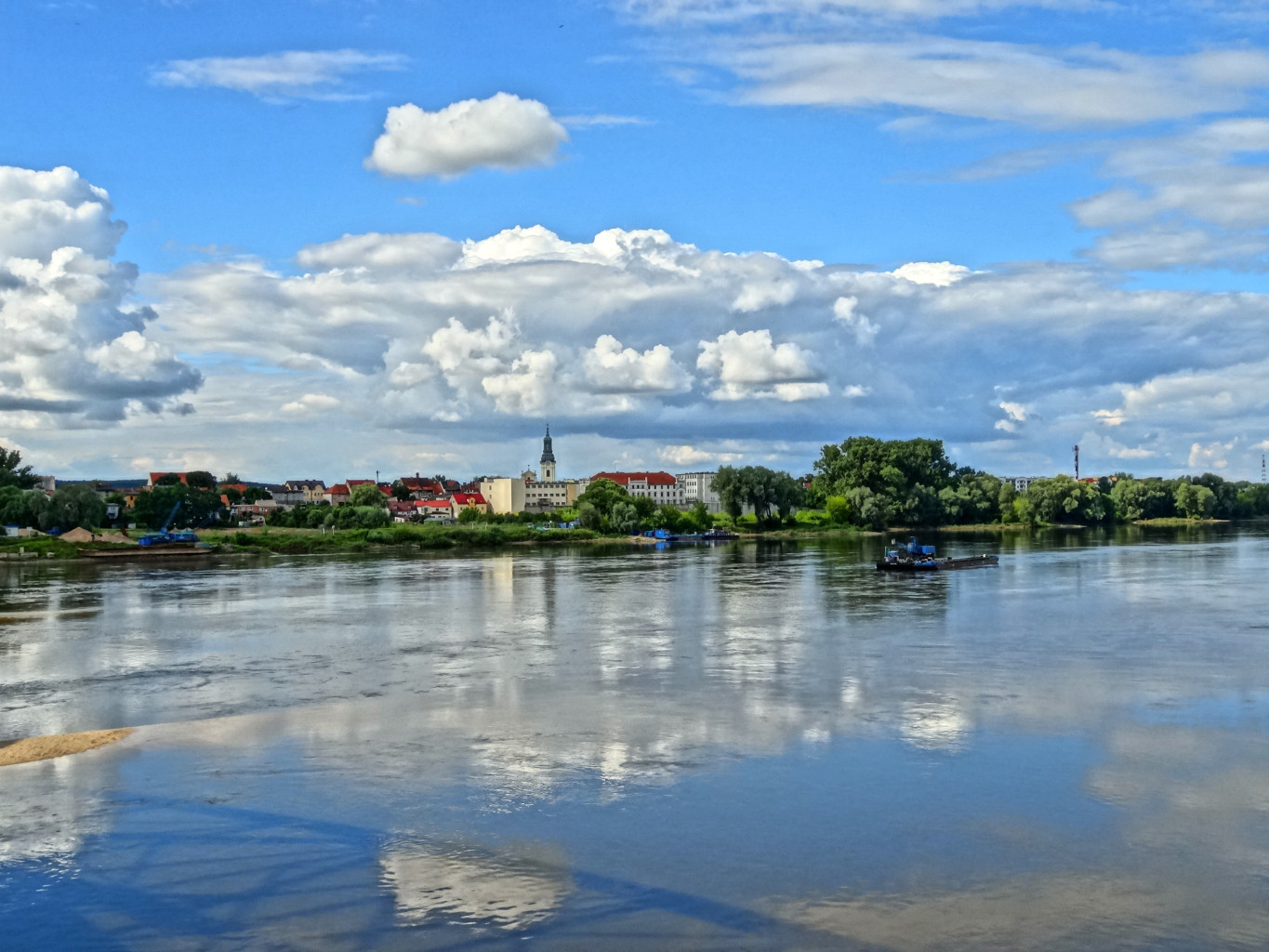
Wisła na wschodnich rubieżach miasta

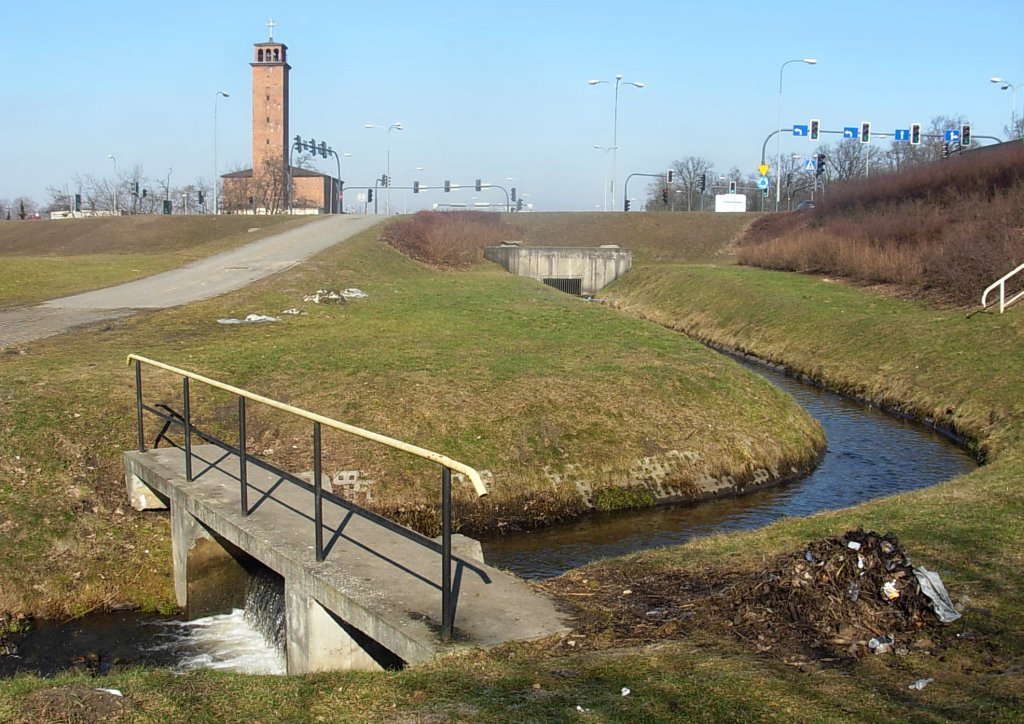
Struga Flis na Czyżkówku

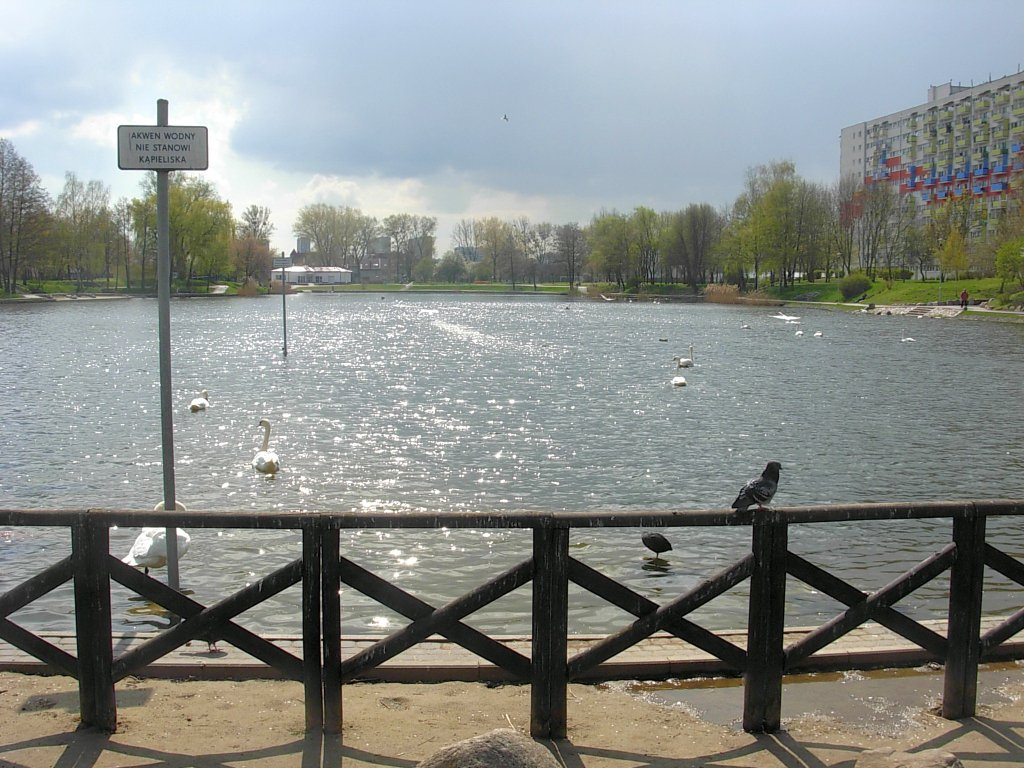
Akwen Balaton na osiedlu Bartodzieje

Sieć hydrograficzna Bydgoszczy i okolic oparta jest o dorzecza Wisły, w mniejszym stopniu o dorzecze Odry, wykazując związek z geomorfologią miasta. Główną rzeką jest Wisła będąca naturalną, wschodnią granicą aglomeracji, zaś Brda osią miasta, jego głównym założeniem przestrzennym. Głównym ciekiem dorzecza Odry jest Noteć, zbliżająca się 13 km do centrum Bydgoszczy. Zwornikiem obu dorzeczy jest Kanał Bydgoski.
Jednostkami związanymi z Wisłą w Bydgoszczy jest jej wielkie zakole oraz przełom fordoński. Do głównych dopływów tej rzeki oprócz Brdy, zalicza się prawobrzeżne Górny Kanał i Dolny Kanał w okolicach Czarnowa oraz cieki spływające ze zboczy Doliny Fordońskiej. Dolina Wisły w rejonie Bydgoszczy wykazuje silne przekształcenia antropogeniczne teras lewobrzeżnych oraz przewagę siedlisk naturalnych na jej prawobrzeżu.
Brda na odcinku bydgoskim zasilana jest przez niewielkie cieki spływające z wysoczyzn oraz teras sandrowych i pradolinnych. W wielu przypadkach cieki te wsiąkają w piaski niższych teras i zasilają Brdę w postaci dopływu podziemnego. Wzdłuż Zbocza Bydgoskiego większość cieków jest skanalizowanych. Do większych zaliczają się: Struga Myślęcińska i Zacisze (18 l/s), struga Zamczysko (26 l/s), struga Czarnówczyn (29 l/s), strugi na Jachcicach (48 l/s), potok Niziny (36 l/s). Najbardziej zasobnym naturalnym dopływem dolnej Brdy jest struga Flis (przepływ 250 l/s), zaś największym – Kanał Bydgoski (486 l/s), zasilany wodą z Noteci doprowadzoną Kanałem Górnonoteckim. W miejscu styku Kanału Górnonoteckiego, woda w Kanale Bydgoskim uzyskuje dwa kierunki odpływu: w stronę Brdy (dorzecze Wisły) i w stronę Noteci (dorzecze Odry). Kanał zasilany jest również przez niewielkie cieki spływające z Wysoczyzny Krajeńskiej i Terasy Łochowskiej, m.in. Strugę Młyńską (143 l/s) i Potok Prądy (14 l/s).
Dużą rzeką w okolicy Bydgoszczy jest także Noteć podążająca na południe od miasta. Kieruje się ona na północny wschód, szlakiem pradolinnym Kotliny Toruńskiej, charakteryzującym się rozległym, zatorfionym dnem. Dokonywane od XVIII wieku melioracje, w celu przekształcenia nadnoteckich terenów w łąki, spowodowały mineralizację materii organicznej i zmniejszenie miąższości warstwy torfu (nawet o 1 m).
Między szlakami pradolinnymi, którymi spływają cieki (Brda, Noteć, Kanał Bydgoski) znajdują się zwydmione w holocenie, wyższe terasy pradolinne. Urozmaicona rzeźba wraz ze zdolnościami infiltracyjnymi piaszczystych wydm powoduje, że są to obszary częściowo bezodpływowe. Woda opadowa spływa do zagłębień śródwydmowych i wsiąka w podłoże, zasilając wody podziemne.
Dział wodny I rzędu między dorzeczami Odry (Noteci) i Wisły (Brdy) przebiega na południe i zachód od Bydgoszczy, począwszy od pól wydmowych Puszczy Bydgoskiej, przez Białe Błota, Lisi Ogon, Kruszyn, Mochle i dalej na północ. Natomiast dział wodny II rzędu oddzielający dorzecze Brdy od bezpośredniej zlewni Wisły przebiega z południa na północ, począwszy od Puszczy Bydgoskiej, przez Łęgnowo, Brdyujście, zachodnią część Fordonu do Czarnówka i dalej na północ przez Wysoczyznę Osielską.

### Zbiorniki wodne
Teren administracyjny Bydgoszczy położony w większości w obrębie Pradoliny Toruńsko-Eberswaldzkiej charakteryzuje się małą jeziornością, gdyż potencjalne misy jeziorne zostały zniszczone podczas odpływu wód roztopowych lodowca. Inna sytuacja panuje na wysoczyźnie Pojezierza Południowopomorskiego na północ od miasta. Występuje tam wiele oczek polodowcowych oraz rynny jezior wytopiskowych np. Borówno oraz Dobrcz. Drugim obszarem koncentracji jezior jest międzyrzecze Brdy i Noteci na południe od miasta. W Puszczy Bydgoskiej, ok. 10 km na południe od granic miasta znajduje się Jezioro Jezuickie (147 ha, głęb. 10,6 m), wraz z Jeziorem Jezuickim Małym (18 ha, głęb. 2,7 m). Na północ od niego znajduje się zarastające jezioro Piecki Jezuickie. Większa liczba jezior koncentruje się na niskich terasach doliny Wisły, będąc pozostałością dawnych starorzeczy Wisły. Na prawobrzeżu rzeki znajdują się akweny: Duże Reptowo, Wielka Łącka oraz szereg stawów na Wielkiej i Małej Kępie Ostromeckiej. Na Terasie Słończa znajduje się jezioro Skrzynka (12 ha, głęb. 2,6 m). Brakiem zbiorników wodnych charakteryzują się piaszczyste pola wydmowe na południe i wschód od miasta. Większość zbiorników wodnych w Bydgoszczy i okolicy jest pochodzenia antropogenicznego. Na obszarze wyznaczonym przez obecne granice miasta, w XVIII wieku znajdowało się kilkanaście akwenów, w połowie XIX wieku ok. 150, w latach 70. XX w. około 250, a na początku XXI wieku – ok. 200. Są to zbiorniki naturalne, spiętrzone, poregulacyjne (związane z regulacją Wisły 1875-1920) oraz dawne wyrobiska iłów. Do stawów naturalnych zajmujących polodowcowe zagłębienia wytopiskowe należą m.in. akweny na Osowej Górze, Czersku Polskim i Fordonie. Z kolei największe stawy poeksploatacyjne (glinianki) występują w Fordonie (ul. Nad Wisłą, ul. Rejewskiego), Bartodziejach (Balaton), Okolu (ul. Nadrzeczna) i Łęgnowie (ul. Plątnowska). Przy największym z akwenów pozostałych po regulacji Wisły zlokalizowano oczyszczalnię ścieków Fordon. Największym zbiornikiem spiętrzonym na terenie miasta jest Zalew Smukalski (120 ha, pojemność 2,2 mln m³), kolejnym tor regatowy w Brdyujściu (ok. 60 ha). Od lat 80. XX w. władze miasta realizują program tworzenia miejskich parków w sąsiedztwie stawów. Do najbardziej udanych realizacji należy Jezioro Myślęcińskie wraz ze stawami kaskadowymi w Leśnym Parku Kultury i Wypoczynku w Myślęcinku, Balaton na Bartodziejach, Dolina Pięciu Stawów na Szwederowie, park im. Kazimierza Wielkiego w Śródmieściu, oraz park na Osowej Górze.

### Wody podziemne
Na terenie Bydgoszczy rozpoznane i wykorzystywane gospodarczo są wody podziemne w utworach kredowych (kredy dolnej), trzeciorzędowych (miocenu) i czwartorzędowych (plejstocen). Wody czwartorzędowe są podatne na zanieczyszczenia antropogeniczne, natomiast wody mioceńskie są zabezpieczone częściowo poprzez warstwę iłów plioceńskich. Intensywne wykorzystanie zasobów tych wód na potrzeby przemysłowe doprowadziło do obniżenia lustra wody w rejonie Brdyujścia i Zimnych Wód. Dla zaopatrzenia miasta w wodę pitną najważniejszy jest dolnokredowy poziom wodonośny, który eksploatuje się od 1900 r. w ujęciu Las Gdański. W okolicach Bydgoszczy występują także wody geotermalne, związane z utworami dolnej jury, na głębokości ok. 1,5 km i temperaturze ok. 40 °C.
Obszar miasta położony jest w zasięgu dwóch Głównych Zbiorników Wód Podziemnych (trzeciorzędowych):
- nr 138 – Pradolina Toruńsko-Eberswaldzka (956 km², w tym ok. 35 km² obszaru Bydgoszczy, zasoby 193 tys. m³/dobę, średnia głębokość ujęć 20–60 m),
- nr 140 – Subzbiornik Bydgoszcz (170 km², w tym ok. 95 km² obszaru Bydgoszczy, zasoby 25 tys. m³/dobę, średnia głębokość ujęć 65 m).

Zasoby dyspozycyjne na obszarze Bydgoszczy kształtują się na poziomie 4423 m³/h przy czym około 50% przypada na poziom dolnokredowy, a po 25% na poziom mioceńsko-plejstoceński i poziom plejstoceński na obszarze Lasu Gdańskiego. W 2004 r. woda pitna pozyskiwana była w Bydgoszczy w ok. 50% z ujęć podziemnych, a reszta z ujęcia wody „Czyżkówko” na rzece Brdzie. W 2006 r. ujęcie Las Gdański eksploatowało 13 głębokich studni dolnokredowych i 6 studni dolnoplejstoceńskich. Na terenie miasta zlokalizowane są także studnie awaryjne, m.in. ujęcie w byłych Zakładach Chemicznych Zachem (zasoby 300 m³/h), osiedlowe (zasoby 521 m³/h), zakładowe (zasoby 1309 m³/h), studnie publiczne (zasoby 708 m³/h) oraz studnie prywatne i ADM.

## Charakterystyczne elementy środowiska
Z uwagi na usytuowanie Bydgoszczy pośród kilku znaczących jednostek fizycznogeograficznych i hydrograficznych, morfologię miasta charakteryzuje duże zróżnicowanie.

### Zróżnicowanie krajobrazów

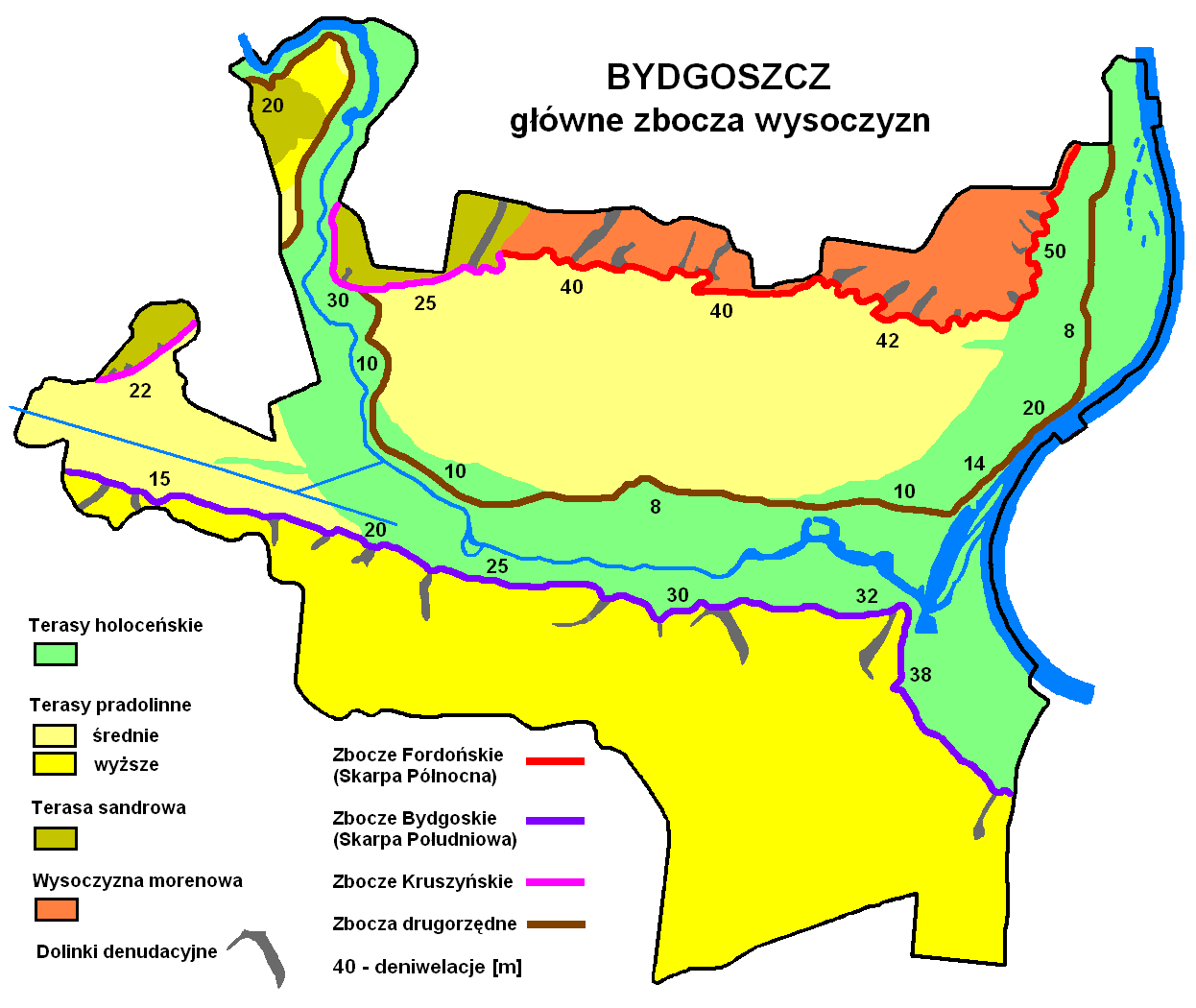
Główne strefy krawędziowe w Bydgoszczy

Z uwagi na położenie na styku czterech makroregionów fizycznogeograficznych Bydgoszcz charakteryzuje się dużym zróżnicowaniem krajobrazów okolic. Z czterech stron świata styka się z dużymi kompleksami morfologicznymi, zaliczanymi do oryginalnych utworów natury na terenie Niżu Polskiego.
1. Od zachodu miasto styka się z Pradoliną Toruńsko-Eberswaldzką, która charakteryzuje się znacznym udziałem łąk i pastwisk wykształconych na glebach organicznych; w jej dnie znajduje się koryto Kanału Bydgoskiego oraz stawy będące ostoją ptaków o znaczeniu europejskim[6]. Pradolina stanowi korytarz ekologiczny i jest chroniony w obszarach Natura 2000 i rezerwatach przyrody.
2. Od południa graniczy z jednym z największych obszarów wydm śródlądowych w Polsce tj. Wydm Puszczy Bydgoskiej. Puszcza stanowi duży kompleks leśny o urozmaiconej formie terenu[6]. Utwory eoliczne osiągają wysokość względną 10–25 m, maksymalnie – ponad 45 m. Najwyższe dochodzą do 115 m n.p.m.
3. Od wschodu miasto opiera się na Wiśle, która dokonuje w tym miejscu zwrotu na północ ku Bałtykowi. Bydgoskie zakole Wisły wraz z Przełomem Fordońskim stanowią oryginalne twory natury, objęte wielorakimi formami ochrony (park krajobrazowy, obszary krajobrazu chronionego, rezerwaty przyrody, obszary Natura 2000)[6].
4. Od północy teren administracyjny Bydgoszczy wznosi się na wysoczyznę Pojezierzy Południowopomorskich. Pas graniczny tego obszaru – Zbocze Fordońskie o deniwelacji dochodzącej do 60 m należy do najsilniej zróżnicowanych morfologicznie i ekologicznie utworów Niżu Polskiego.
5. Od północnego zachodu miasto wkracza na Sandr Brdy, którego górny poziom koresponduje w przybliżeniu z poziomem wysoczyzn morenowych Krajeńskiej i Świeckiej. Wcięta jest w nią głęboko holoceńska Dolina Smukalska, której strome zbocza osiągają wysokość względną 30 m.

### Poziomy miasta

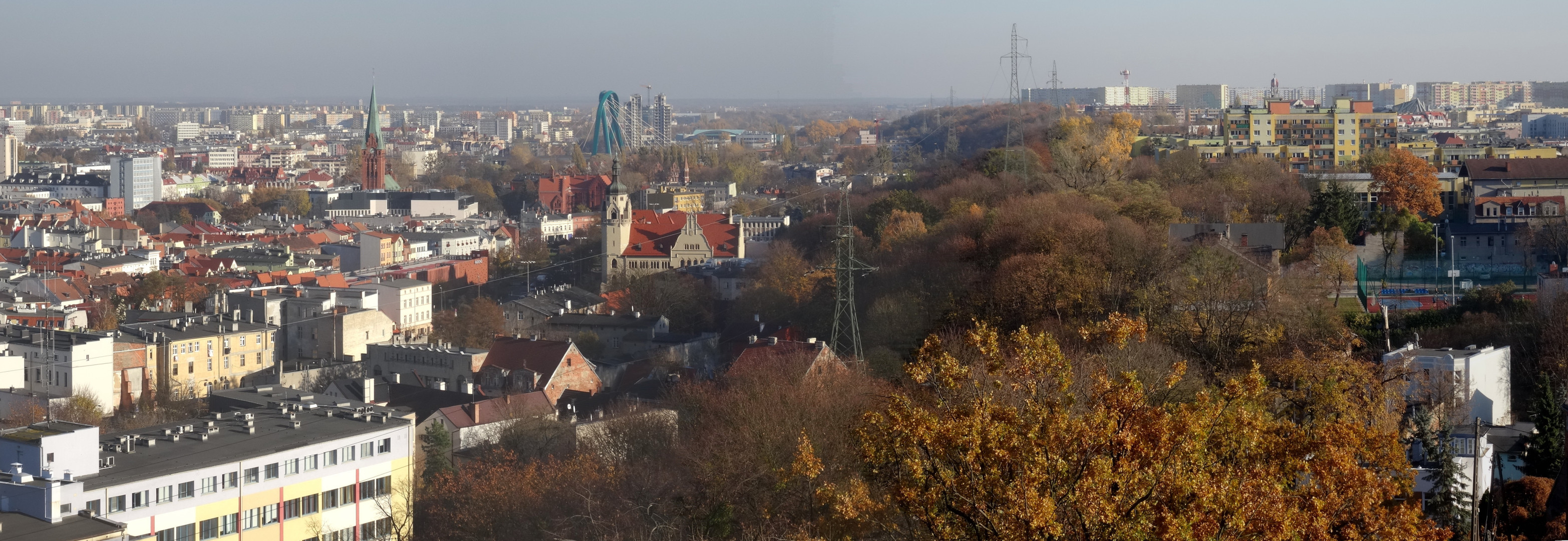
Widok z wieży ciśnień na Zbocze Bydgoskie oddzielające Dolny Taras (z lewej) i Górny Taras (z prawej)

Charakterystyczną cechą rzeźby na terenie miasta jest występowanie systemu płaskich poziomów tarasowych, rozdzielonych stromymi strefami krawędziowymi. Są one porozcinane systemem dolinek erozyjnych, których dnem często spływają niewielkie cieki wodne. Tarasy są równinami zalewowymi, które powstawały etapami, gdy erozja wgłębna powodowała obniżenie dna koryta wód rzecznych (pra-Wisły, potem Brdy). U schyłku plejstocenu powstały terasy wyższe (VI-XI), zaś w holocenie terasy niższe (I-V).
Z kilkunastu poziomów, na których położone jest miasto, najistotniejsze są:
- niska terasa zalewowa w dolinie Brdy i Wisły – 30–32 m n.p.m.,
- terasy holoceńskie w Fordonie, Brdyujściu oraz wzdłuż Brdy – 37–45 m n.p.m.,
- terasa pradolinna (VI) w północnej i zachodniej części miasta – 52–55 m n.p.m.,
- wysoka terasa pradolinna (X) w południowej części miasta – 67–71 m n.p.m.,
- terasa sandrowa (XI) w północno-zachodniej części miasta – 75–82 m n.p.m.,
- wysoczyzna morenowa na północnych rubieżach miasta – 91–96 m n.p.m.

### Zbocza
Na terytorium Bydgoszczy znajduje się kilkanaście stref krawędziowych, będących granicami poszczególnych teras i wysoczyzn. Wszystkie te utwory powstały w klimacie peryglacjalnym, u schyłku zlodowacenia bałtyckiego (ok. 14–12 tys. lat temu), gdy wskutek erozji bocznej i wgłębnej wód płynących utworzyły się wyraźne progi oddzielające poszczególne poziomy odpływu wód. Niektóre z krawędzi osiągnęły duże deniwelacje. Są porozcinane formami erozyjnymi powstałymi wskutek denudacji: dolinkami, wąwozami, parowami, wcięciami i bruzdami oraz odwadniane przez strumienie i wysięki wodne. Krawędzie w Bydgoszczy zwiększają swą wysokość względną ku wschodowi. Nad doliną Wisły osiągają największe wartości: 68 m w Fordonie i 40 m w Łęgnowie.
Ze względu na walory krajobrazowe oraz trudności techniczne przy inwestowaniu, tereny te najczęściej są zagospodarowane jako obszary zieleni (parki, zieleń ochronna, ogrody, sady). Strefy przyskarpowe (zwłaszcza Zbocze Bydgoskie) już w XIX wieku przeznaczono na główne promenady miasta z punktami widokowymi i obiektami o funkcji ogólnomiejskiej.
Strefy krawędziowe w Bydgoszczy i bliskiej okolicy:
| Nazwa                                | Wys. wzgl. [m] | Położenie | Opis |
| Zbocze Fordońskie (Skarpa Północna)  | 40÷60          | Na północnych obrzeżach miasta z zachodu na wschód od Rynkowa po Fordon i następnie wzdłuż Doliny Fordońskiej na północ            | Granica makroregionów fizycznogeograficznych, oddzielająca wysoczyznę Pojezierzy Południowobałtyckich od Pradoliny Toruńsko-Eberswaldzkiej oraz Doliny Dolnej Wisły. Znajdują się tutaj największe deniwelacje na terenie miasta. Rzędne naziomu przekraczają 95 m n.p.m. U podnóża skarpy powszechne są stożki napływowe. Strefa krawędziowa porozcinana jest głębokimi dolinami i nieckami erozyjnymi. Największe z nich, o długości do 2 km, położone są w rejonie Myślęcinka, Zamczyska, Czarnówczyna, Czarnówka, Przylesia, Zofina, Jarużyna i Strzelec Górnych. Niektóre wzgórza zagospodarowano m.in. na stok narciarski w Myślęcinku, czy też park martyrologiczny w Dolinie Śmierci. Na krawędzi zbocza już w okresie łużyckim założono grodzisko Zamczysko, a w VII wieku – grodzisko Strzelce Dolne. Wzgórze narożne na styku Pradoliny Toruńsko-Eberswaldzkiej i Doliny Dolnej Wisły nazywane jest Górą Szybowników, natomiast sztucznie podwyższona Góra Myślęcińska jest najwyższym punktem topograficznym na terenie miasta. Zbocze należy do najbardziej zróżnicowanych ekologicznie utworów natury nie tylko w rejonie Bydgoszczy, ale w całej strefie niżowej. |
| Zbocze Bydgoskie (Skarpa Południowa) | 15÷40          | Wzdłuż całego miasta równolegle do Kanału Bydgoskiego, Brdy i Wisły. W rejonie Otorowa przechodzi w obszar Wydm Puszczy Bydgoskiej | Krawędź oddzielająca najwyższy poziom odpływu wód w Kotlinie Toruńskiej (67–70 m n.p.m.) od dna pradoliny w rejonie Prądów, Miedzynia, Jarów i Wilczaka (55 m n.p.m.), dna holoceńskiej doliny Brdy na odcinku Stare Miasto – Czersko Polskie (35–40 m n.p.m.) oraz Doliny Łęgnowskiej (30 m n.p.m.) W rozcięciach erozyjnych poprowadzono arterie komunikacyjne łączące górny i dolny taras miasta (ul. Nasypowa, Szubińska, Kujawska, Jana Pawła II, Bełzy, Planu 6-letniego). Zbocze jest jednym z walorów krajobrazowych Bydgoszczy. Na niektórych jego odcinkach już w XIX wieku założono parki, a górną krawędzią poprowadzono aleje widokowe. W Czersku Polskim znajduje się pagór narożny zwany Wzgórzem Bolesława Krzywoustego, położony nad torem regatowym, dawnym ujściem Brdy oraz zakolem Wisły. U jego podnóża od X wieku istniała osada Siersko strzegąca przeprawy przez Brdę. |
| Zbocze Kruszyńskie                   | 20÷25          | Na północno-zachodnim obrzeżu miasta w rejonie Czyżkówka i Osowej Góry                                                             | Oddziela górny poziom Sandru Brdy od dna pradoliny bydgosko-nakielskiej, m.in. dzieląc osiedle Osowa Góra na dwa poziomy. Tworzy także północną krawędź Doliny Kanału Bydgoskiego. Na krawędzi zbocza w Pawłówku do XII wieku istniało wczesnośredniowieczne grodzisko. |
| Zbocze Sandru Brdy                   | 25             | Na północnym obrzeżu miasta od Piasków do Rynkowa                                                                                  | Stanowi przedłużenie Zbocza Fordońskiego w kierunku zachodnim oddzielając górny poziom Sandru Brdy od dna pradoliny. Rzędne naziomu wynoszą przeciętnie 77–80 m n.p.m., a dna około 55 m n.p.m. Zbocza stanowią piaszczyste stoki, zalesione borem sosnowym. |
| Zbocza Doliny Brdy                   | 25÷30          | W północno-zachodniej części miasta wzdłuż Doliny Smukalskiej                                                                      | Zbocza stanowią wschodnie i zachodnie stoki Doliny Brdy. Naziom stanowi terasa sandrowa położona na wysokości 77–82 m n.p.m. Po stronie zachodniej występuje szereg teras pośrednich, z niskimi progami. Zbocze jest niemal w całości zalesione. |
| Zbocza teras pośrednich              | 5÷20           | W wielu częściach miasta, m.in. w Opławcu, Jachcicach, Czyżkówku, Bydgoszczy Wschód, Siernieczku, Brdyujściu, Fordonie             | Wyraźne, przeważnie piaszczyste progi oddzielające niskie i średnie terasy pradolinne i holoceńskie. Mniej czytelne pod względem rzeźby są na terenach zabudowanych lub silnie przekształconych antropogenicznie (od Jachcic przez Bocianowo, Bielawy do Bydgoszczy Wschód). Największą wysokość względną (20 m) osiąga zbocze terasy IV w rejonie Brdyujścia-Wyszogrodu, gdzie Wisła podcina brzeg tworząc rodzaj klifu. Na jego krawędzi znajduje się częściowo rozmyte przez rzekę grodzisko Wyszogród, dawny gród książęcy z XI-XIV wieku. |
| Zbocze Mariańskie                    | 50÷60          | Wschodnie zbocze Doliny Fordońskiej, od Ostromecka w kierunku północno-wschodnim                                                   | Wykazuje podobieństwo do Zbocza Fordońskiego, lecz jest bardziej zalesione. W jego obrębie znajduje się m.in. rezerwat przyrody Las Mariański. Zbocze stanowi krawędź oddzielającą wysoczyznę Pojezierza Chełmińskiego od dna Doliny Dolnej Wisły. W rejonie Ostromecka i Pienia zarejestrowano stare jednostki osadnicze (wzmiankowane w XIII w.), zaś w Gzinie gród warowny z czasów kultury łużyckiej. Zbocze stanowi tło panoram widokowych z górnego tarasu bydgoskiej dzielnicy Fordon. |

### Kulminacje topograficzne

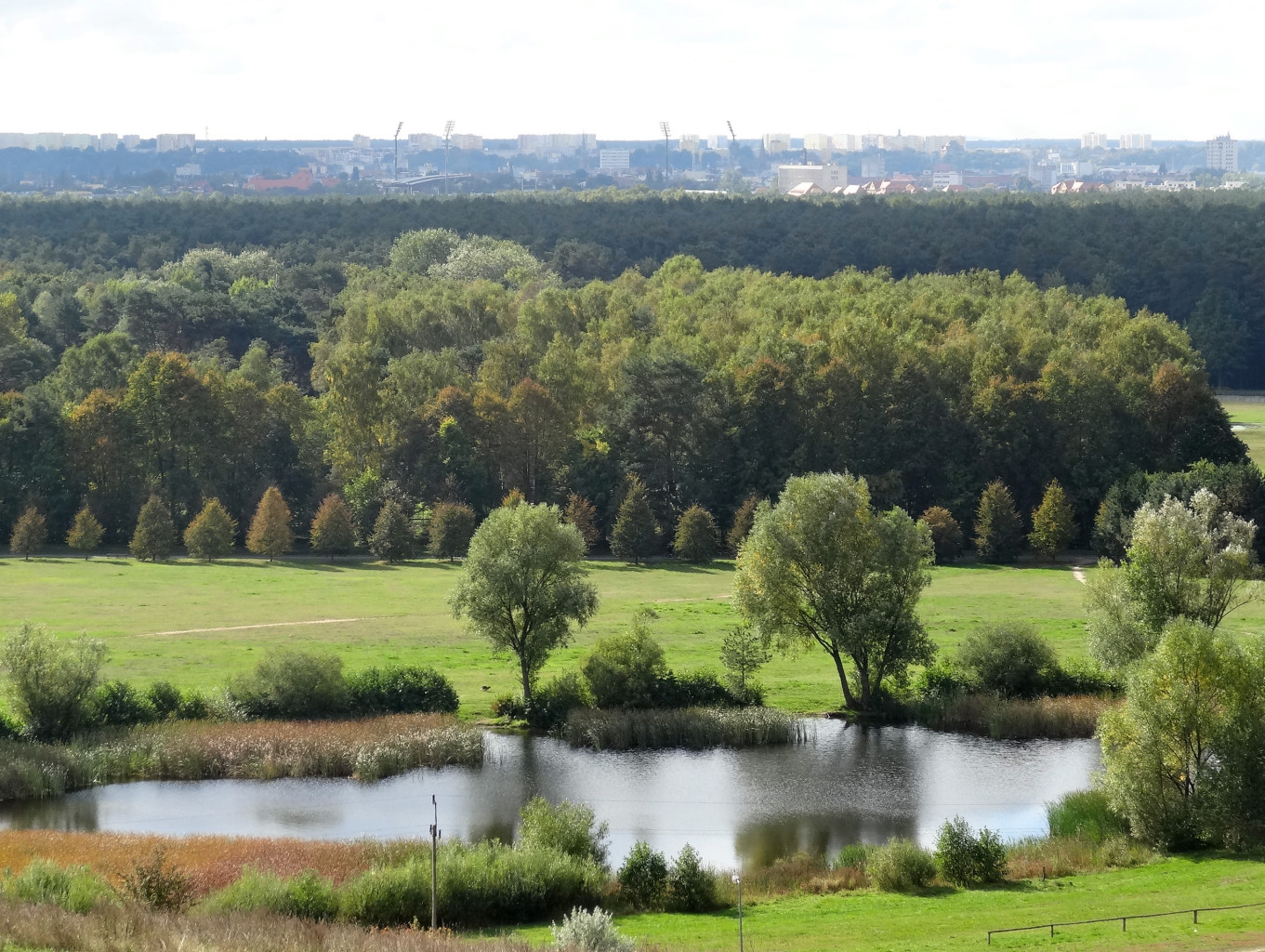
Widok z Góry Myślęcińskiej

Najniżej położonym miejscem w Bydgoszczy jest brzeg Wisły – 28 m n.p.m. Poziom wody w Brdzie na odcinku od jazu Czersko Polskie do centrum miasta wynosi około 32 m n.p.m., zaś Kanału Bydgoskiego na zachodnich rubieżach miasta dochodzi do 58 m n.p.m. Najwyższym punktem topograficznym w mieście jest Góra Myślęcińska 107 m n.p.m., gdzie funkcjonuje stok narciarski. Akcentem wysokościowym na południowych rubieżach miasta w rejonie Puszczy Bydgoskiej jest najwyższa w tym rejonie wydma śródlądowa, która osiąga wysokość 99,5 m n.p.m. Do innych eksponowanych miejsc związanych m.in. z grodziskami należą:
- Grodzisko Zamczysko (97 m n.p.m., grodzisko kultury łużyckiej i wczesnośredniowieczne),
- Grodzisko Strzelce (97 m n.p.m., grodzisko wczesnośredniowieczne kilka kilometrów za granicami miasta),
- Góra Szybowników (95 m n.p.m., wzgórze narożne na granicy trzech makroregionów fizycznogeograficznych),
- Grodzisko Pawłówek (72 m n.p.m., grodzisko wczesnośredniowieczne),
- Wzgórze Henryka Dąbrowskiego (71 m n.p.m., od 1900 r. stoi na nim wieża ciśnień z galerią widokową),
- Wzgórze Wolności (69 m n.p.m., w latach 1913–1928 mieściło wieżę Bismarcka z galerią widokową),
- Wzgórze Bolesława Krzywoustego (69 m n.p.m., wzgórze narożne na styku dolin Brdy i Wisły),
- Grodzisko Wyszogród (50 m n.p.m., dawny gród książęcy położony na wiślanym „klifie”, 22 m ponad poziomem rzeki).

### Bydgoski Węzeł Wodny

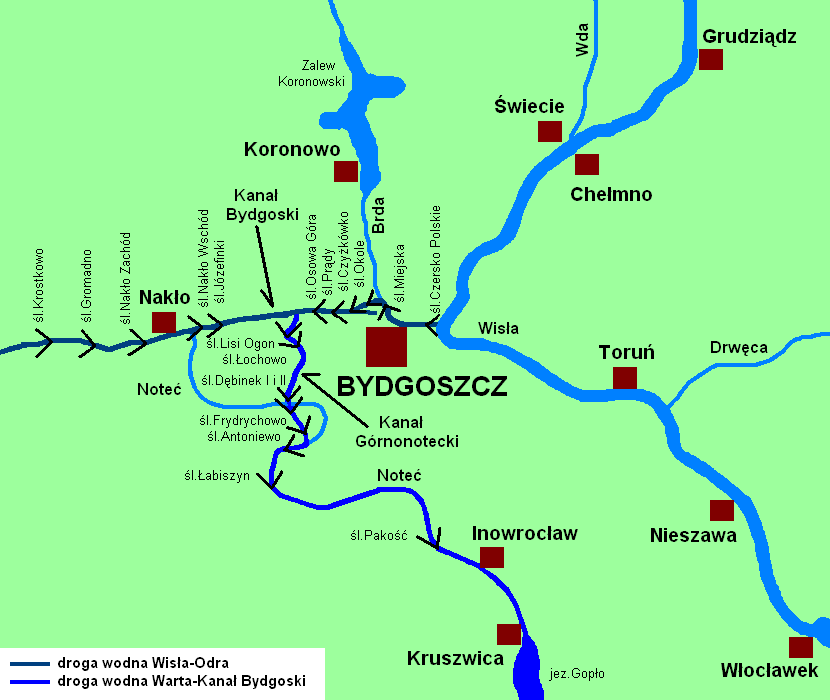
Sieć dróg wodnych w okolicy Bydgoszczy

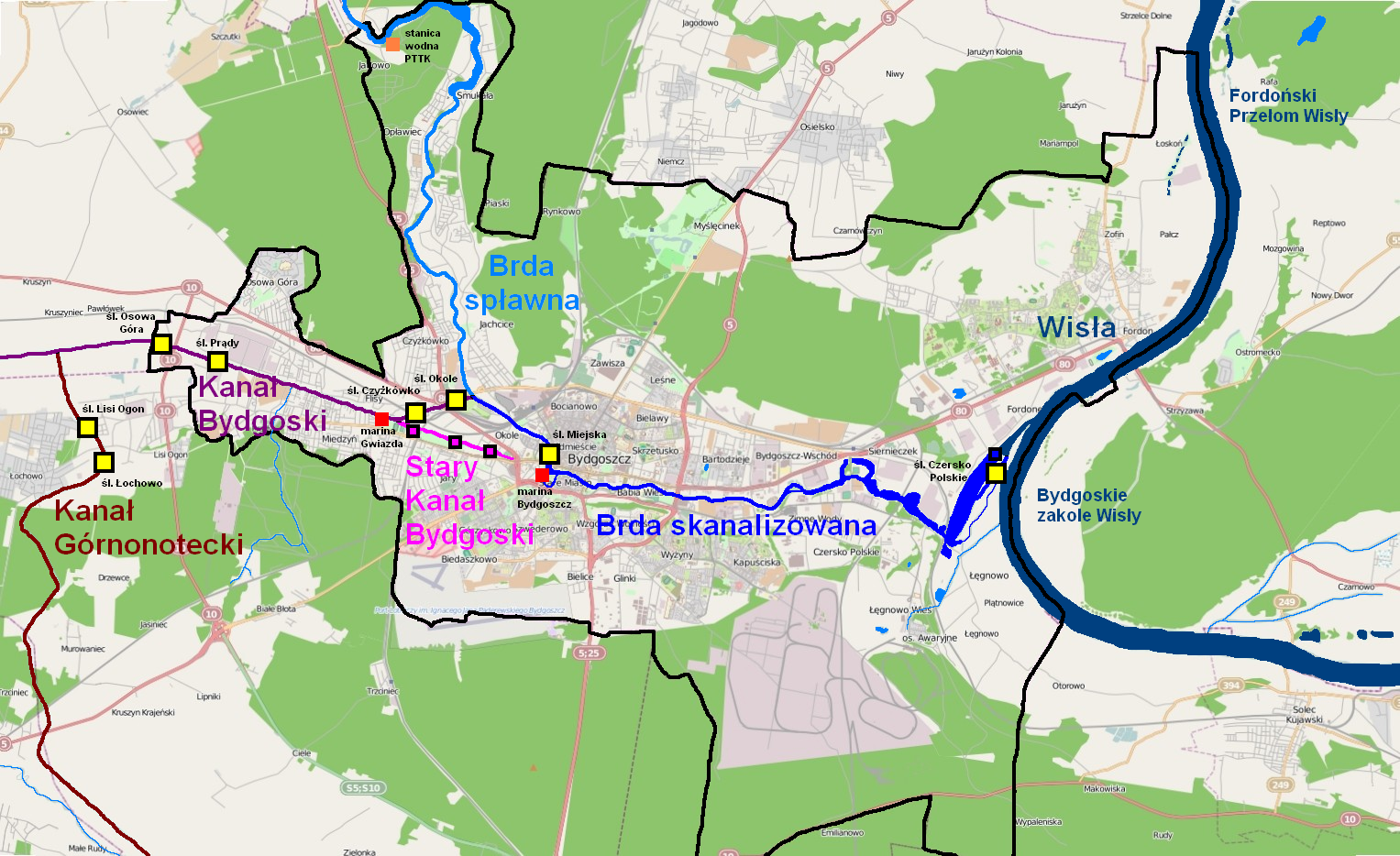
Główne cieki, śluzy i obiekty Bydgoskiego Węzła Wodnego

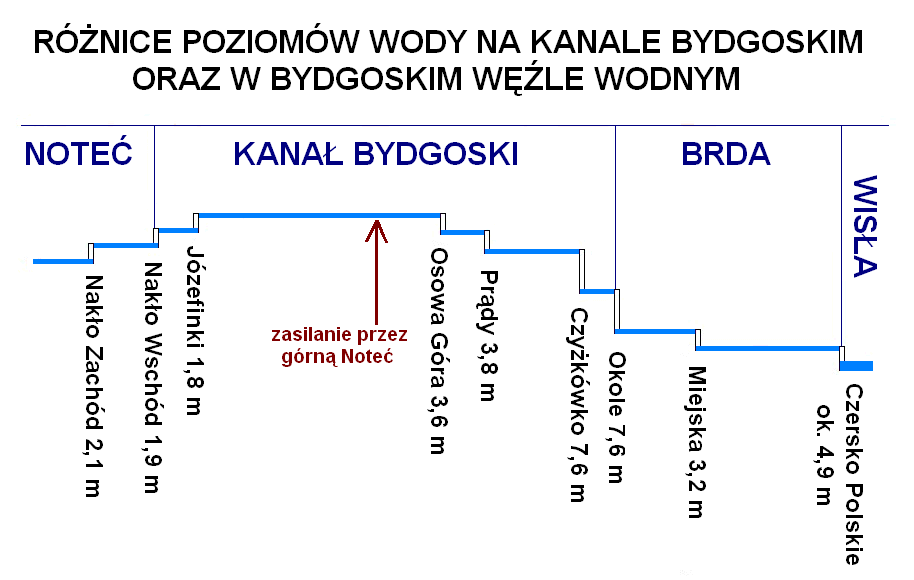
Schemat drogi wodnej Wisła-Odra w obrębie BWW

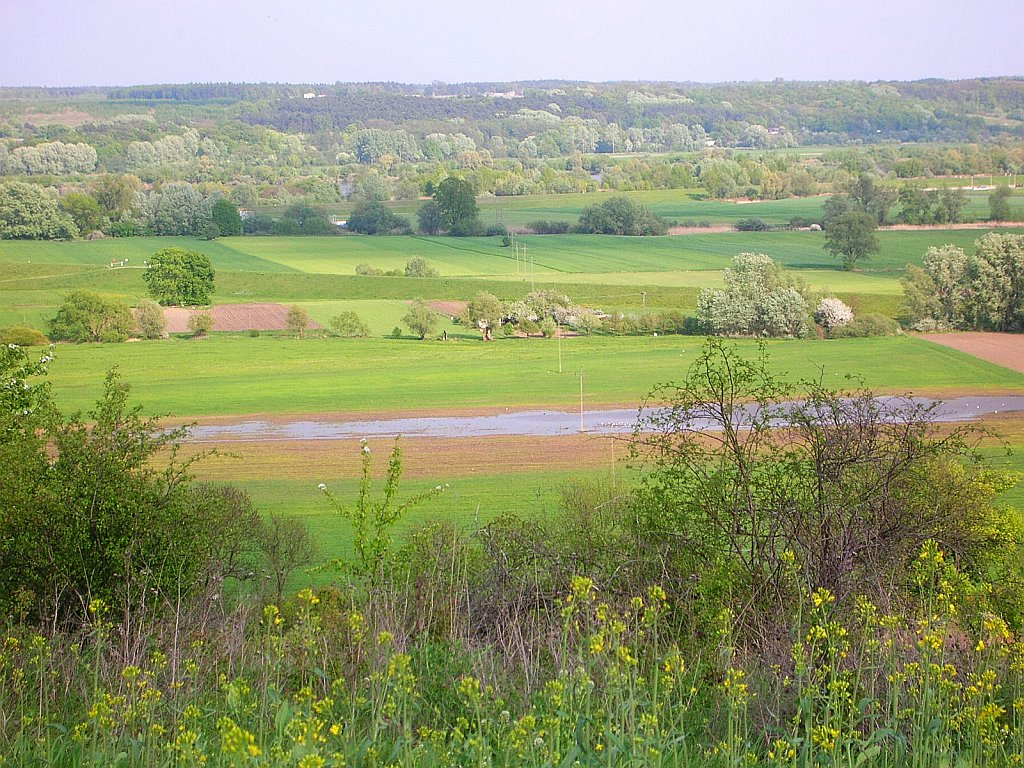
Fordoński Przełom Wisły

Współczesną sieć wodną w rejonie Bydgoszczy, kształtowaną przez człowieka przez ostatnie 240 lat, tworzą trzy podstawowe elementy: Kanał Bydgoski zasilany wodami Noteci przez Kanał Górnonotecki, skanalizowana Brda oraz uregulowana Wisła. Bydgoski Węzeł Wodny stanowi wzajemnie połączony układ tych cieków wodnych o długości ok. 50 km z kilkunastoma czynnymi, posiadającymi liczące się wartości kulturowe urządzeniami hydrotechnicznymi, wyspami, mniejszymi kanałami i ciekami wodnymi oraz zabudową nadbrzeżną. Węzeł wodny ma pierwszorzędne znaczenie dla tożsamości miasta, jego walorów krajobrazowych, rekreacyjnych, turystycznych, a dawniej także gospodarczych. Wokół nabrzeży Brdy i Kanału Bydgoskiego tworzy się specyficzny „salon miasta” – ze Starym Miastem i Wyspą Młyńską w jego centrum. Drugą potencjalną strefą nawodną o prestiżowym znaczeniu jest nabrzeże Wisły w Starym Fordonie, które jednak oczekuje dopiero na właściwe zagospodarowanie.
Węzeł wodny stanowi kręgosłup przestrzenny miasta, wzdłuż którego postępowała zabudowa mieszkalna i przemysłowa. Ciekiem, który zdeterminował rozwój Bydgoszczy była Brda, Kanał Bydgoski był wykorzystanym gospodarczo łącznikiem Wisły z systemem Odry, zaś naturalnym oparciem terytorium miasta jest Wisła, wzdłuż której rozlokowała się najmłodsza dzielnica mieszkaniowa. Miasto leży w miejscu styku dwóch środkowoeuropejskich szlaków wodnych: E-40 (Morze Bałtyckie – Morze Czarne poprzez Wisłę) i E-70 (Antwerpia – Królewiec poprzez drogę wodną Wisła-Odra). W BWW przecinają się ponadto krajowe szlaki turystyczne – żeglugowe i kajakowe: Szlak Brdy, Wielka Pętla Wielkopolski, Pętla Kujawska, Pętla Toruńska, Szlak Noteci, Szlak Wisły. Drogi wodne w obrębie BWW posiadają parametry klasy II przystosowane do ruchu barek o ładowności 400-500 ton. Utrudnienie dla żeglugi mogą stanowić niżówki na Wiśle oraz prześwity mostów na Brdzie sięgające min. 3,24 m.
Na terenie Bydgoszczy występują liczne budowle hydrotechniczne i regulacyjne: śluzy wodne (6 czynnych, 4 nieczynne), jazy (3), zapory ziemne i betonowe (1), budowle upustowe, przepusty wałowe, wały przeciwpowodziowe (Fordon i Łęgnowo), elektrownie wodne (3), ujęcia wód powierzchniowych (1), kanały, syfony, budowle regulacyjne (ostrogi, opaski na Wiśle), porty, baseny, zimowiska, mola, pomosty, nabrzeża, bulwary, slipy, przepławki dla ryb i inne. Wzdłuż cieków BWW wzniesiono dwie mariny oraz kilkanaście przystani wioślarskich i kajakarskich.
Podstawowy układ hydrograficzny charakteryzuje się bliskością wododziału Wisła-Odra, obecnością kanałów (Bydgoskiego, Noteckiego, Górnonoteckiego). Jest on wzbogacony szeregiem mniejszych cieków wodnych, wysięków wypływających spod skarp oraz licznymi zbiornikami wodnymi: pochodzenia naturalnego i antropogenicznego. Brda na terenie miasta jest ujęta w system kaskad (stopnie: Tryszczyn, Smukała, Bydgoszcz, Czersko Polskie) i skanalizowana na odcinku od ujścia Kanału Bydgoskiego do Wisły. Kanał Bydgoski jest zabytkiem hydrotechnicznym, a jego obecność wraz z jazami i śluzami wpływa na podniesienie wartości krajobrazowych i turystycznych miasta.

### Zakole Wisły
Bydgoszcz przestrzennie i funkcjonalnie powiązana jest z doliną Wisły. Wschodnią granicę miasta na odcinku 14 km stanowi zakole dolnej Wisły, które stanowi zachodnią kulminację rzeki w skali całego kraju. Zakole ograniczają krawędzie wysoczyzn ze wzgórzami narożnymi: Zbocze Fordońskie z Górą Szybowników, Zbocze Łęgnowskie ze Wzgórzem Bolesława Krzywoustego oraz Zbocze Mariańskie ze Wzgórzem Dębowym w Ostromecku. Na odcinku ok. 1 km rzeka podcina zbocze wysoczyzny, na której znajduje się grodzisko Wyszogród. Obecny przebieg koryta oraz stosunki wodne zostały ukształtowane w okresie prac regulacyjnych w latach 70. i 80. XIX w. Z początku XX wieku pochodzą wały przeciwpowodziowe na Równinie Łęgnowskiej, zaś wały w rejonie Pałcza-Łoskonia ukończono w 1996 roku. Przez zakole prowadzi zbudowany w 1893 r. drogowo-kolejowy most kratownicowy długości 1325 m, do 1945 r. najdłuższy w Niemczech i na ziemiach polskich, odbudowany w 1956 r. w skróconej formie (1005 m). Strefę przybrzeżną we wnętrzu zakola, porośniętą lasem łęgowym zajmuje rezerwat ornitologiczny Mała Kępa Ostromecka. Dolina Wisły w Bydgoszczy jest korytarzem ekologicznym rangi europejskiej i w związku z tym jest objęta wielorakimi formami ochrony przyrody: parkiem krajobrazowym, obszarem krajobrazu chronionego, rezerwatami przyrody, siecią Natura 2000.

### Przełom doliny Wisły
W północno-wschodniej części Bydgoszczy Dolina Dolnej Wisły zwęża się do szerokości ok. 2,5 km. Jest to unikatowy w skali kraju nizinny przełom rzeki, która wcina się między wysoczyzny morenowe: Świecką i Chełmińską. W krawędzi wzgórz morenowych ok. 12 tys. lat temu powstała wyrwa o szerokości 3 km i długości 7 km, którą wykorzystała Wisła po odblokowaniu przez lodowiec naturalnego spływu wód w kierunku północnym. Uformowanie przełomu Wisły nastąpiło ok. 14 tys. lat temu. W pierwszej fazie przeważały procesy erozyjne, które spowodowały usunięcie większości osadów glacjalnych i wcięcie się rzeki w iły trzeciorzędowe. Od ok. 7 tys. lat nastąpiło zahamowanie erozji, zaś większego znaczenia nabrały procesy akumulacyjne i następujące wskutek tego stopniowe wypełnianie doliny osadami. Rzeka nabrała charakteru roztokowego. Regulacja Wisły dokonana w okresie 1876-1900 doprowadziła do wyprostowania koryta rzeki i zlądowienia dużego obszaru starorzeczy pod Fordonem (Niecponie, Powiśle, Łoskoń). Przełom od zachodu ogranicza Zbocze Fordońskie, a od wschodu Zbocze Mariańskie z rezerwatami przyrody: Las Mariański i Wielka Kępa Ostromecka. Pagór narożny (97 m n.p.m.) na styku trzech makroregionów: Wysoczyzny Świeckiej, Pradoliny Toruńsko-Eberswaldzkiej i Doliny Dolnej Wisły nazywany jest Górą Szybowników. Rozpościera się z niego panorama dzielnicy Fordon.

## Inne cechy środowiska

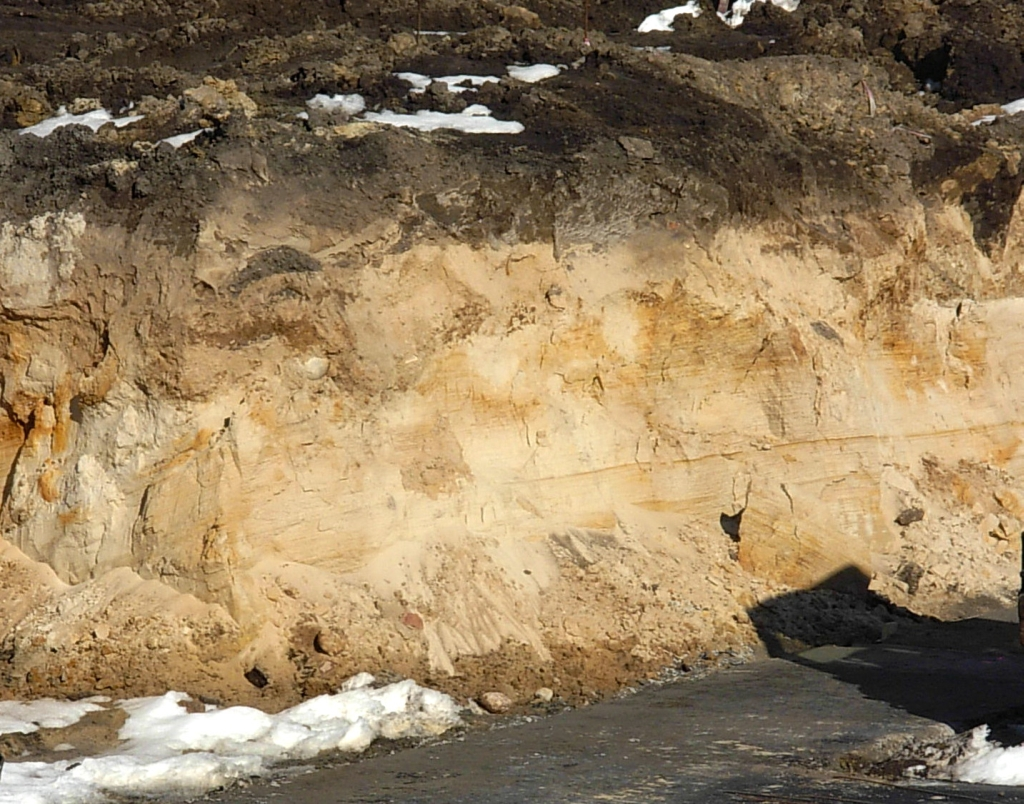
Profil glebowy na górnym tarasie Bydgoszczy

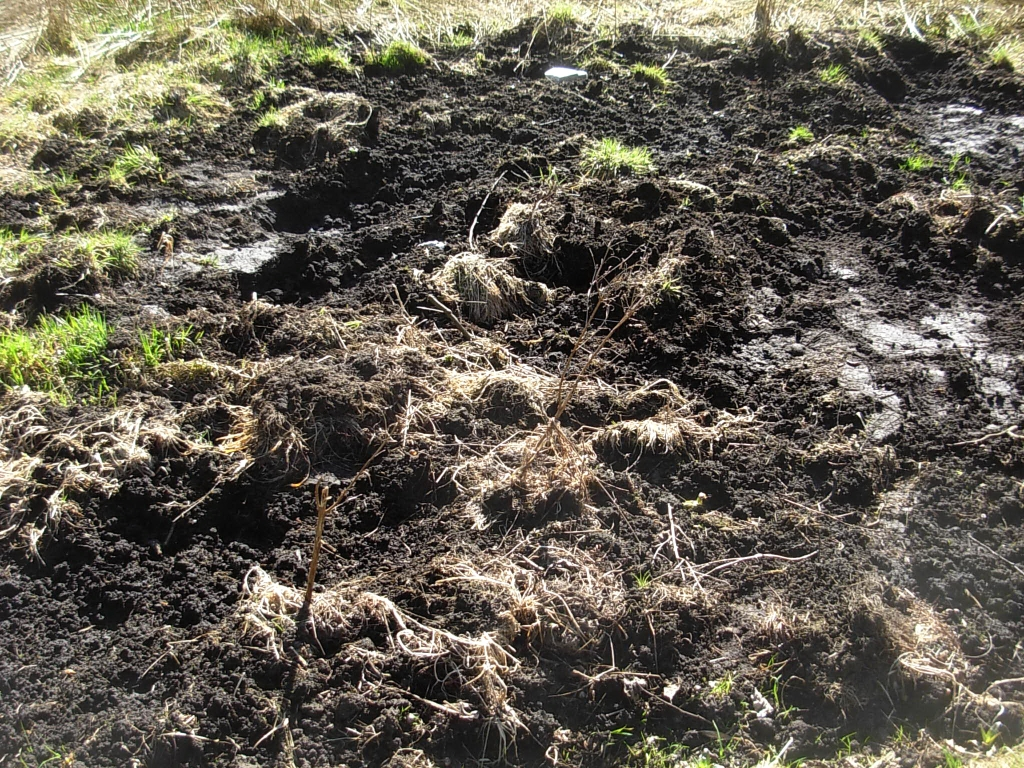
Torfowa gleba w dolince cieku Flis na osiedlu Flisy

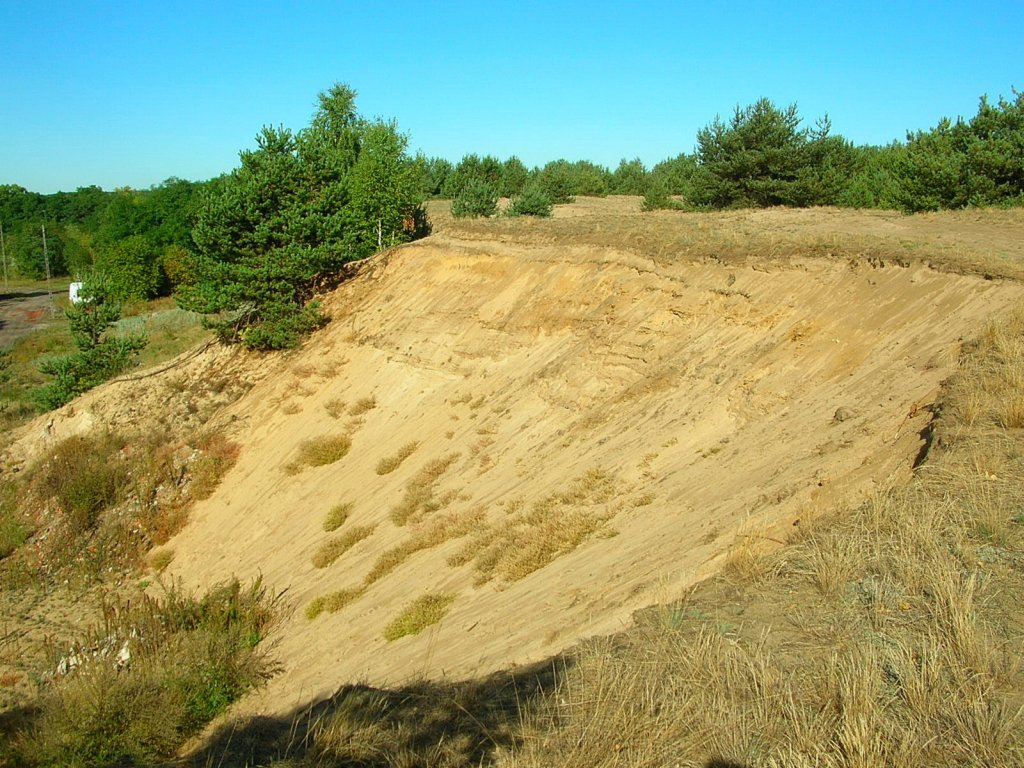
Załom piaszczystej terasy pradolinnej na Jachcicach – dawne wyrobisko piasku

### Bogactwa naturalne
Na terenie miasta nie udokumentowano złóż kopalin podstawowych, występują natomiast pospolite bogactwa naturalne, których eksploatacja sięga czasów zamierzchłych, a na skalę przemysłową była prowadzona od XIX wieku. Są to m.in.:
- iły i gliny wykorzystywane do produkcji ceramiki budowlanej; w XV-XVII wieku znane na Kujawach, Wielkopolsce i Pomorzu były wyroby bydgoskich garncarzy; od końca XVIII wieku na terenie miasta powstało ok. 16 cegielni, z których po II wojnie światowej użytkowano tylko jedną w Fordonie[43]. Pozostałością po wyrobiskach gliny są stawy istniejące do dziś. Największe z nich to akwen przy moście fordońskim, przy ul. Rejewskiego, Balaton na Bartodziejach, stawy na Bocianowie, Okolu, Czyżkówku, Glinkach, Prądach i inne.
- piaski i żwiry; udokumentowane złoża występują w rejonie Czarnówka, Fordonu, Piasków i Smukały[6]; do ok. 1970 r. eksploatowano żwiry ze złoża Bydgoszcz Wschód i Czyżkówko, zaś od ok. 2000 r. prowadzona jest eksploatacja kruszywa naturalnego z dna rzeki Wisły w rejonie Brdyujścia i Starego Fordonu (kilometraż 774-778).

W przeszłości na stosunkowo szeroką skalę eksploatowane były torfy, zwłaszcza w Dolinie Kanału Bydgoskiego, a w latach 1950–1970 żwir i piasek. W latach 70. wyrobiska zajmowały łącznie powierzchnię ponad 120 ha, osiągając maksymalny zasięg w historii miasta. Od początku lat 80. XX w. zaprzestano odkrywkowego pozyskiwania surowców na terenie miasta, z wyjątkiem cegielni w Fordonie, którą wygaszono w 2012 r.

### Gleby
Większość gleb w granicach miasta powstała z lekkich utworów piaszczystych i piaszczysto-gliniastych. Przeważają gleby przemyte pseudobielicowe, wytworzone z wydmowych piasków luźnych lub słabogliniastych. Gleby gliniaste występują na niewielkich, rozproszonych fragmentach terenu, głównie w dolinie Brdy oraz w centrum (Bartodzieje, Bielawy). Charakteryzują się tendencją do pęcznienia i kurczu oraz oglejeniem (iły poznańskie). Dużą powierzchnię zajmują gleby przekształcone antropogenicznie. Na obszarze parków, zieleńców, ogrodów działkowych i cmentarzy występują gleby sztucznie uformowane, wzbogacone w próchnicę.
Wśród gleb w stanie naturalnym największą powierzchnię zajmują gleby bielicowe i rdzawe skrytobielicowe, które stanowią podłoże terenów leśnych i zabudowanych. Tam, gdzie pod cienką pokrywą piasków dolinnych występuje podłoże w postaci gliny morenowej lub iłów poznańskich, gleba jest lepsza, gdyż woda gruntowa powoduje tworzenie się warstwy humusowej. Użytki rolne na terenie miasta zajmują gleby płowe, będące odmianą gleb brunatnych, z silniej wymytymi związkami ilastymi i żelazistymi. W dolinie Wisły – w Fordonie (Łoskoń, Zofin, Strzelce) i Brdyujściu występują żyzne mady, będące utworami aluwialnymi. Około 20% użytków rolnych stanowią czarne ziemie, występujące fragmentarycznie m.in. na Czyżkówku, Jachcicach, Wzgórzu Wolności i Glinkach. Pewne znaczenie posiadają również gleby organiczne: murszowe, torfowe i mineralno-murszowe, występujące zwłaszcza w dolinie Wisły i Kanału Bydgoskiego oraz w zakolach Brdy i zagłębieniach (rejon Białych Błót, dna dolinek denudacyjnych, oczka na Wysoczyźnie Osielskiej) wykorzystane pod użytki zielone.
Gleby przeważnie mają odczyn od kwaśnego do obojętnego i charakteryzują się wysoką zawartością fosforu, średnią – potasu, natomiast niską zawartością magnezu.

## Elementy środowiska ze względu na użytkowanie

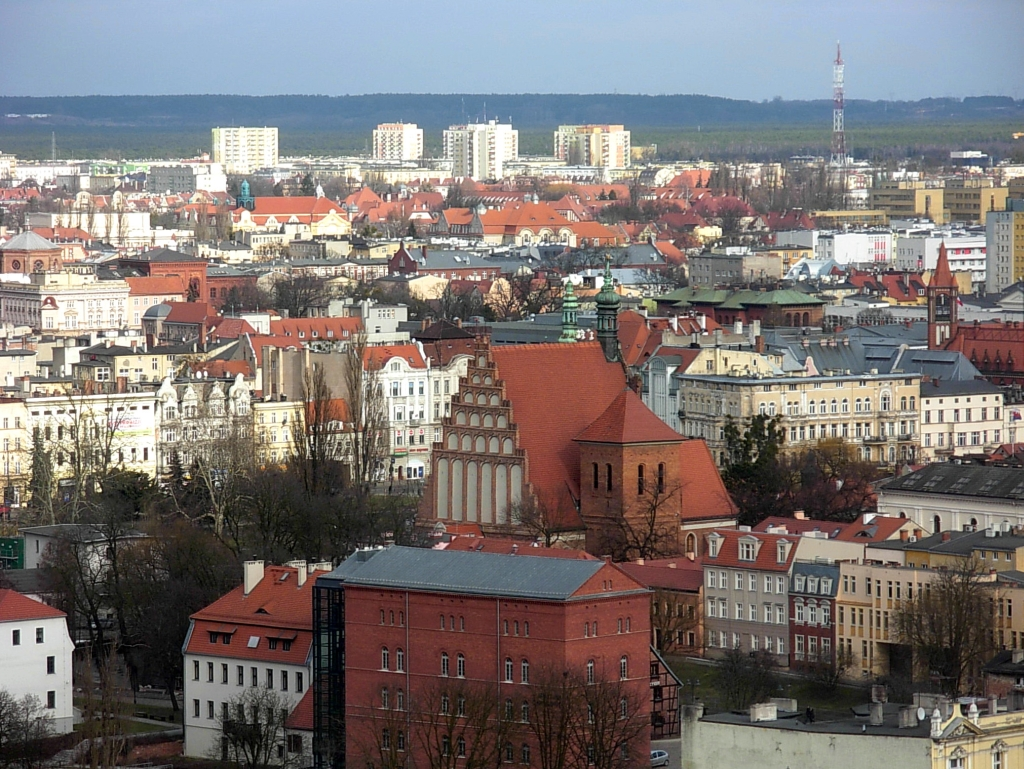
Zabudowa Śródmieścia

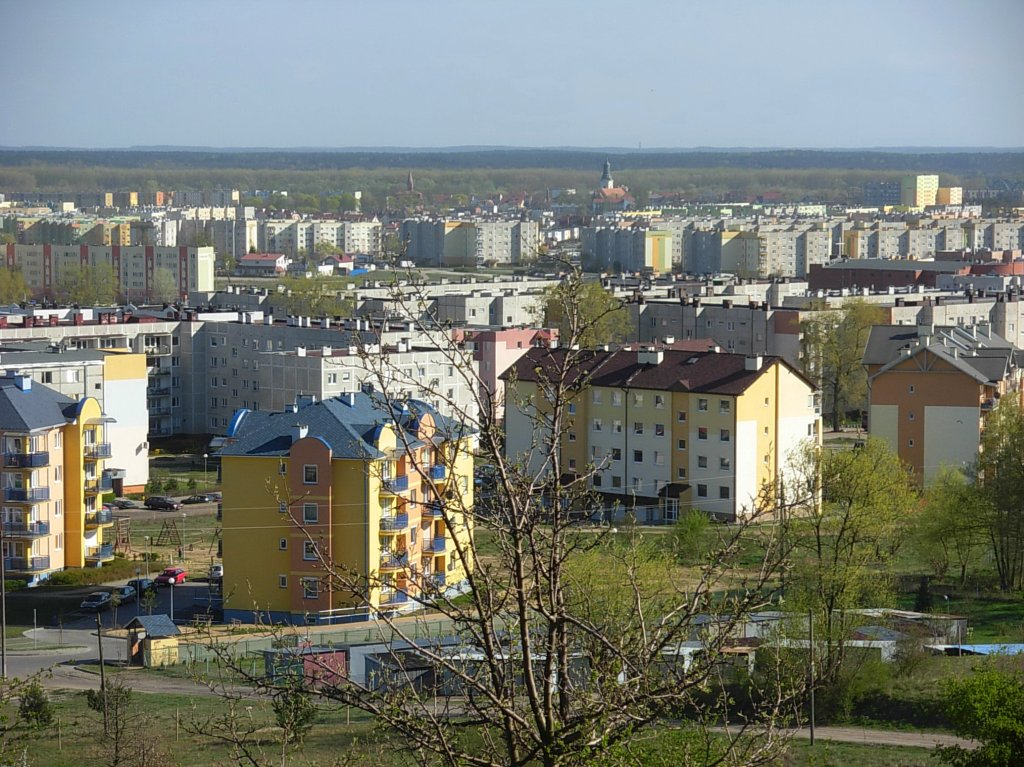
Fragment dzielnicy Fordon

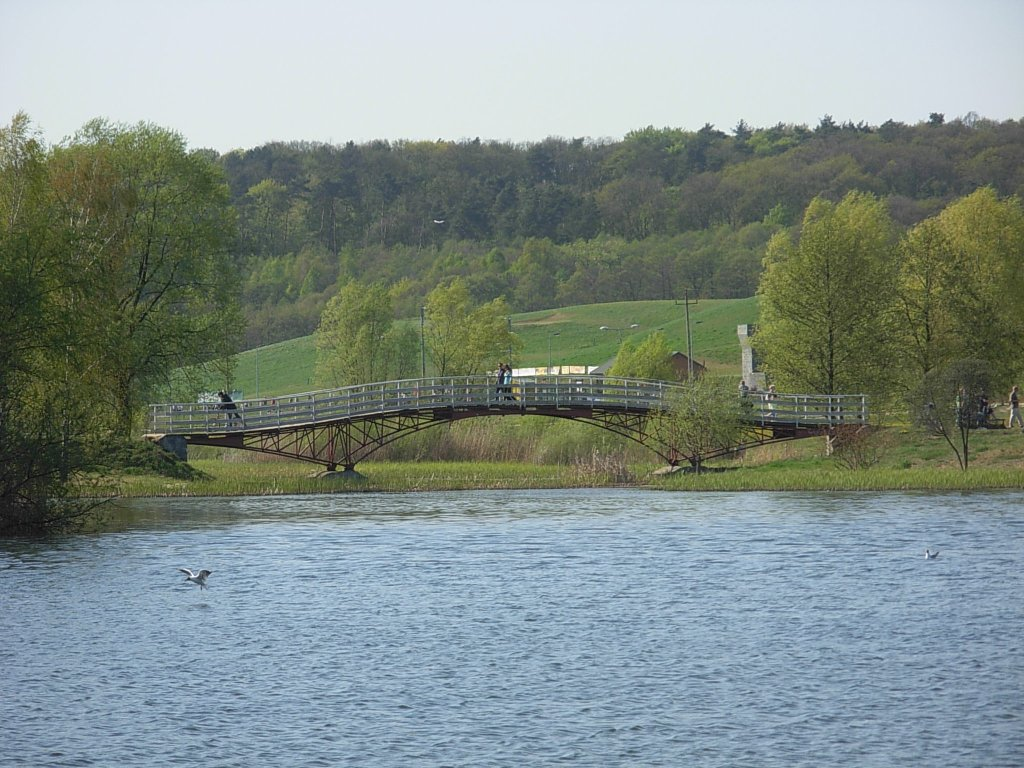
Tereny zielone – Leśny Park Kultury i Wypoczynku

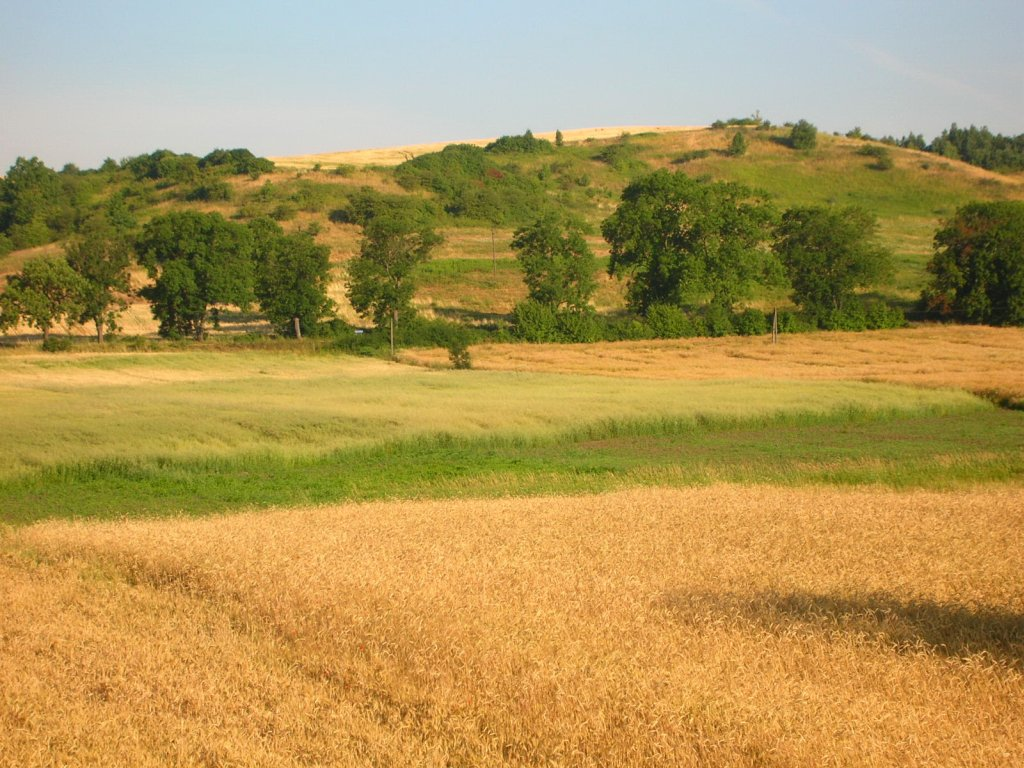
Użytki rolne w północno-wschodnich peryferiach miasta. W oddali Zbocze Fordońskie

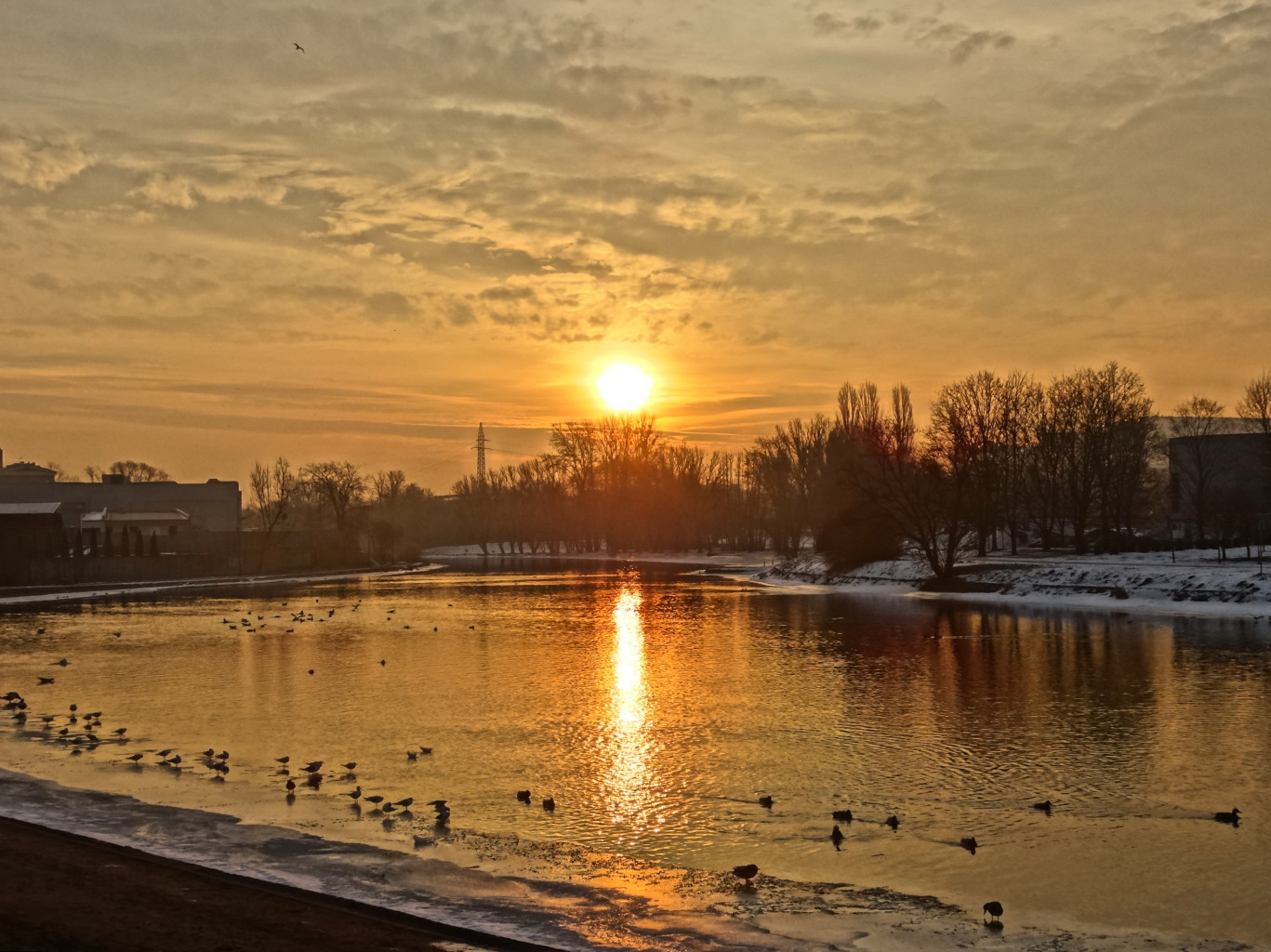
Brda w Bydgoszczy (park Centralny)

Najważniejsze elementy struktury przyrodniczej kształtującej krajobraz Bydgoszczy to: warunki wynikające z położenia w krzyżujących się dolinach rzecznych, rzeźba terenu oraz duży udział terenów zieleni, a zwłaszcza rozległe obszary leśne w granicach miasta i w jego otoczeniu oraz parki miejskie, zieleńce, tereny zieleni krajobrazowej.
Powierzchnia miasta Bydgoszczy wynosi 175,98 km². Zagospodarowanie terenu miasta jest następujące:
1. Tereny zabudowane i zurbanizowane: 6424 ha – 36%.
2. Tereny zieleni: 6024 ha – 35%.
3. Tereny rolne: 3281 ha – 19%.
4. Wody powierzchniowe: 734 ha – 4%.
5. Nieużytki i inne: 994 ha – 6%.

### Tereny zabudowane
Tereny zainwestowane zajmują ok. 36% ogólnej powierzchni miasta. Wśród terenów o przewadze funkcji mieszkaniowych można wyróżnić: historyczną zabudowę staromiejską (Stare Miasto), zwartą zabudowę eklektyczną z XIX i początku XX w. (Śródmieście, Bocianowo, Okole, Wilczak), zabytkową zabudowę willową (Sielanka, Skrzetusko, Bielawy), osiedla wielorodzinne z lat 50. XX w. (Leśne, Kapuściska), zabudowę wielkopłytową średnią i wysoką z lat 60., 70. i 80. XX w. (Błonie, Bartodzieje, Wyżyny, Wzgórze Wolności, część Szwederowa, Kapuścisk, Fordonu), współczesną zabudowę wielorodzinną (Górzyskowo, część Szwederowa, Fordonu, Wyżyn, Bartodziejów, Wzgórza Wolności, Osowej Góry, Czyżkówka) oraz zabudowę jednorodzinną skoncentrowaną i willową (Jary, Miedzyń, Czyżkówko, Jachcice, Osowa Góra, Glinki, Opławiec, część Fordonu). Tereny zurbanizowane obejmują również układ komunikacyjny miasta (drogi, torowiska, mosty i wiadukty), wielkogabarytowe obiekty handlowe oraz tereny składowo-przemysłowe (Bydgoszcz Wschód, Siernieczek, Zimne Wody, Łęgnowo I, część Brdyujścia i Osowej Góry).

### Tereny zieleni
Zieleń stanowi jeden z najważniejszych elementów krajobrazu Bydgoszczy. Uwzględniając tereny zieleni urządzonej, nieurządzonej, ochronnej, lasów gminnych i państwowych, ogrodów działkowych, tereny naturalne użytkowane rolniczo oraz nieużytki poddane sukcesji wtórnej – obszary pokryte zielenią zajmują w Bydgoszczy około 60% powierzchni. Natomiast tereny zieleni bez uwzględnienia obszarów rolnych i nieużytków obejmują ponad 60 km² i stanowią 35% powierzchni miasta. Wśród nich około 1000 ha stanowi zieleń urządzona, utrzymywana przez służby miejskie. Wśród niej można wyróżnić:
- parki powyżej 2 ha (31 szt.), których łączna powierzchnia wynosi 879 ha, a utrzymywana przez zieleń miejską – 372 ha,
- skwery i zieleńce poniżej 2 ha (92 obiektów) o łącznej powierzchni 59 ha,
- zieleń przyuliczna (179 ulic) – 287 ha,
- lasy gminne – 157 ha,
- cmentarze gminne i parafialne (zieleń stanowi 30–50% ich powierzchni) – 74 ha.

Pozostałą część terenów zieleni stanowią m.in.:
- lasy w gestii Skarbu Państwa (nadleśnictwa Żołędowo i Bydgoszcz) – ok. 5757 ha,
- zieleń krajobrazowa, ochronna i towarzysząca – ok. 900 ha,
- ogrody działkowe i przydomowe – w 2010 r. funkcjonowały 62 rodzinne ogrody działkowe o łącznej powierzchni 307 ha i liczbie działek przekraczającej 9 tysięcy[49]; największe kompleksy znajdują się w Janowie (57 ha, 1000 działek), Biedaszkowie-Bielicach (48 ha), Prądach (74 ha), Myślęcinku (45 ha), Bydgoszczy-Wschód (44 ha)[50],
- wielofunkcyjne tereny rekreacyjno–wypoczynkowe,
- zielone ciągi komunikacyjne (bulwary, ścieżki turystyczne).

Największym zwartym kompleksem zieleni miejskiej na terenie Bydgoszczy i zarazem największym parkiem miejskim w Polsce jest Leśny Park Kultury i Wypoczynku (830 ha) zlokalizowany w północnej części miasta.

### Użytki rolne
Użytki rolne w mieście Bydgoszczy zajmują 3281 ha, z czego grunty orne stanowią około 75% tej powierzchni, łąki i pastwiska 20%, a sady 0,5%. Mimo że zajmują one najwartościowsze przyrodniczo gleby na terenie miasta, to przeważają grunty o V i VI klasie bonitacyjnej. Na terenie miasta brak zupełnie gruntów I klasy, zaś podłoża klasy II i III znajdują się jedynie w Dolinie Łęgnowskiej na terasie zalewowej. Kompleksy gruntów o klasie II-IV występują również w Fordonie (Łoskoń, Powiśle), na Prądach i Wysoczyźnie Świeckiej (ul. Izerska – Las Gdański). Większe obszary gruntów niższych klas występują na górnym tarasie Fordonu, Piaskach, Smukale, Opławcu, Glinkach. W 2010 r. wykorzystanie gruntów rolnych pod uprawy wynosiło średnio 61–62%, reszta podlegała odłogowaniu.
Największym obszarem produkcji rolnej w mieście jest jednostka urbanistyczna Łęgnowo II, gdzie uprawia się zboża, rośliny okopowe, a także uprawia ogrodnictwo i sadownictwo. Łąki i pastwiska zlokalizowane są najczęściej na nisko położonych terenach o dużym potencjale wodnym. Występują one z reguły na obrzeżach miasta (Biedaszkowo, Prądy, Piaski, Opławiec, Grochol, Myślęcinek, Czarnówko, Fordon).

### Wody powierzchniowe
Wody powierzchniowe na terytorium Bydgoszczy zajmują 734 ha. Składają się na nie trzy główne cieki udostępnione dla żeglugi śródlądowej: Wisła, Brda i Kanał Bydgoski, jak również kilkanaście mniejszych cieków i kanałów. Kilkaset hektarów powierzchni zajmują zbiorniki wodne: naturalne, spiętrzone, poregulacyjne i poeksploatacyjne. Do większych oprócz Zalewu Smukalskiego i toru regatowego należą: jezioro Fordońskie i Myślęcińskie.

## System przyrodniczy Bydgoszczy
.

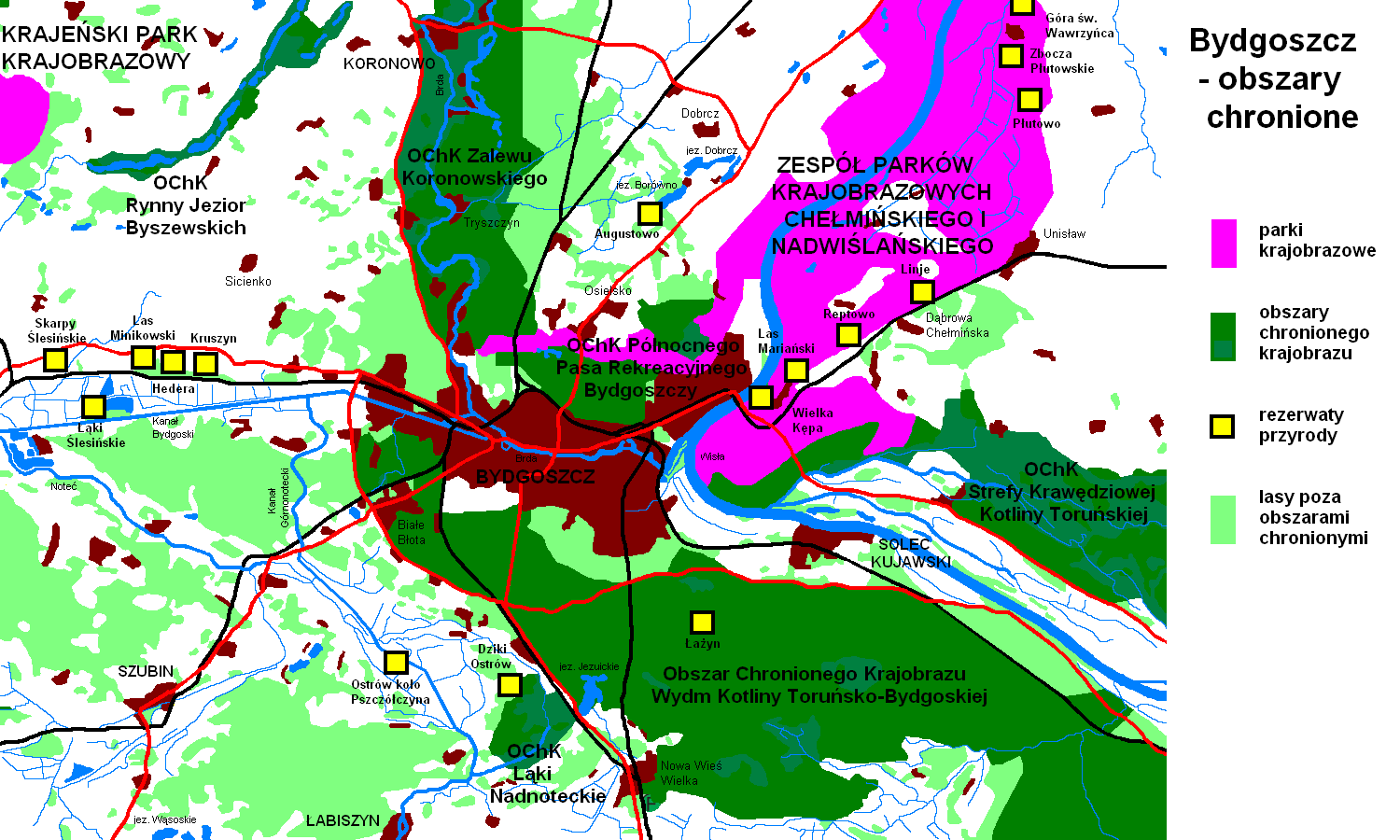
Obszary chronione: parki krajobrazowe, obszary chronionego krajobrazu i rezerwaty przyrody w okolicy Bydgoszczy

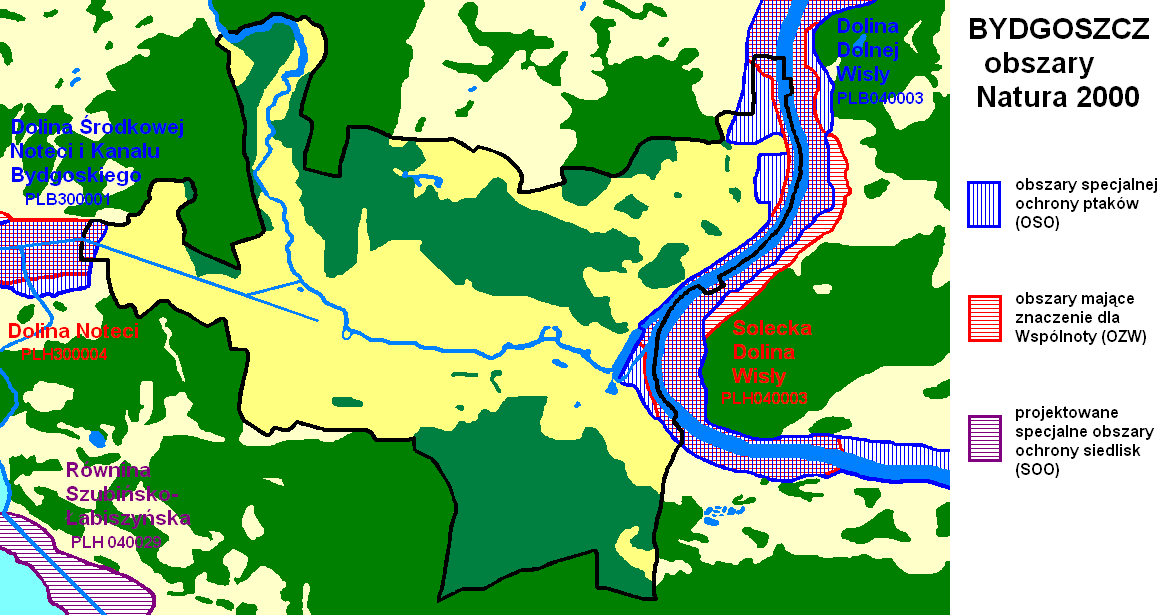
Obszary Natura 2000 w Bydgoszczy

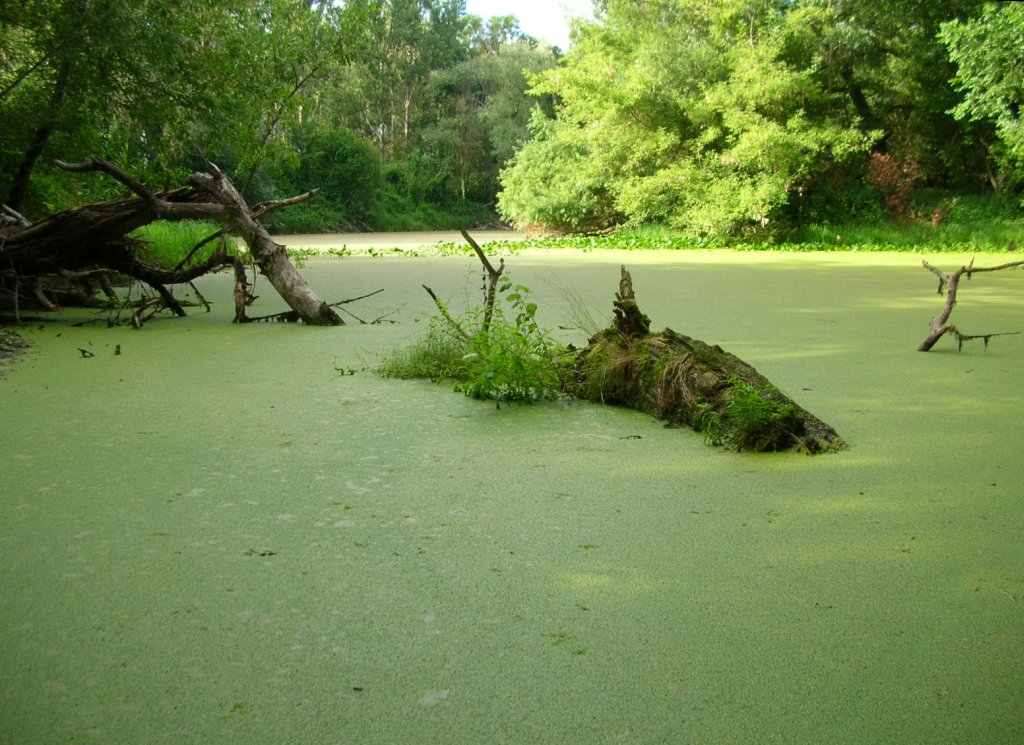
Rezerwat przyrody Wielka Kępa graniczący przez Wisłę z Bydgoszczą

Miejski system przyrodniczy Bydgoszczy stanowi zespół ekosystemów powiązanych przestrzennie, pełniących funkcje ekologiczne, krajobrazowe, kulturowe i rekreacyjne. Podstawą systemu są wody powierzchniowe oraz tereny zieleni: lasów, parków, zieleni cmentarnej, osiedlowej, przydrożnej, ogrodów działkowych, terenów sportowych, a także gruntów ornych, łąk i pastwisk.
Podstawowym komponentem sieci ekologicznej Bydgoszczy są kompleksy leśne otaczające aglomerację. Najważniejszą strukturą wewnątrzmiejską jest Brda oraz ciąg Kanału Bydgoskiego i towarzyszące im zespoły zieleni parkowej, zadrzewień nadrzecznych, łąk oraz ogrodów działkowych. Ważnym składnikiem systemu są także zbocza wysoczyzn i teras, np. Zbocze Bydgoskie, Zbocze Kruszyńskie oraz Zbocze Fordońskie z zespołami zadrzewień, muraw i zarośli kserotermicznych. Na wschodzie miasta duże znaczenie posiada dolina Wisły z łąkami i zadrzewieniami. System przyrodniczy ukształtowany jest spójnie w kierunku wschód-zachód, natomiast w kierunku południkowym tworzą go, oprócz dolin Brdy i Wisły: płaty zieleni parkowej, cmentarnej i osiedlowej. System związany jest z układem korytarzy ekologicznych Econet o znaczeniu międzynarodowym (Pradolina Toruńsko-Eberswaldzka, Dolina Dolnej Wisły) i krajowym (Dolina Sandrowa Brdy).
Miejski system ekologiczny Bydgoszczy wykazuje duże zróżnicowane siedlisk, pod względem wilgotnościowym i troficznym, co związane jest z charakterem gleb i geomorfologią. W ślad za tym występuje duże zróżnicowanie zbiorowisk roślinnych: od stepowych po bagienne. Występują tu niejednokrotnie w bliskim sąsiedztwie: olsy, łęgi, grądy, bory mieszane, świeże i suche, roślinność kserotermiczna, łąki łęgowe, grądowe, roślinność źródliskowa, torfowiskowa, wodna. Kompleksy zieleni i wód są ostoją dla ptaków, ssaków, płazów i owadów.
Większa część obszarów miejskiego systemu ekologicznego objęta jest ochroną prawną.

### Ochrona przyrody
Powierzchnia obszarów o szczególnych walorach przyrodniczych w Bydgoszczy stanowi około 40% ogólnej powierzchni miasta. Składają się na to:
- Zespół Parków Krajobrazowych Chełmińskiego i Nadwiślańskiego (8,5% pow. miasta),
- trzy obszary chronionego krajobrazu (26,4% pow. miasta):
  - Północnego Pasa Rekreacyjnego Bydgoszczy,
  - Zalewu Koronowskiego
  - Wydm Puszczy Bydgoskiej,
- cztery obszary Natura 2000 (6% pow. miasta):
  - Dolina Dolnej Wisły (PLB 040003),
  - Dolina Środkowej Noteci i Kanału Bydgoskiego (PLB300001),
  - Solecka Dolina Wisły (PLH040003),
  - Dolina Noteci (PLH300004),
- użytki ekologiczne (3),
- pomniki przyrody (ok. 100).

### Lasy bydgoskie

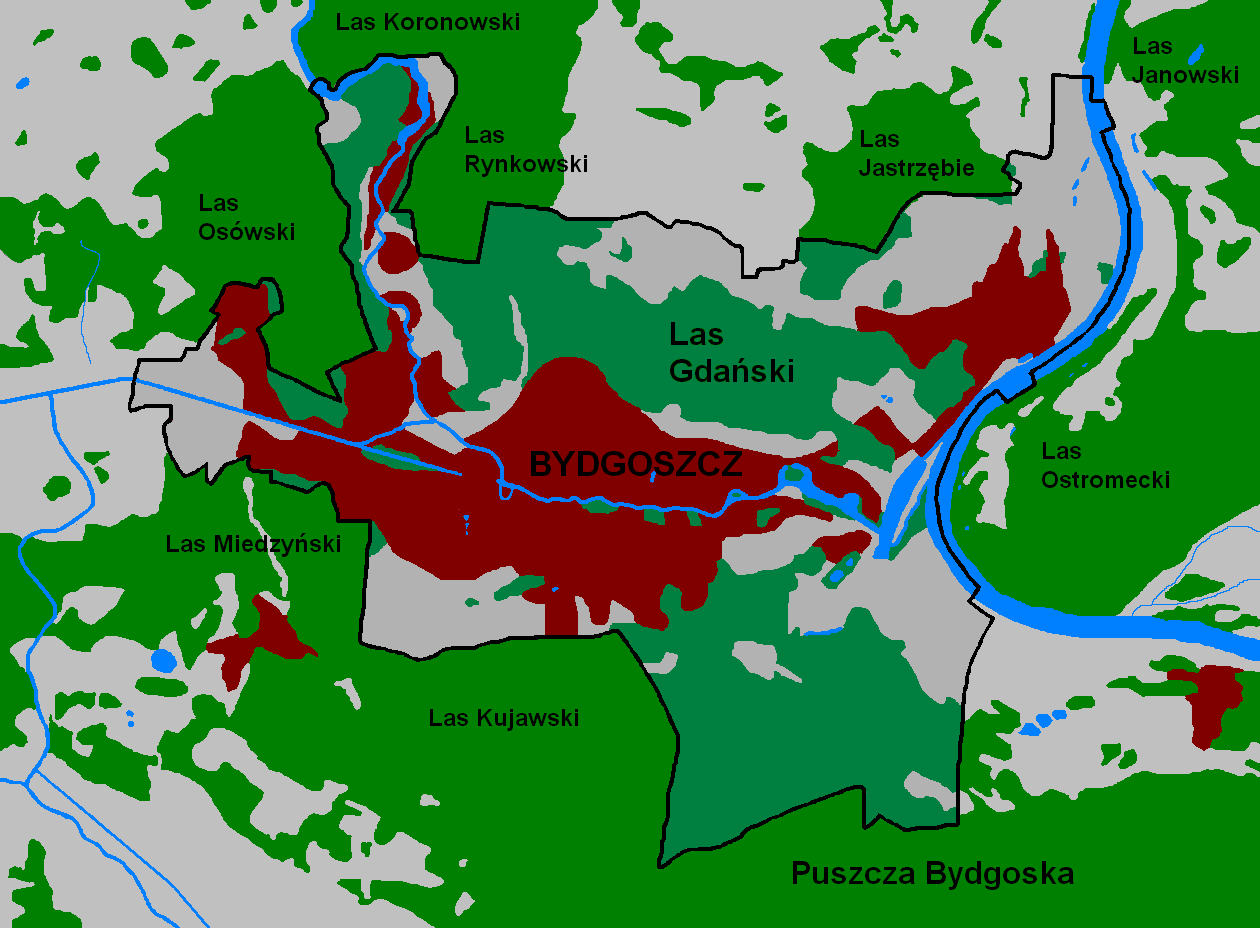
Pierścień lasów wokół Bydgoszczy

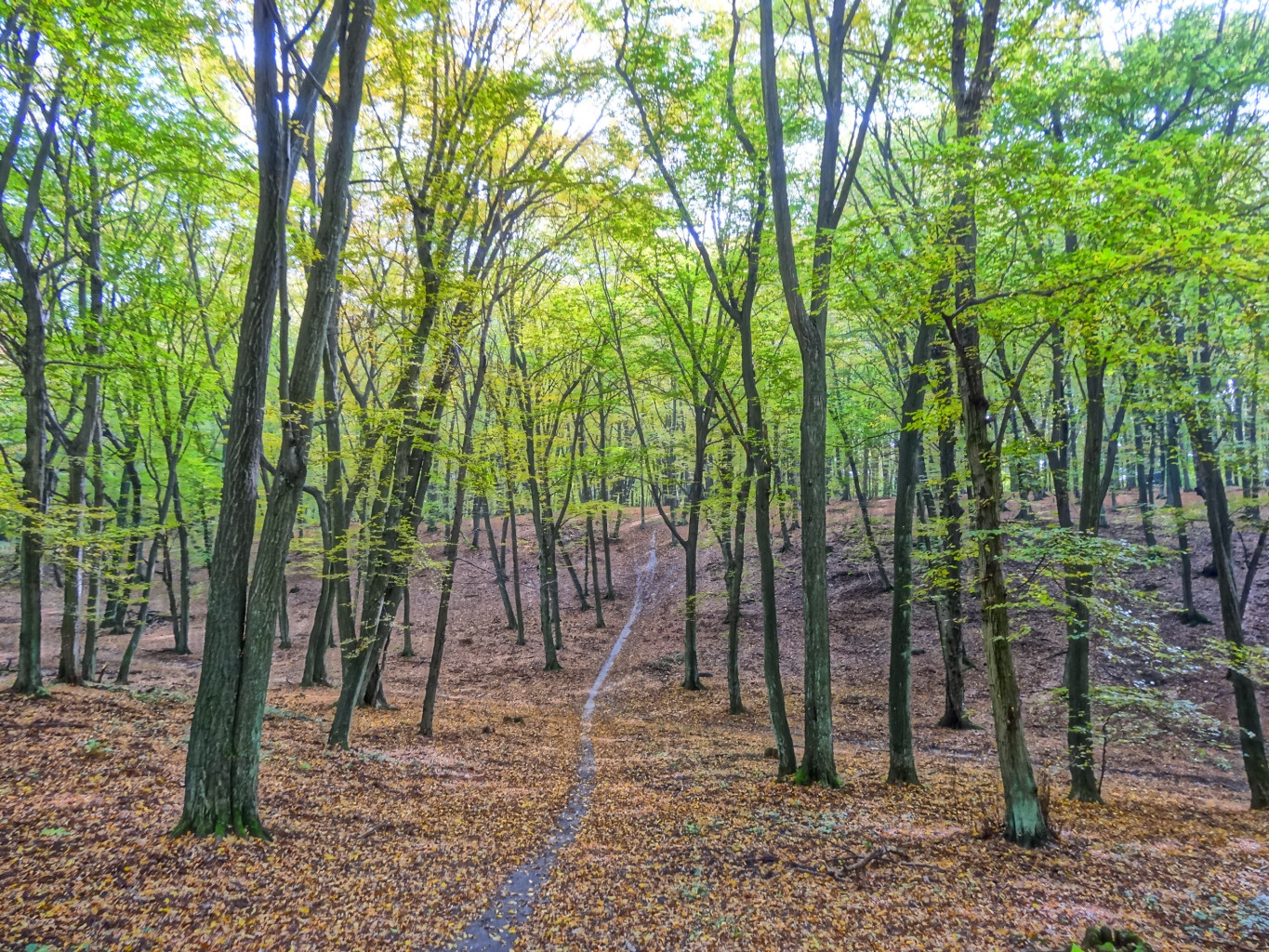
Grąd w Myślęcinku

Cechą wyróżniającą środowisko naturalne w Bydgoszczy i okolicach jest wysoka lesistość, sięgająca 30% w obszarze administracyjnym miasta i 80% w jego otoczeniu, co znacznie przekracza odsetek średni dla kraju i województwa kujawsko-pomorskiego. Oryginalną cechą Bydgoszczy, której nie powtarza żadne duże miasto w Polsce jest położenie na ogromnej śródleśnej polanie (ok. 100 km²), otoczonej od południa Puszczą Bydgoską, od północy Lasem Bydgoskim, powiązanym przestrzennie z Borami Tucholskimi, zaś na zachodzie i wschodzie kompleksami porastającymi terasy Pradoliny Toruńsko-Eberswaldzkiej, m.in. Lasami Zamojskimi i Lasami Ostromeckami.
Od pradziejów był to teren porośnięty zbiorowiskami potencjalnej roślinności naturalnej: łęgami, grądami oraz borami. Kronika bernardynów bydgoskich w 1604 r. podaje:

„(…) Miasto leży pośród najgłębszych lasów, które aż po dzień dzisiejszy zewsząd je otaczają, ciągnąc się miejscami na dwie, trzy mile, miejscami zaś na cztery i więcej, gdzie obfitość dzikiej zwierzyny. (...)”

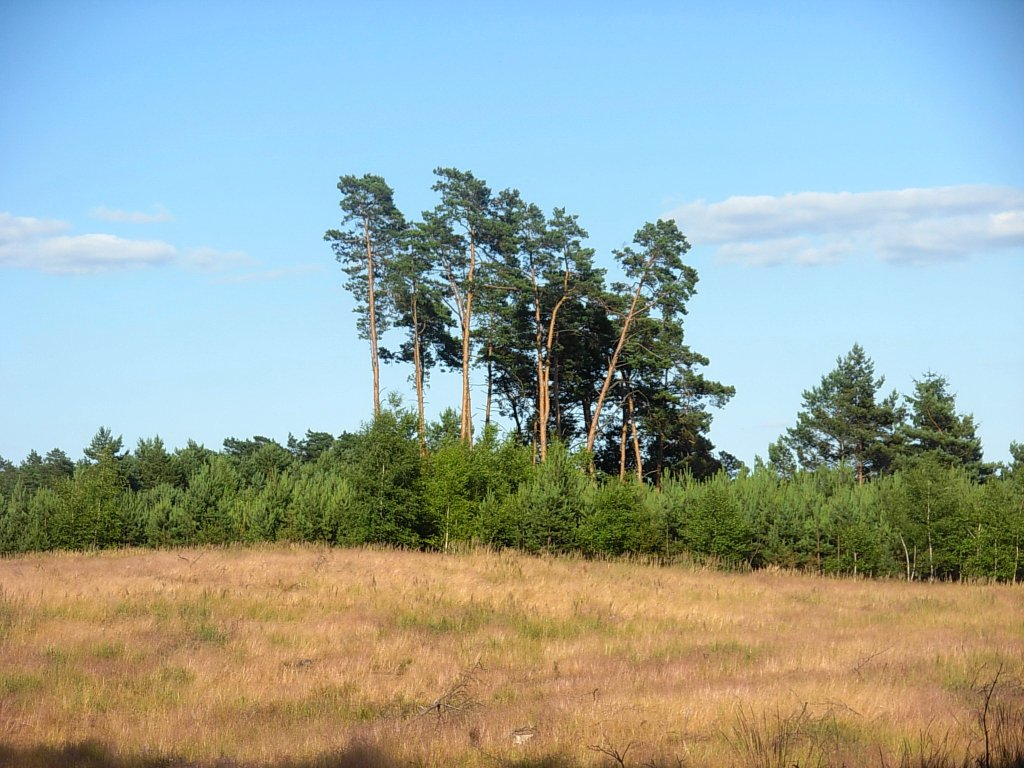
Polana w Puszczy Bydgoskiej

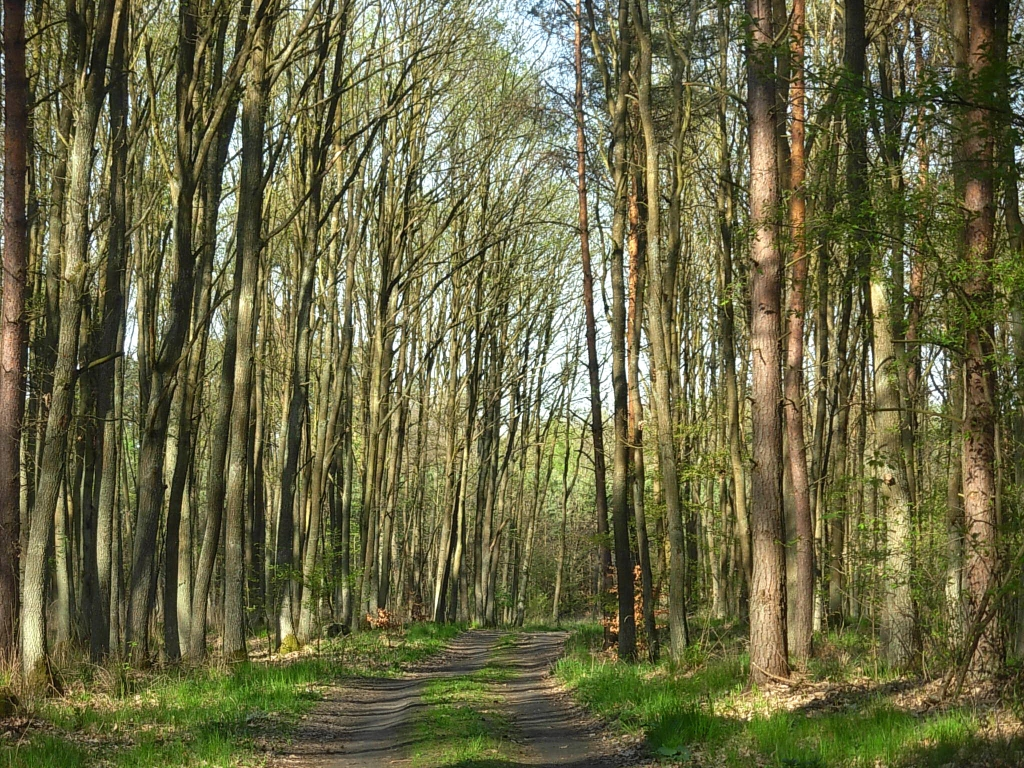
Las między Czyżkówkiem a Osową Górą

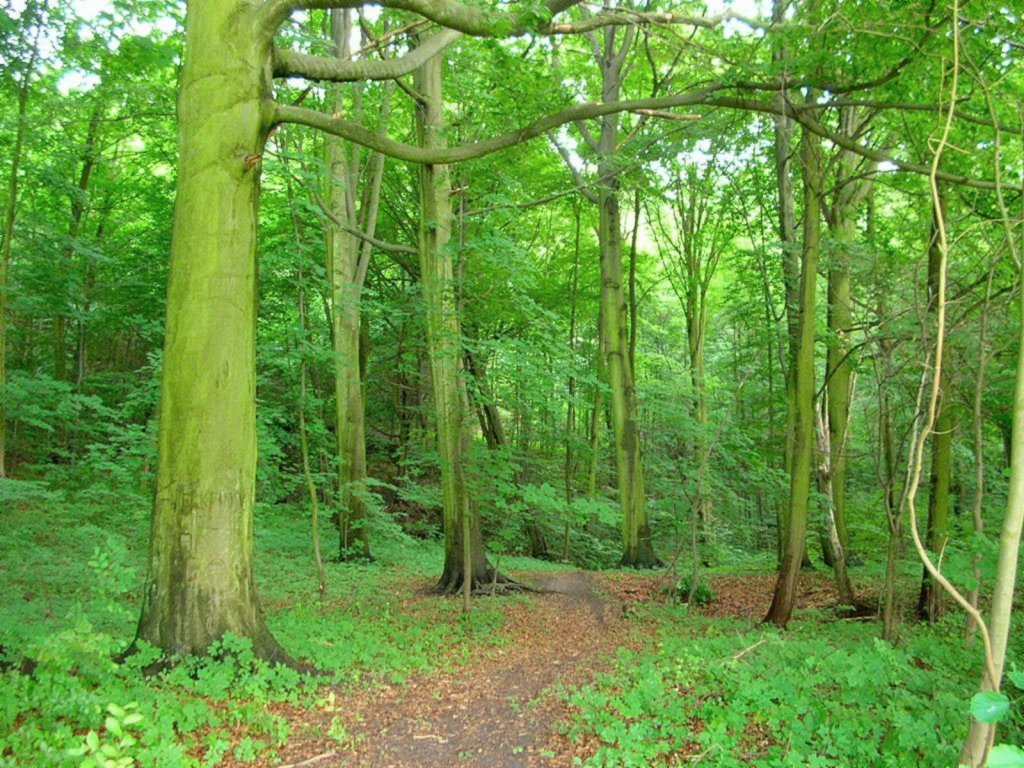
Las Mariański

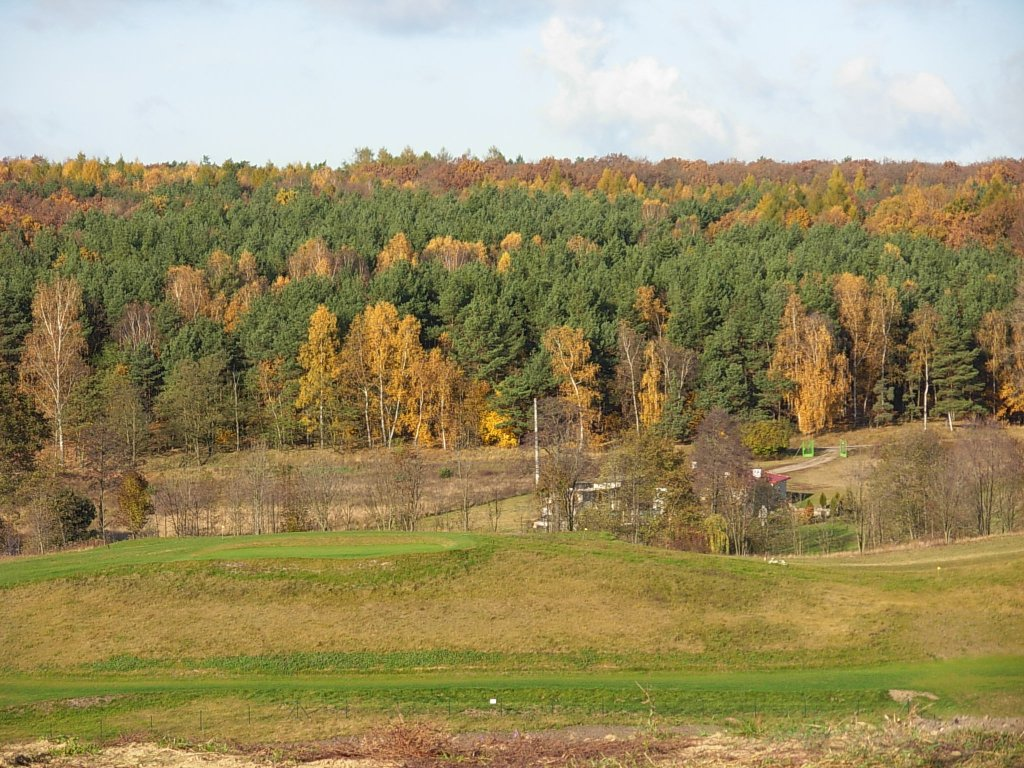
Las Gdański

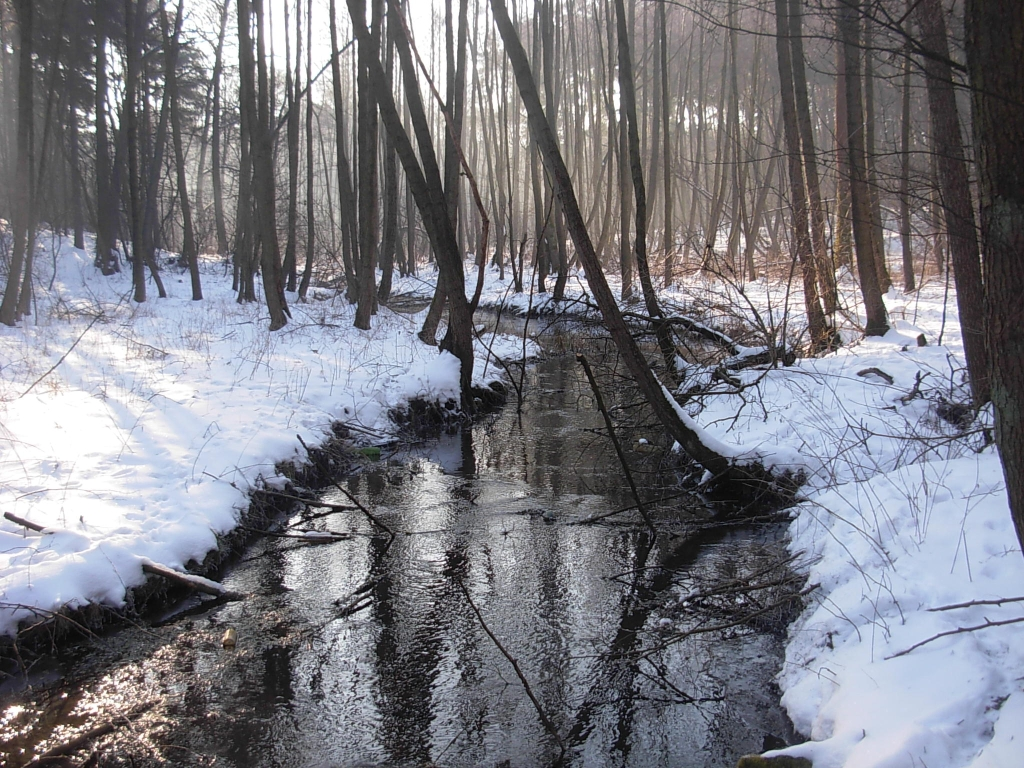
Struga Młyńska w lesie Miedzyńskim

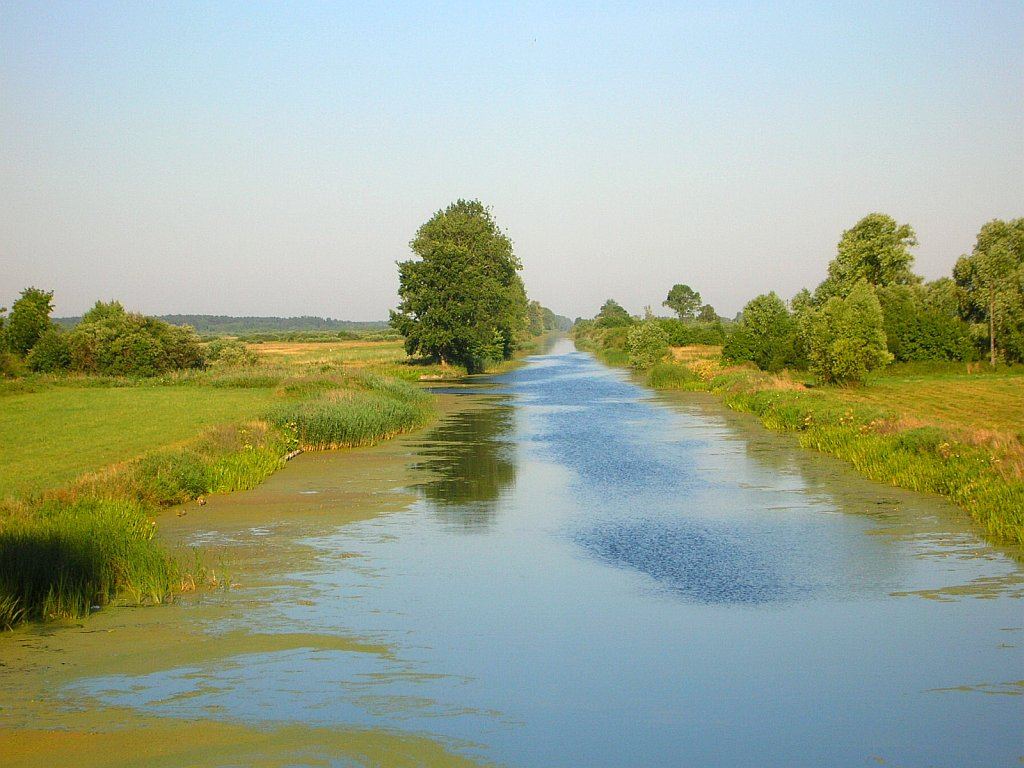
Kanał Bydgoski w pradolinie bydgosko-nakielskiej

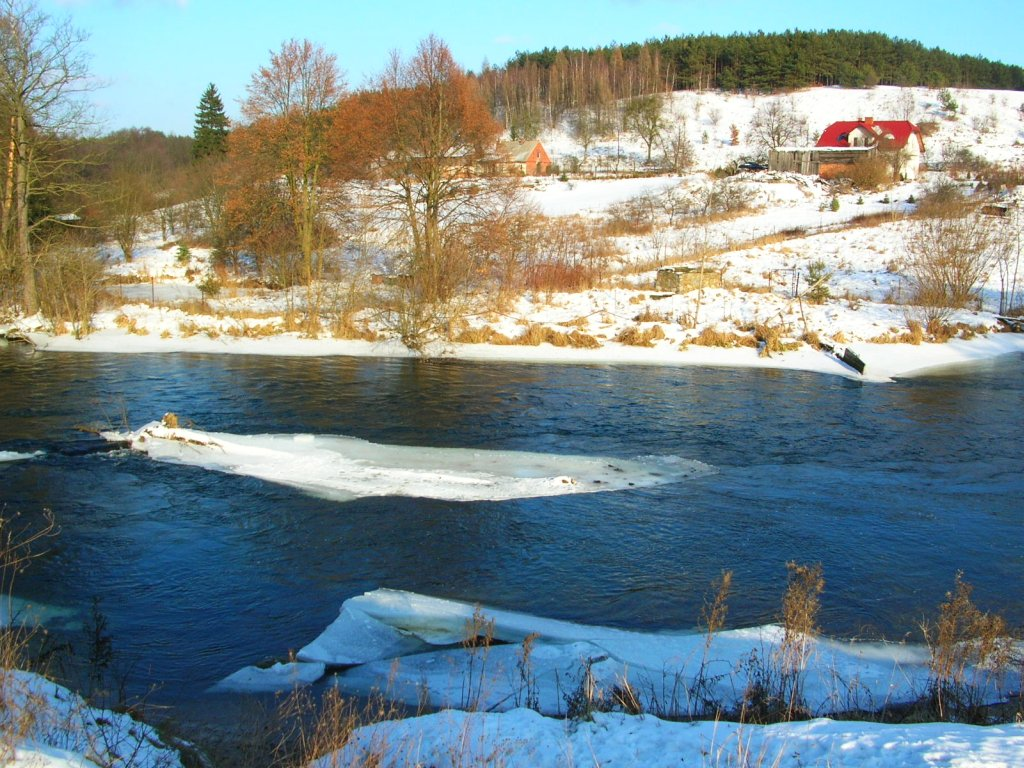
Brda na osiedlu Piaski

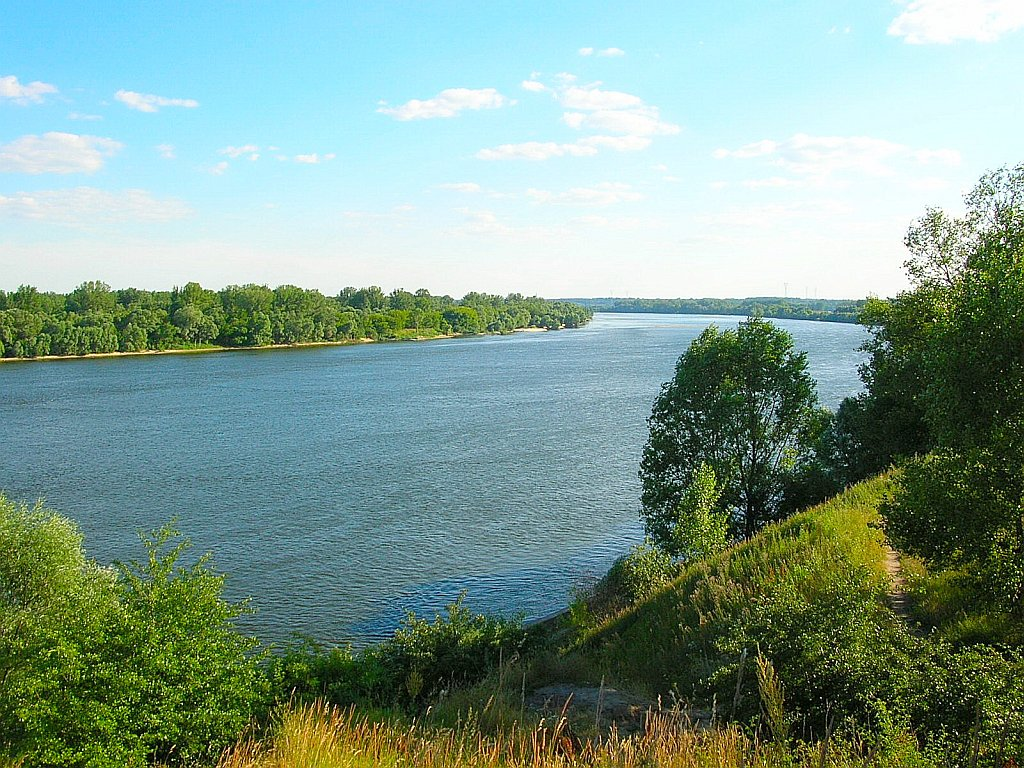
Zakole dolnej Wisły pod Bydgoszczą

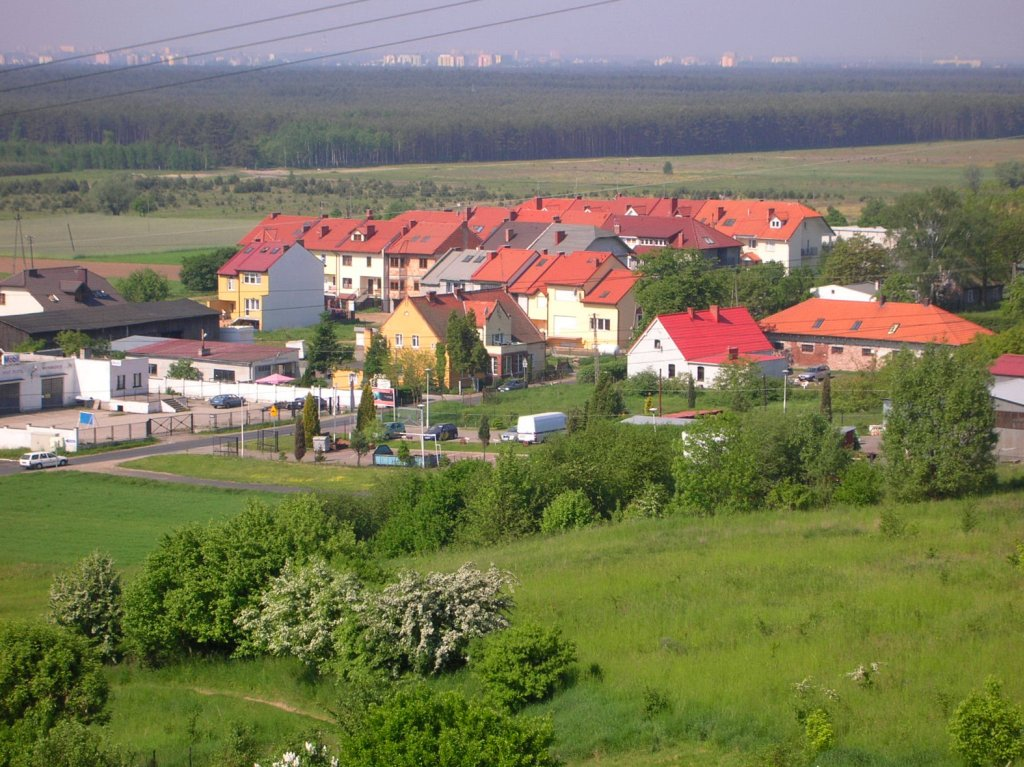
Osiedle Eskulapa ze Zbocza Fordońskiego

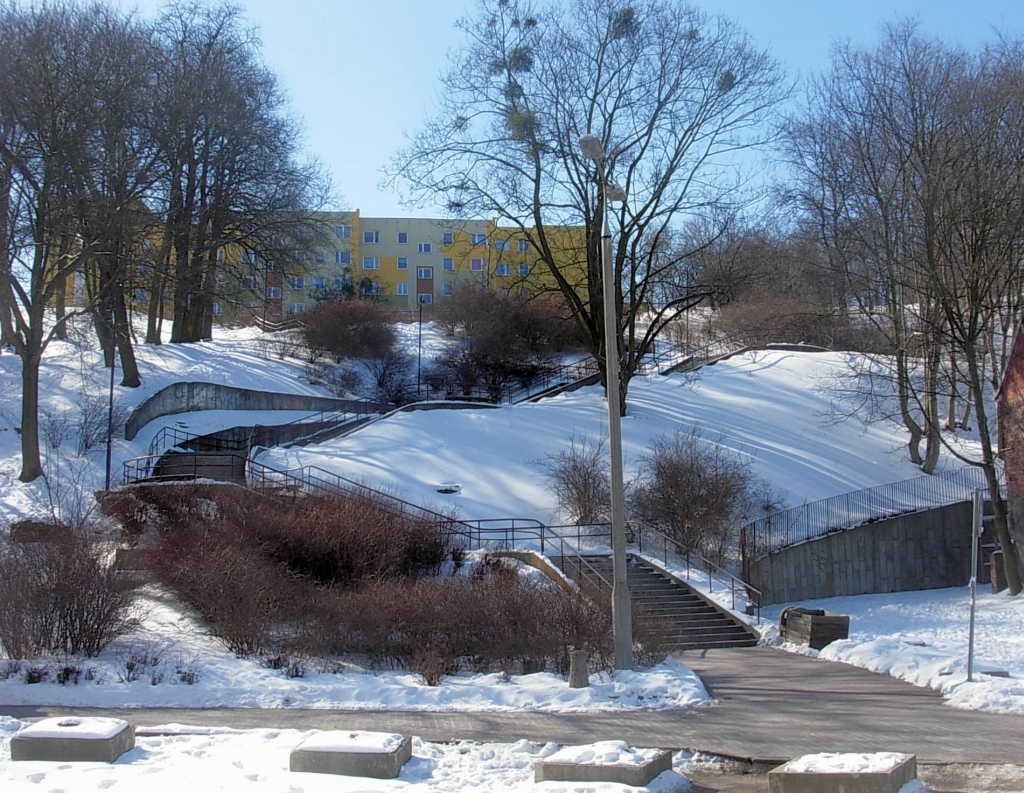
Zbocze Bydgoskie na Szwederowie

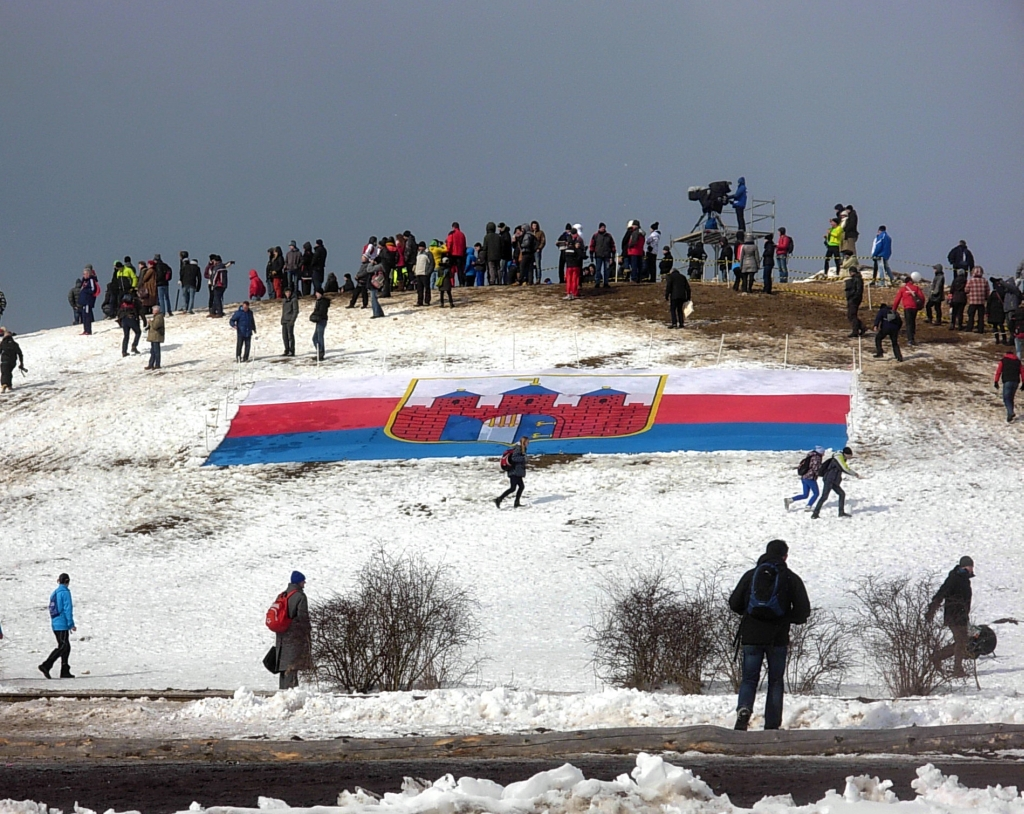
Zbocze Fordońskie w Myślęcinku oddzielające wysoczyzny morenowe Pojezierzy Południowopomorskich od dna Pradoliny Noteci-Warty

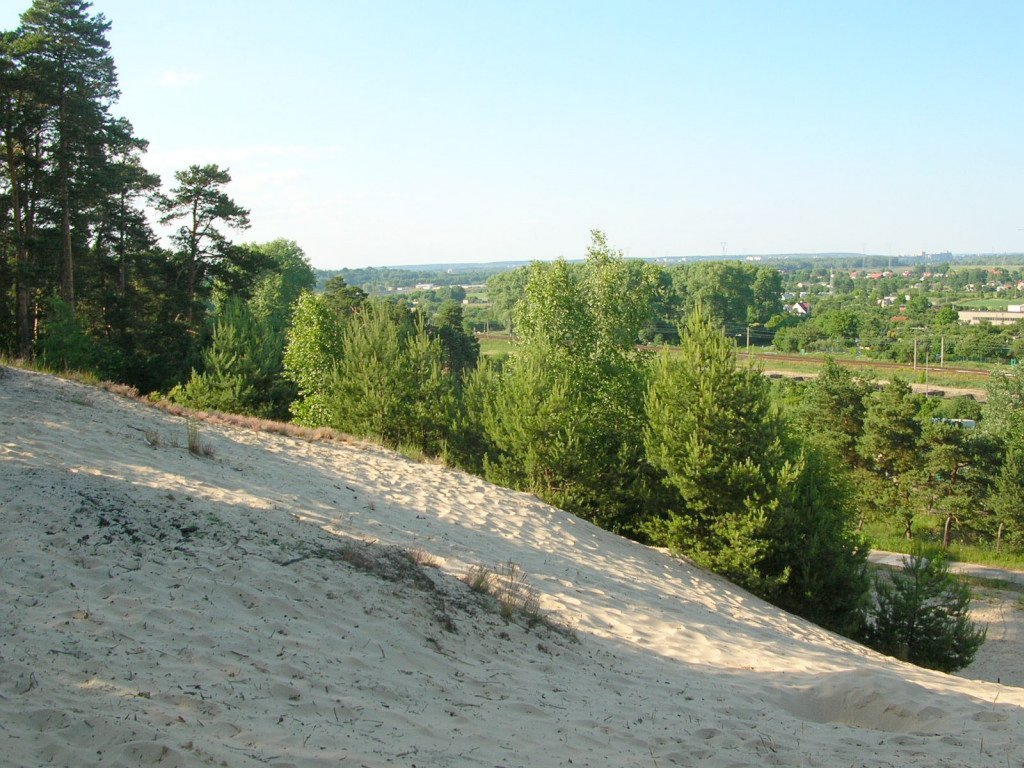
Zbocze Doliny Wisły w Łęgnowie

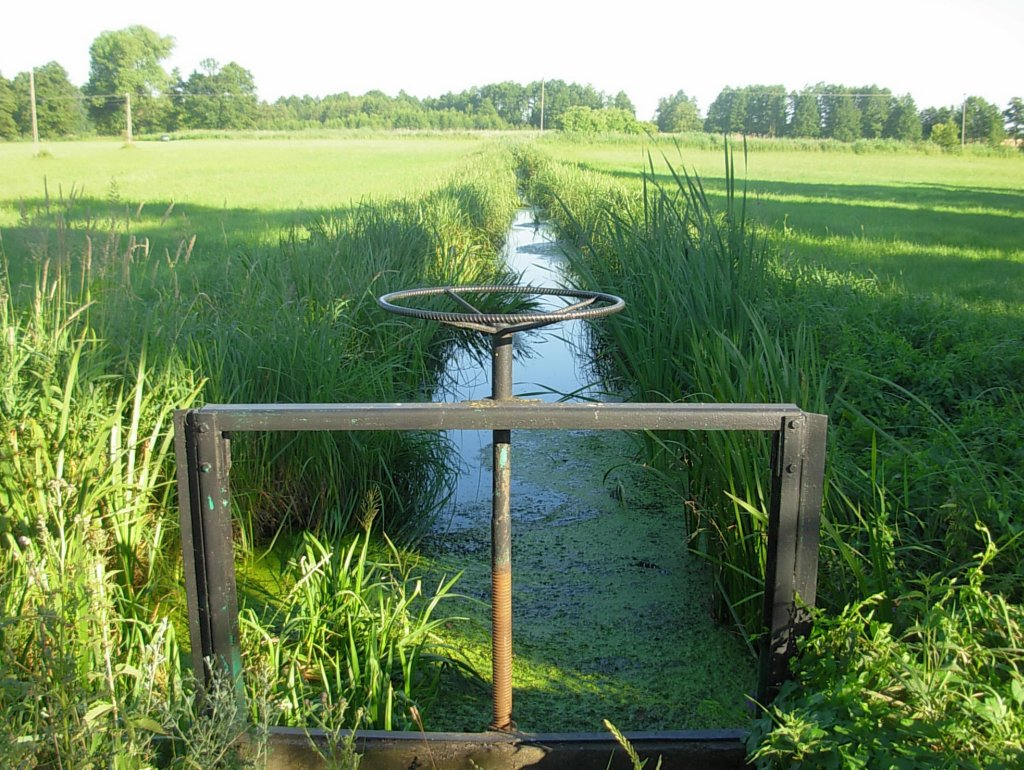
Kanały na tzw. Bydgoskich Łąkach Nadnoteckich na południe od miasta

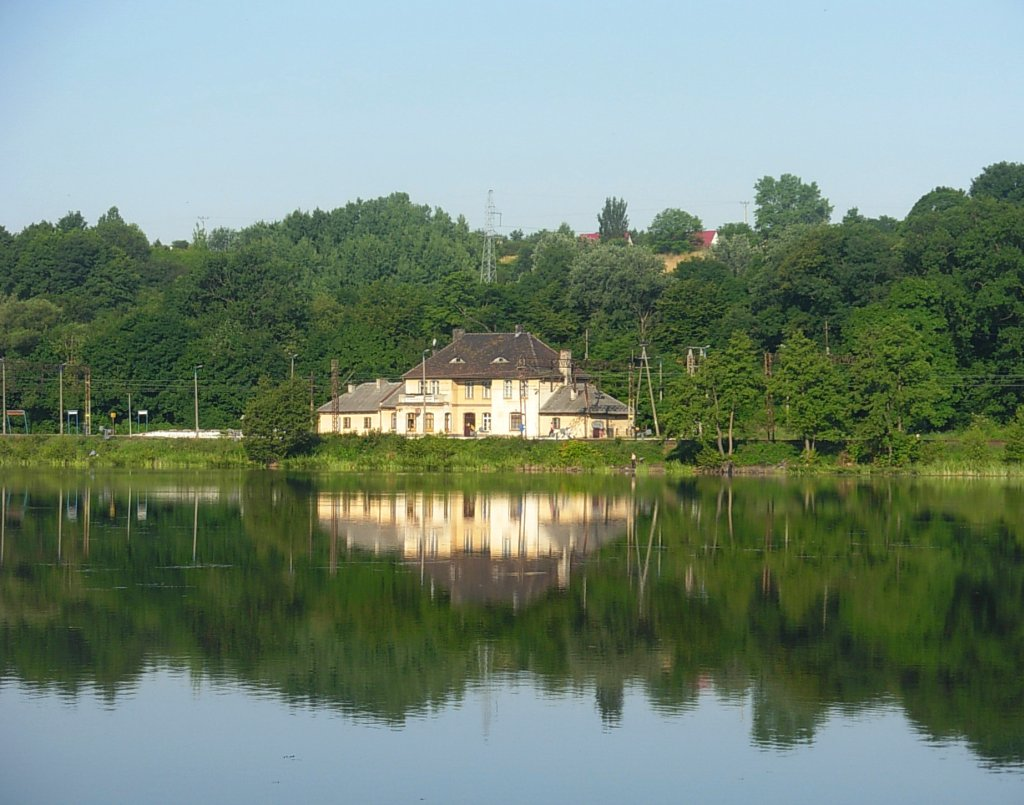
Port drzewny u podnóża zbocza pradoliny w Bydgoszczy-Łęgnowie

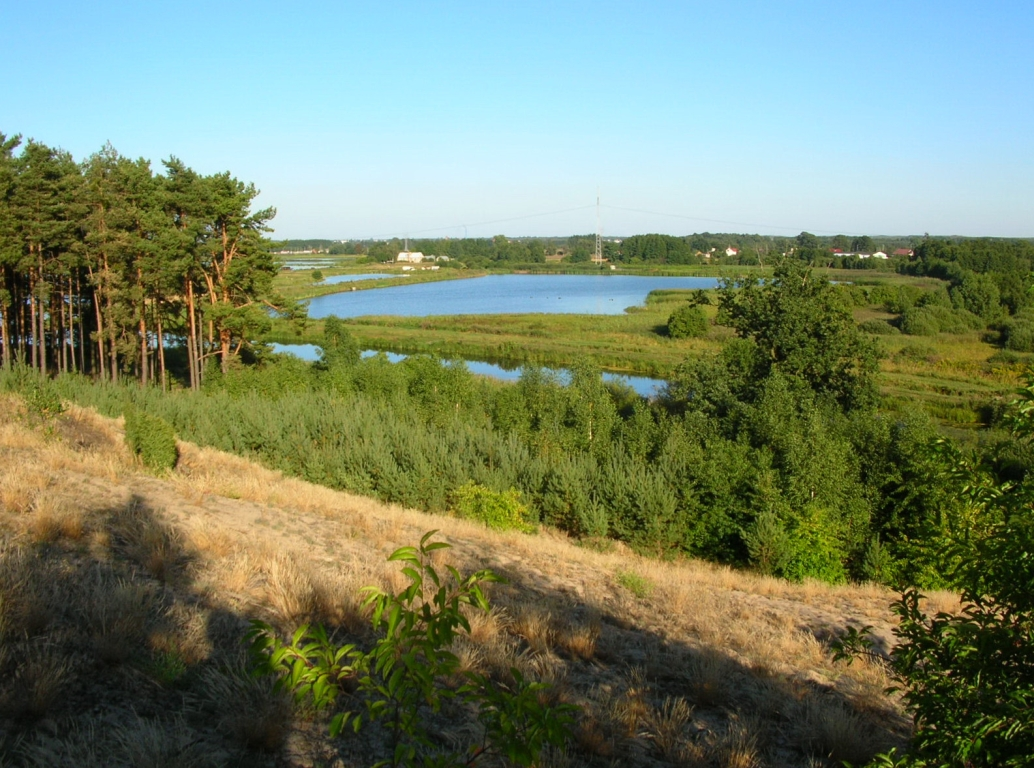
Stawy u podnóża wydmy śródlądowej w Puszczy Bydgoskiej

Pierwsze lasy po ustąpieniu lodowca na tym terenie pojawiły się w Allerødzie ok. 12–11 tys. lat temu. Były to rzadkie lasy brzozowo-sosnowe. W późniejszym okresie wzrósł udział sosny (okres borealny 9–7 tys. lat temu), zaś w ciepłym okresie atlantyckim (7–4 tys. lat temu) rozprzestrzeniły się masowo gatunki liściaste jak: dąb, lipa, a na wilgotnych siedliskach jesion i olcha. W okresie subatlantyckim ok. 500 r. p.n.e. rozprzestrzenił się buk. Od schyłku średniowiecza najważniejszym czynnikiem kształtującym szatę roślinną była działalność człowieka, w wyniku czego większość lasów rosnących na żyznych siedliskach (grądy) wycięto, a w zachowanych kompleksach leśnych zwiększył się udział gatunków iglastych. Większość terenów, na których rosną zachowane obecnie lasy w okolicy Bydgoszczy nigdy nie była użytkowana rolniczo. W XIX wieku wskutek sztucznych nasadzeń zmienił się ich skład gatunkowy z borów mieszanych na monokultury sosnowe. Dopiero pod koniec XX w. przystąpiono do odtworzenia dawnego składu drzewostanów. Pierwotny bór sosnowy z połowy XIX wieku zachowano w rezerwacie przyrody Łażyn w Puszczy Bydgoskiej, dąbrowę świetlistą w rezerwacie Dziki Ostrów, a las łęgowy w rezerwacie Wielka Kępa Ostromecka.

#### Siedliska leśne
Na obszarze Bydgoszczy i w bezpośrednim otoczeniu występują: bory sosnowe o charakterze subkontynentalnego boru świeżego lub subborealnego boru mieszanego, lasy sosnowo-dębowe, dąbrowy, olszyny i lasy łęgowe oraz grądy (z lipą, klonem i dębami).
Najpospolitszym siedliskiem leśnym w okolicy Bydgoszczy są bory sosnowe. Występują z reguły na wyższych tarasach pradolinnych oraz na obszarach wydmowych. Są to głównie południowe i północne tereny miasta: Puszcza Bydgoska, Sandr Brdy oraz Terasa Bydgoska. Przeważający udział mają bory świeże. Są to zbiorowiska z bezwzględną dominacją sosny, często z domieszką brzóz, dębu, świerku. Bory mieszane, nawiązujące florystycznie do uboższych postaci grądu występują w rejonie Osowej Góry, Myślęcinka, w strefach zboczowych skarp. Charakteryzują się równorzędnym udziałem gatunków iglastych i liściastych, lecz z przewagą sosny.
Grądy w okolicy Bydgoszczy występują fragmentarycznie na wyższych tarasach doliny Brdy i Wisły, na zboczach je oddzielających (grądy zboczowe), w Smukale i Opławcu, a także w miejscach płytkiego zalegania iłów (obszary centralne miasta, Czyżkówko, Brdyujście). Charakter podłoża i jego wilgotność determinuje występowanie siedlisk od ubogich grądów borowych do bogatych zbliżonych do łęgów. Generalnie na obszarach płaskich występują siedliska grądu środkowoeuropejskiego – lasy dębowo-grabowe z domieszką różnych drzew liściastych, natomiast strefy zboczowe charakteryzują się występowaniem siedlisk grądu subkontynentalnego – lasy lipowo-dębowo-grabowe. Większe kompleksy grądów w Bydgoszczy z przewagą dębu szypułkowego znajdują się w rejonie Opławca i Smukały, Rynkowa, Myślęcinka, na północy Lasu Gdańskiego, w Brdyujściu, Lesie Jarużyńskim, lesie między Osową Górą a Czyżkówkiem oraz miejscami na zboczach wysoczyzn.
Lasy łęgowe występują na terasach zalewowych doliny Brdy i Wisły oraz terenach o wysokim poziomie wód gruntowych jak Dolina Kanału Bydgoskiego, czy Łęgnowo II. Lokalnie siedliska takie występują także w rejonach wysięków wód ze skarp oraz cieków wodnych. Na terenach podtapianych występują łęgi olszowe, pospolitsze są natomiast łęgi olszowo-jesionowe (olsza czarna, jesion, wierzba), wierzbowo-topolowe (wierzba biała, wierzba krucha, topola biała, topola czarna, dereń). Na terenach wyżej położonych charakterystyczne są łęgi wiązowo-jesionowe (wiąz pospolity, dąb szypułkowy, olsza czarna, klon polny, jabłoń dzika, topola biała). Duże kompleksy lasów łęgowych występują wzdłuż ujściowego odcinka Brdy, wzdłuż Wisły i w zakolu tej rzeki.
Wśród gatunków drzew w lasach bydgoskich najpospolitsze to: sosna, brzoza i dąb i olsza, zaś w domieszkach występuje m.in.: jesion, buk, modrzew, klon, jawor, grab, akacja. Nie występuje jodła, zaś świerk i modrzew nasadzane są sztucznie. Na granicy zasięgu występują: buk, jawor, olsza szara. Mikroregionem, w którym występuje mozaika siedlisk na stosunkowo niewielkim obszarze jest Zbocze Fordońskie. Występują tu bory sosnowe, grądy typowe i zboczowe, zbiorowiska zaroślowe, murawy kserotermiczne, a w wilgotnych dolinkach łęgi olszowo-jesionowe, wiązowo-jesionowe oraz grądy niskie.
Lasy okolic Bydgoszczy charakteryzują się w stosunku do lasów w kraju większym udziałem stanowisk borowych (sosnowych), w tym zwłaszcza boru świeżego i suchego, zaś mniejszym – wilgotnych siedlisk leśnych, z wyłączeniem lasów łęgowych, których kompleksy w zakolu Wisły należą do większych w Dolinie Dolnej Wisły.

## Znaczenie warunków naturalnych dla Bydgoszczy
Warunki naturalne mają zasadniczy wpływ na osadnictwo w Bydgoszczy, rekreację, a także rozwój miasta.

### Osadnictwo
Układ przestrzenny Bydgoszczy jest uwarunkowany odległością od rzek i bliskością zwartych terenów leśnych. Zabudowa miasta ma charakter zwarty, skoncentrowany wzdłuż rzeki Brdy i Kanału Bydgoskiego z satelitarną dzielnicą Fordon na lewym brzegu Wisły. Niemal ze wszystkich stron zabudowę okalają powierzchnie leśne. W istniejącej strukturze istnieją obszary o następującej typologii architektury mieszkaniowej:
- wysoka intensywność zabudowy z dominującym budownictwem wielorodzinnym – Śródmieście, Fordon, Leśne, Bartodzieje, Wyżyny, Kapuściska, Wzgórze Wolności, Szwederowo, Błonie, Okole, Bielawy, Skrzetusko,
- średnia intensywność zabudowy z dominującym budownictwem jednorodzinnym – w zachodniej części miasta, Jary, Miedzyń, Flisy, Osowa Góra, Czyżkówko, Piaski, Jachcice oraz Glinki,
- niska intensywność zabudowy z dominującym budownictwem jednorodzinnym – w północnej i południowo-zachodniej części miasta – Prądy, Opławiec, Smukała, górny taras Fordonu, Myślęcinek. Ze względu na bliskość obszarów atrakcyjnych przyrodniczo w północnej (Myślęcinek, Zamczysko) i północno-zachodniej (Opławiec, Smukała) części miasta obok zabudowy mieszkaniowej występuje zabudowa letniskowa.

Miasto rozwijało się wzdłuż osi morfologicznej, jaką tworzy Pradolina Toruńsko-Eberswaldzka i ujściowy odcinek Doliny Brdy. Spowodowało to rozciągnięcie zabudowy na osi wschód-zachód. Maksymalna odległość między granicami miasta w kierunku równoleżnikowym wynosi 22 km, a obszarów zabudowanych ok. 19 km. Natomiast odległość na osi północ-południe wynosi 18 km, a zwartej zabudowy ok. 12 km. Osadnictwo na terenie gmin podmiejskich rozwija się głównie w kierunku południowo-zachodnim: Białe Błota, Lipniki, Ciele, Zielonka, Przyłęki, Kruszyn, Zamość, północnym: Osielsko, Niemcz, Niwy, Maksymilianowo, Żołędowo, Strzelce Dolne i Górne oraz zachodnim: Łochowo, Łochowice.

### Rekreacja
Na potencjał rekreacyjno-wypoczynkowy Bydgoszczy składają się następujące czynniki:
- węzeł wodny powiązany z systemem śródlądowych szlaków wodnych Europy Zachodniej,
- znaczna koncentracja terenów leśnych (blisko 30% w granicach miasta, 80% w jego otoczeniu),
- duża liczba obiektów zabytkowych i kulturowych (ponad 200 obiektów w rejestrze zabytków),
- położenie miasta na kilkunastu poziomach dolin Brdy i Wisły,
- ciąg szlaków kajakarsko-wioślarskich na Brdzie,
- otoczenie kompleksami atrakcyjnymi ekologicznie (Park Krajobrazowy Doliny Dolnej Wisły, Obszar Chronionego Krajobrazu Zalewu Koronowskiego, Obszar Chronionego Krajobrazu Rynny Jezior Byszewskich, Puszcza Bydgoska, Bory Tucholskie itp.),
- największy w Polsce park miejski LPKiW w Myślęcinku,
- dostępność do form wypoczynku w ośrodkach rekreacyjno-sportowych[17].

Bydgoszcz położona jest na pograniczu trzech największych obszarów pojeziernych w Polsce: Pomorskiego, Wielkopolskiego i Chełmińsko-Dobrzyńskiego. Pojezierza te mają duże znaczenie dla wypoczynku świątecznego i urlopowego mieszkańców Bydgoszczy.
Najważniejszym dużym obszarem rekreacyjnym Bydgoszczy jest Leśny Park Kultury i Wypoczynku w Myślęcinku. Najintensywniej zagospodarowana jest jego część wschodnia, w której zlokalizowano lunapark i jurapark, ZOO i Ośrodek Rekreacji Konnej. W części północnej duży obszar zajmuje malowniczy Ogród Botaniczny z kaskadowo spiętrzonymi stawami i licznymi utwardzonymi ścieżkami spacerowymi. Najliczniej uczęszczanym ciągiem spacerowym jest tzw. promenada parkowa, za którą w części zachodniej parku znajduje się strefa ciszy ze ścieżką zdrowia i wytyczonymi dróżkami dojazdy konnej. W LPKiW znaleźć można tereny i urządzenia służące różnym formom rekreacji. Organizuje się tu również imprezy masowe. Szacuje się, że przez tereny Parku przewija się w ciągu roku około 1 mln osób. Również pozostałe tereny leśne, znajdujące się w granicach administracyjnych miasta, wykorzystywane są jako tereny spacerowe. Największym takim obszarem jest Las Gdański, położony na wschód od LPKiW, a na południe od miasta Puszcza Bydgoska.
Wśród form wykorzystywania rekreacyjnego wód powierzchniowych w Bydgoszczy znajdują się: wędkarstwo, wioślarstwo i kajakarstwo, żeglarstwo (tor regatowy) oraz kąpiele, zwłaszcza w górnym odcinku Brdy, która posiada czyste wody (II klasa). Rekreacji i sportowi wyczynowemu służy także ponad 100 obiektów sportowych, rozmieszczonych na wszystkich osiedlach miasta.
Atrakcyjne walory rekreacyjne posiada także strefa podmiejska Bydgoszczy. Poza zasobami występującymi w granicach miasta, takimi jak: rzeki, zbocza dolin i wysoczyzn oraz lasy, w strefie tej położonych jest kilkadziesiąt jezior. Największą popularnością wśród mieszkańców Bydgoszczy cieszą dwa położone w odległości kilkunastu kilometrów od miasta jeziora: Jezuickie (147 ha) i Borówno (44 ha), gdzie urządzono kąpieliska, ośrodki wypoczynkowe, campingi oraz zespoły domków letniskowych. Podobne znaczenie posiada Jezioro Koronowskie (1600 ha), które dodatkowo jest cenionym w kraju akwenem żeglarskim. Przez mieszkańców Bydgoszczy odwiedzane dość często są również takie akweny jak: Jezioro Wąsoskie k. Szubina, Smerzyn w pobliżu Łabiszyna, rynna jezior byszewskich na północny zachód od miasta, jeziora Bagno i Meszno w pobliżu Rynarzewa oraz tereny nad Brdą i Wisłą.
Równomiernie w ciągu całego roku odwiedzane są również podmiejskie lasy. Najwięcej osób spotyka się w lasach jesienią w okresie grzybobrania. Pozytywnym zjawiskiem jest występowanie dużych kompleksów leśnych w sąsiedztwie rekreacyjnie wykorzystywanych wód powierzchniowych. Dotyczy to zwłaszcza doliny Brdy wraz z Jeziorem Koronowskim oraz Puszczy Bydgoskiej w rejonie Jeziora Jezuickiego. Na terenach podmiejskich znajduje się również ok. 8,5 tys. ogrodów działkowych. Największy kompleks ogrodów (ponad 1000) zlokalizowano w Bożenkowie.
O atrakcyjności krajoznawczej Bydgoszczy stanowią również pamiątki historii miasta, jego współczesne oblicze oraz oferta kulturalna. Chociaż miasto nie zostało ujęte w wykazie miejscowości krajoznawczych o pierwszorzędnym znaczeniu krajowym, to zachowało swój specyficzny urok, w którym niepoślednią rolę odgrywają zabytki architektury i budownictwa. Dotyczy to zwłaszcza Starego Miasta, Śródmieścia, Wyspy Młyńskiej, Kanału Bydgoskiego, a także położonego nad Wisłą Starego Fordonu.
Warunki naturalne wpłynęły też pośrednio na powstanie atrakcyjnych dla krajoznawstwa obiektów zabytkowych, kulturowych i tranzytowych dróg turystycznych. Do najatrakcyjniejszych w kraju należy pobliski Szlak Piastowski, łączący miejsca związane z początkami państwa polskiego. Zasobna w miejscowości i obiekty zabytkowe, związane zwłaszcza z panowaniem na tych ziemiach krzyżaków, jest też ziemia chełmińska. W poznawaniu walorów krajoznawczych pomagają piesze, rowerowe i wodne szlaki turystyczne, wychodzące promieniście z Bydgoszczy.

### Rozwój miasta
Wpływ czynników geograficznych na założenie i rozwój Bydgoszczy był bardzo istotny, być może większy niż wpływ zjawisk politycznych. Wyrażał się w oddziaływaniu najbliższego terenu na charakter i wielkość miasta, rodzaj zajęć jego mieszkańców, uzależnieniu rozwoju od położenia nad szlakami komunikacyjnymi i gospodarczymi. Do istotnych czynników tego typu należały przede wszystkim:
1. Położenie między zakolem Wisły a bagnami nadnoteckimi, gdzie przez względnie suchy teren, z brodami przez Brdę prowadziła odnoga szlaku bursztynowego. Było to najdogodniejsze miejsce do założenia grodu, co też nastąpiło w XI wieku.
2. Hydrografia okolic Bydgoszczy, znaczna zasobność wodna Brdy, stabilność jej przepływów oraz połączenie z Wisłą, umożliwiające już w XIV wieku rozwój transportu wodnego. Brda umożliwiała spław drewna i towarów leśnych z Borów Tucholskich, a łącząc się z Wisłą udostępniała główny polski szlak komunikacyjny dla szyprów bydgoskich. Dodatkowo położenie miasta nad zakolem Wisły, gdzie rzeka ta dociera najbardziej na zachód, premiowało to miejsce dla handlu, przeładunku i magazynowania towarów rolnych z Wielkopolski – prowincji znanej z rozwiniętej gospodarki zbożowej.
3. Bliskie sąsiedztwo (11 km) rzek związanych z dorzeczami: Wisły (Brda) i Odry (Noteć) i obecność po zachodniej stronie Bydgoszczy głębokiej pradoliny z działem wodnym umożliwiło budowę Kanału Bydgoskiego łączącego Wisłę z systemem dróg wodnych Europy Zachodniej oraz czerpanie przez miasto korzyści z tranzytu towarów między Królestwem Polskim a Niemcami.
4. Otoczenie lasami i na ogół nieurodzajne piaszczyste gleby determinowały gospodarkę miasta opartą na handlu, a w mniejszym stopniu na obsłudze rolniczego otoczenia. Dostępność surowców magazynowanych w spichrzach, napędu wodnego oraz możliwość zbywania produktów w Gdańsku był przyczyną rozwoju rzemiosła, zwłaszcza garncarstwa, piwowarstwa, młynarstwa, szkutnictwa i rzemiosł bazujących na produktach drzewnych.
5. Układ cieków wodnych i krzyżujących się dolin w sposób naturalny ukształtował system przestrzenny miasta wydłużony równoleżnikowo, ze wschodnią dzielnicą składowo-przemysłową położoną wzdłuż Brdy, z oparciem na zakolu Wisły.
6. System przestrzenny załomów teras pradolinnych w rejonie Bydgoszczy, a zwłaszcza wysokie Zbocze Bydgoskie wpłynął na rozwój Śródmieścia na północ od Brdy, gdzie ze względów terenowych mógł powstać dworzec kolejowy.
7. Dogodne warunki wodne (długa spławna rzeka, najstarszy w Polsce tor regatowy) sprzyjały uprawianiu sportów wodnych, zwłaszcza wioślarstwa i kajakarstwa – stąd w dwudziestoleciu międzywojennym Bydgoszcz uznawano za „stolicę polskiego wioślarstwa”, stąd wywodzili się m.in. pierwsi polscy medaliści olimpijscy w tych dyscyplinach.
8. Obecność iłów poznańskich płytko w podłożu była przyczyną powstania od XVIII wieku kilkunastu cegielni w Bydgoszczy, po których obecnie pozostały zbiorniki poeksploatacyjne, częściowo zagospodarowane rekreacyjnie.

Do powyższych czynników dochodziły zjawiska polityczne, z których najważniejsze do XV wieku było położenie Bydgoszczy na rubieży Królestwa Polskiego w pobliżu granicy krzyżackiej, co zadecydowało o budowie zamku i nadaniu Bydgoszczy praw miejskich. Z uwagi na uwarunkowania geograficzne, do czasów rewolucji przemysłowej Bydgoszcz była miastem uzależnionym od handlu i jego koniunktury. W czasie pokoju rozwijała się bardziej od sąsiednich ośrodków, zaś w czasie wojen jej dziedzictwo materialne było wielokrotnie niszczone, a ciągłość pokoleń przerywana. Położenie Bydgoszczy na mapie kraju było motorem rozwoju w czasach koniunktury, a w okresach wojen i rozruchów było przyczyną jej upadku.